# ナポレオン3世
ナポレオン3世（ナポレオン3せい、仏: Napoléon III, 1808年4月20日 - 1873年1月9日）は、フランス第二共和政の大統領（在任：1848年 - 1852年）、のちフランス第二帝政の皇帝（在位：1852年 - 1870年）。本名はシャルル・ルイ＝ナポレオン・ボナパルト（Charles Louis-Napoléon Bonaparte）であり、皇帝に即位して「ナポレオン3世」を名乗る前は一般にルイ・ナポレオンと呼ばれていた。本項でもそのように記述する。
フランス皇帝ナポレオン1世の甥にあたり、1815年のナポレオン失脚後、国外亡命生活と武装蜂起失敗による獄中生活を送ったが、1848年のフランス革命で7月王政が打倒されるとフランスへの帰国が叶い、同年の大統領選挙でフランス第二共和政の大統領に当選した。第二共和政での大統領の権力は弱く、はじめ共和派、のち王党派が牛耳るようになった国民議会から様々な掣肘を受けたが、1851年に国民議会に対するクーデターを起こし、独裁権力を掌握。1852年に皇帝に即位して「ナポレオン3世」となり、第二帝政を開始した。1850年代は「権威帝政」と呼ばれる強圧支配を敷いたが、1860年代頃から「自由帝政」と呼ばれる議会を尊重した統治へと徐々に移行した。内政面ではパリ改造計画、近代金融の確立、鉄道網敷設などに尽くした。外交ではクリミア戦争によってウィーン体制を終焉させ、ヨーロッパ各地の自由主義やナショナリズム運動を支援することでフランスの影響力拡大を図った。また、アフリカ・アジアにフランス植民地を拡大させた。しかしメキシコ出兵の失敗で体制は動揺。1870年に勃発した普仏戦争でプロイセン軍の捕虜となり、それがきっかけで第二帝政は崩壊し、フランスは第三共和政へ移行した。
第二帝政崩壊後のフランスは現在に至るまで共和政国家であるため、彼がフランスにおける最後の君主である。

## 概要
1808年にフランス皇帝ナポレオン・ボナパルトの弟ルイ・ボナパルトとその妃オルタンスの三男としてパリに生まれる。兄にナポレオン・ルイ・ボナパルトがいる。一説に母が愛人の男性との間に儲けた子ともいわれる（→生誕と出自をめぐる疑惑）。
1815年のナポレオン失脚でブルボン家の復古王政によって家族とともに国を追われ、長きにわたる亡命生活を余儀なくされた（→ナポレオンの失脚）。母に引き取られ、スイスやバイエルンで育った（→アレネンベルク・アウクスブルクで育つ）。1830年に復古王政が倒れてルイ・フィリップの7月王政が樹立されるも、帰国は認められなかった（→7月革命をめぐって）。
1830年にローマへ移住し、イタリア統一運動に参加したが、教皇やオーストリアに対する抵抗運動ボローニャ一揆の失敗によりスイスへ逃げ戻った（→イタリア統一運動への参加）。その後文芸活動に精を出し、「空想的社会主義」のサン＝シモン主義に接近した（→文芸活動）。
また、ボナパルト家の帝政復古を目指して武装蜂起を策動し、1836年にはストラスブールからフランス軍に蜂起を呼びかけるストラスブール一揆を起こしたが、失敗して逮捕される（→ストラスブール一揆）。この時はアメリカへ国外追放だけで済んだが、フランス国内でナポレオン再評価が高まったのを好機として1840年にブローニュで再び一揆を起こした。やはり失敗して逮捕され、今度は終身刑に処せられた（→ブローニュ一揆）。5年半に及ぶアム要塞での獄中生活を利用して政治研究に明け暮れ、1844年に著した『貧困の根絶』の中で労働者階級の保護を主張し、貧困層に新たなボナパルティズムをアピールした（→アム要塞服役時代）。1846年の父の危篤に際してアム要塞を脱獄し、ベルギーを経てロンドンへ逃れた（→脱走）。
1848年2月の革命で7月王政が崩壊するとフランスへの帰国を果たし、憲法制定議会議員補欠選挙で当選した（→1848年革命をめぐって、→憲法制定議会の代議士）。12月の大統領選挙にも出馬し、「ナポレオン」の名の高い知名度、豊富な資金力、両王党派(正統王朝派とオルレアン派)の消極的な支持などで74%の得票率を得ての当選を果たす（→大統領に当選）。
しかし第二共和政の大統領の権力は弱く、共和派が牛耳る国民議会によって帝政復古は掣肘を受けた。そのため当初は両王党派やカトリックから成る右翼政党秩序党との連携を目指した（→秩序党との連携期）。その一環でローマ共和国によってローマを追われていた教皇の帰還を支援すべくローマ侵攻を行った。これに反発した左翼勢力が蜂起するも鎮圧され、左翼勢力は壊滅的打撃を受けた。代わって秩序党が国民議会の支配的勢力となり、男子普通選挙の骨抜きなど保守的な立法が次々と行われ、ルイ・ナポレオンとの対決姿勢も強めてきた（→ローマ侵攻とその影響、→秩序党の支配）。
国民議会から政治主導権を奪う必要があると判断し、クーデタを計画。軍や警察の取り込みなど準備を慎重に進め、1851年12月にクーデタを決行した。秩序党幹部らを逮捕したのを皮切りに共和主義者にも逮捕の網を広げ、国内反対勢力を一掃した（→クーデターの準備、→「ルイ・ボナパルトのブリュメール18日のクーデター」）。翌1852年1月には大統領に全権を認めた1852年憲法を制定して独裁体制を樹立する（→1852年憲法と独裁体制の樹立）。さらに同年12月には国民投票のうえで皇帝即位を宣言し、第二帝政を樹立、「ナポレオン3世」と名乗るようになった（→皇帝に即位）。その治世の前期は「権威帝政」と呼ばれる強圧的な統治だったが、1860年代には「自由帝政」と呼ばれる自由主義・議会主義的な統治へと徐々に転換していった（→権威帝政と自由帝政）。
内政面ではサン＝シモン主義を背景にした経済政策を行った（→経済政策）。金融改革を起こして産業融資を行う近代的金融業の確立に努めた（→金融改革）。また各国と通商条約を結んで自由貿易の推進にも努めた（→自由貿易）。国土整備も推し進め、ジョルジュ・オスマンにパリ改造計画を実施させて道路増設や都市衛生化を推進した（→パリ改造計画）。また金融資本家の鉄道融資を煽ることで鉄道網整備にも尽くした（→鉄道建設）。しかしサン＝シモン主義の自由放任主義から社会政策には不熱心だった（→社会保障の不十分）。
外交は、彼の伯父を否定するウィーン体制の改定、ヨーロッパ各国の自由主義ナショナリズム運動の擁護、アフリカ・アジアに植民地を拡大することを基本方針とした（→外交）。クリミア戦争ではイギリスと同盟してロシアに対して勝利したことでフランスの国際的地位を高めた（→クリミア戦争）。イタリア統一戦争ではサルデーニャとともにオーストリアと戦うも、サルデーニャに独断で早々にオーストリアと休戦協定を結び、以降教皇領の保護にあたるなどイタリア統一にブレーキをかけることでイタリアへの影響力を維持しようとした（→イタリア統一戦争）。非ヨーロッパ諸国に対しては帝国主義政策をもってのぞみ、アフリカやアジアの諸国を次々とフランス植民地に組み込んでいった。その治世下にフランス植民地帝国は領土を3倍に拡張させた。サン＝シモン主義の影響からとりわけアジア太平洋地域への進出に力を入れ、アジア諸国に不平等条約を結ばせたり、拒否した時には戦争を仕掛けたり、コーチシナを併合したり、カンボジア保護国化するなど強硬政策をとった（→アジア太平洋地域植民地化）。サハラ砂漠以南の「黒アフリカ」にも植民地を拡大していき、強圧的な植民地統治を行った（→サハラ以南アフリカの統治）。一方アルジェリアでは「アラブ王国」政策と呼ばれる先住民に一定の配慮をした植民地統治をおこなった（→アルジェリア統治）。
ナポレオン3世の権力はこうした外交的成功によって支えられている面が多かったが、メキシコ出兵の失敗で国内的な地位を弱めた（→メキシコ出兵）。さらに小ドイツ主義統一を推し進めるプロイセンと対立を深め、スペイン王位継承問題を利用したプロイセン宰相オットー・フォン・ビスマルクの策動により、1870年にプロイセンに対する宣戦布告に追い込まれ、何の準備も出来ていない状態で普仏戦争へ突入する羽目になった（→スペイン王位継承問題）。自ら前線に赴き、指揮をとったが、フランスは連敗を重ね、セダンの戦いにおいては彼自身がプロイセン軍の捕虜になった（→普仏戦争と破滅）。これにより求心力を決定的に落とし、パリではクーデターが発生して第二帝政は打倒され、フランスは第三共和政へ移行した（→第二帝政崩壊）。
普仏戦争が終結してプロイセン軍から釈放された後、ナポレオン3世はイギリスへ亡命した。復位を諦めず、クーデターを起こすことを計画していたが、実行に移す前に1873年に同国で死去した（→イギリスでの晩年、→死去）。
皇后はスペイン貴族の娘ウジェニー。彼女の政治面での影響力は大きかった。彼女との間に唯一の子である皇太子ルイ（ナポレオン4世）を儲けた（→ウジェニーを皇后に迎える）。
まぶたの垂れ下がり、低身長、胴長短足など容姿には恵まれていなかったが、座高が高めだったので馬上の姿が映えたといい、「馬上のサン＝シモン」とあだ名された（→容姿）。身分の上下問わず数多くの女性と性交したので漁色家として知られた（→漁色家）。話下手で無口だったといわれ、「スフィンクス」と呼ばれた（→無口）。君主としての正統性の欠落を気にしていたという（→正統性の欠落）。
カール・マルクスは『ルイ・ボナパルトのブリュメール18日』や『フランスにおける内乱』などの中で第二帝政を「ルンペン・プロレタリア体制」「超国境的な金融詐欺師の祭典」として批判した。ヴィクトル・ユーゴーも〚小ナポレオン〛においてナポレオンと比ぶべくもない小物の独裁者として批判した（→マルクスとユーゴーの批判）。ビスマルクもナポレオン3世の知性を低く見ていた（→ビスマルクによる評価）。キッシンジャーはウィーン体制こそがフランスにとって対ドイツの最良の安全保障であるのにそれの破壊を目指したこと、国民世論を気にしすぎて近視眼的になったことが彼の外交が破綻した原因と分析した（→キッシンジャーの評価）。一方、パリ改造計画や経済政策など内政面には再評価論もある。また外交面でもフランスの植民地を拡大したこと、イギリスと協調して一時的とはいえフランスの国際的地位を上げたことなどに評価する声もある（→再評価論）。

## 生涯

### 第一帝政の皇族

#### 生誕と出自をめぐる疑惑
1808年4月20日から21日にかけてホラント王ルイ・ボナパルト（フランス皇帝ナポレオン・ボナパルトの弟）とその王妃オルタンス（ナポレオンの皇后ジョゼフィーヌ・ド・ボアルネの前夫との間の娘）の三男としてパリのセリュッティ通り（現ラフィット通り）に生まれた。つまりナポレオンの甥にしてジョゼフィーヌの孫にあたる。兄にナポレオン・シャルル（5歳で薨去）とナポレオン・ルイがいた。
父ルイ・ボナパルトは1806年にナポレオンからホラント王位を与えられていたが、兄の傀儡になるつもりはなく、オランダ人の利益を優先する独自路線をとろうとしたため、ナポレオンの圧力で1810年に退位させられた。一方、母オルタンスは熱狂的なナポレオン崇拝者であり、ボナパルト家は常にヨーロッパ人民に依拠せねばならないと主張していた。ルイ・ナポレオンは母の影響を強く受けて育った。
元老院は1804年5月18日に伯父ジョゼフ・ボナパルト（男子がいなかった）と父ルイ・ボナパルトに皇位継承権を認めていたため、生誕時点ではルイ・ナポレオンは伯父、父、兄に次ぐ第4位の皇位継承権者であった。ただ1811年3月にはナポレオンが後妻であるハプスブルク家の皇女マリー・ルイーズとの間にナポレオン2世を儲けたため、それ以降はルイ・ボナパルトの2人の息子の重要性は下がった。
ルイ・ナポレオンの出生には疑惑がある。彼の父と母は仲が悪く、2人の男子を儲けた後に1807年まで別居状態になり、その間に母は何人かの男性と愛人関係を持っていたためである。ただ、1807年中にわずかな期間だが父と母が同居していた時期があり、懐胎の時期と符合するため、やはりルイ・ボナパルトが父親とする説の方が有力であるという。いずれにしてもルイ・ナポレオンはナポレオンと似ていなかったこともあり、この噂は後々まで付いて回った。但し、母オルタンスはナポレオンの継子である為、ルイ・ナポレオンはナポレオンの血の繋がらない義理の孫ではある。
- 父ホラント王ルイ・ボナパルト
- 母オルタンス

#### ナポレオンの失脚

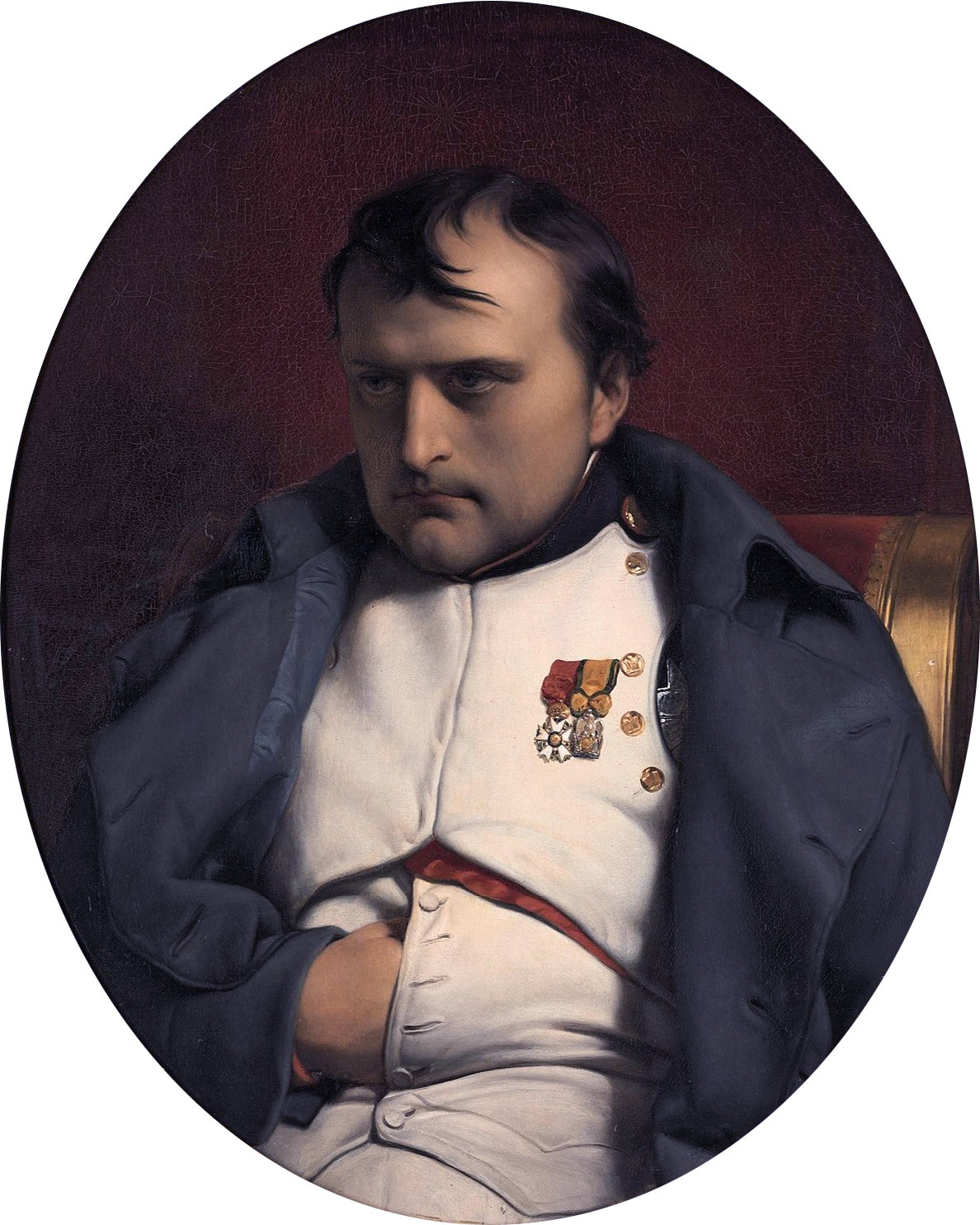
パリが占領された1814年3月31日、フォンテーヌブローで渋い顔をするナポレオンを描いたポール・ドラローシュの絵画

1814年3月31日にパリは反ナポレオン同盟軍によって陥落させられ、ナポレオンは廃位のうえエルバ島の領主に左遷された。反ナポレオン同盟国はフランスを革命前の状態に戻すべく、5月にブルボン家のルイ18世による復古王政を樹立させた。しかし母オルタンスは反ナポレオン同盟国総司令官であるロシア皇帝アレクサンドル1世に接近して身の保全を図り、ルイ18世から引き続きパリに滞在することを許されたため、この最初のナポレオンの失脚ではルイ・ナポレオンの生活にも大きな変化は生じなかった。
1815年3月にエルバ島を脱出したナポレオンは「人民の権利」「反封建制」を掲げてパリの民衆や軍隊の支持を獲得し、人心を掌握できないでいたルイ18世をパリから追って「百日天下」と呼ばれる一時的な復権を果たした。この時ナポレオンはオルタンスに対して「お前が私の大義を捨てるとは思わなかった」と述べて彼女がルイ18世やロシア皇帝にすり寄ったことを非難したが、罰せられる事はなかった。それどころかナポレオンの皇后マリアと皇太子ナポレオン2世がすでにオーストリアに引き取られていたため、オルタンスとその子供らが代役を果たすことになり、ルイ・ナポレオンもナポレオンと一緒に暮らすようになった。
1815年6月12日にナポレオンは再び結成された反ナポレオン同盟軍と戦うためパリを発つことになり、ルイ・ナポレオンとの最後の別れの際にアンリ・ガティアン・ベルトラン大元帥に対して「この子を抱いてやってくれ。心根の優しい子だ。いつの日か我が一族の希望となるかもしれない。」と語ったという。もっともこの逸話は後年にナポレオン3世自身が語ったものであるため、事実かどうかは疑わしいとされる。
結局ナポレオンは6月18日にワーテルローの戦いにおいてイギリス軍とプロイセン軍に敗北を喫した。ナポレオンは再び廃位されてイギリス領セント・ヘレナ島へ流された。7月6日には再度ルイ18世がパリへ帰還し、復古王政を再開した。今回のルイ18世はオルタンスとその子供たちがパリに滞在することを許さず、7月19日に母子は国を追われ、亡命生活を送ることを余儀なくされた
- 復古王政期のフランス国王ルイ18世。フランス革命で断頭台に送られたルイ16世の弟にあたる。
- 最初のナポレオン失脚後の1814年5月、マルメゾン城で反仏連合軍司令官ロシア皇帝アレクサンドル1世と会見するウジェーヌ・ド・ボアルネ（伯父）、ジョゼフィーヌ・ド・ボアルネ（祖母）、オルタンス・ド・ボアルネ（母）、ナポレオン・ルイ（兄）、ルイ・ナポレオンを描いた絵画。
- ワーテルローの戦いを描いたクレマン＝オーギュスト・アンドリュー（フランス語版）の絵画

### 亡命生活

#### アレネンベルク・アウクスブルクで育つ
兄は父のいるフィレンツェに引き取られたが、ルイ・ナポレオンは母オルタンスとともにバーデン大公カールの庇護でコンスタンツに身を隠した。オルタンスはバイエルン王女アウグステと結婚した兄ウジェーヌのおかげで金銭的には裕福であり、スイスを中心に各地を転々として暮らした。最終的にはスイスのアレネンベルクとバイエルン王国のアウクスブルクに居を落ち着けた。
ルイ・ナポレオンは母から甘やかされて育ったが、1820年6月から厳格なピューリタン・共和主義者のフィリップ・ル・バが家庭教師に付き、朝6時から夜9時まで続く猛勉強の生活を送るようになった。
1821年夏に母がアレネンベルクへ移住したが、ル・バの提言によりルイ・ナポレオンはアウクスブルクに残って同地のギムナジウムに通う事になった。ギムナジウムでの成績は並みだった。この頃にドイツ語を身につけ、彼のフランス語は後々までドイツ語訛りになった。
反ナポレオン同盟国はスイス政府に対してボナパルト一族の者を滞在させないよう圧力をかけていたが、1821年5月にナポレオンがセント・ヘレナ島で没した後には同盟国のボナパルト一族に対する警戒も弱まっていった。
1827年9月にル・バが家庭教師から解任された。ルイ・ナポレオンが旅行に出たり、社交界で女性と親しくすることを許さなかったのが原因とされる。

#### 7月革命をめぐって
ルイ・ナポレオンは1830年6月にスイス軍の砲兵隊に入隊した。その矢先にフランスで7月革命が発生し、ブルボン家の復古王政が打倒された。これにボナパルティストはナポレオン2世による帝政復古のチャンスと見て色めき立ち、ローマのボナパルト家もパリへ向かう準備をした。ルイ・ナポレオンも乗り気だったが、肝心のナポレオン2世がオーストリア宮廷に事実上幽閉されている身だった上、病を患っていたため、ボナパルト家復興の先頭に立つのは無理だった。
結局アドルフ・ティエールらがブルボン家の分家であるオルレアン家のルイ・フィリップ公爵をフランス王に擁立し、ブルジョワジーが支持する7月王政を樹立したため、帝政復古はならなかった。しかもルイ・フィリップ王は9月にボナパルト一族の追放を法律で確定させ、これにはルイ・ナポレオンも落胆したという。
- 1830年7月革命
- 7月革命でフランス王位に就いたオルレアン家のルイ・フィリップ王

#### イタリア統一運動への参加
1830年11月、母とともにローマへ移った。
ここでイタリア統一、反教皇、反オーストリア、共和主義の活動をしていた秘密結社カルボナリの一団と接触した。折しも教皇ピウス8世が帰天し、また7月革命の影響でイタリア統一運動が高まりを見せていた時期だった。初代ナポレオンがイタリア統一運動に大きく貢献したことからイタリア・ナショナリストのボナパルト家に対する信頼は非常に深かった。しかしこれが原因で1831年初頭に「ナポレオン2世をイタリア王に擁立しようとした」とされて教皇の官憲からローマ追放処分を受けた。
やむなくローマを出てオーストリア領のフィレンツェへ行き、同じくカルボナリの活動に関与していた兄ナポレオン・ルイと合流した。1831年2月には母や親族の反対を押して、教皇の支配に抵抗するボローニャ一揆に参加した。しかし教皇がオーストリア帝国軍に鎮圧の助力を求めたのに対抗して一揆軍側もフランス王国軍に助力を求めた結果、ルイ・ナポレオンと兄は一揆軍から除名された（ルイ・フィリップ王の機嫌を取り結ぶため）。結局一揆はオーストリア軍によって鎮圧され、ボナパルト兄弟もオーストリア官憲に追われる身となり、フォルリへ逃亡したが、そこで兄は麻疹により若くして死んだ。
母がフォルリまで迎えに来て、母とともにフランス（ルイ・フィリップ王が黙認した）やイギリスを経て1831年8月にスイス・アレネンベルクに帰った。フランス滞在中に母がルイ・フィリップ王と秘密裏に会見しているが、母子のフランス永住許可は認められなかった。
1832年にはスイス国籍を取得した。この時期のルイ・ナポレオンはいつの日かルイ・フィリップから王位を奪ったり、あるいはルイ・フィリップが自分を必要とするようになる光景を妄想して過ごしたという。

#### 文芸活動

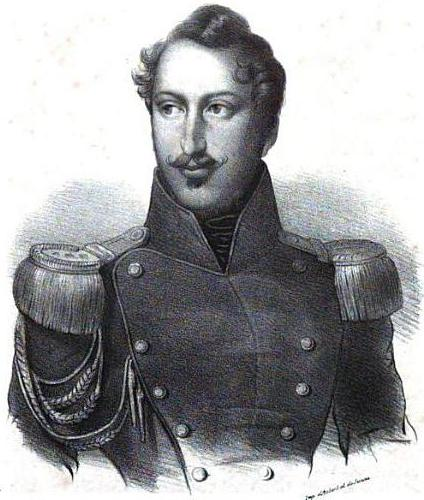
1836年のルイ・ナポレオンを描いた絵

イタリア統一運動の挫折後、文芸活動を中心とするようになり、1832年5月には『政治的夢想』(Les Rêveries politiques)を書き、その中で「自分は共和主義者だが、現在フランス人民の自由を保障できるのは人民の意思を執行する帝政のみである。皇帝となるべき人はナポレオン2世である。」と述べている。しかしそのナポレオン2世は1832年7月22日にウィーンで若くして死去した。イギリスで開催された親族会議出席のためルイ・ナポレオンも半年ほど訪英したが、親族会議で伯父ジョゼフ・ボナパルトによって「皇位継承権」をはく奪されてしまった。しかしそれでも彼は自分こそ「ナポレオン3世」と確信しており、めげることなく精力的に活動し、訪英を機にイタリアやポーランドの亡命ナショナリストたちと接触した。
またイギリスの産業革命に間近に触れたことで社会問題への関心を深め、スイスへ帰国した後、兄の家庭教師だった共和主義者ナルシス・ヴィエイヤールを通じて「空想的社会主義」のサン＝シモン主義に接近した。サン＝シモン主義は主権者を問わなかったが、ルイ・ナポレオンはこの頃すでに国民主権を確信していた。彼の中では帝政と国民主権は矛盾するものではなかったようである。
1833年に『スイスに関する政治的・軍事的考察』(Considérations politiques et militaires sur la Suisse)を著し、その中で彼は「民衆はあらゆる党派の中で最強であり、最も正しい。民衆は隷属と過激を嫌う。民衆は籠絡できない。民衆は自らにふさわしい者を常に感じ取る」と書いている。更にその後『砲術論』(Manuel d'Artillerie)を著したが、これはフランス軍人に名を売るのが目的だった。

#### ストラスブール一揆

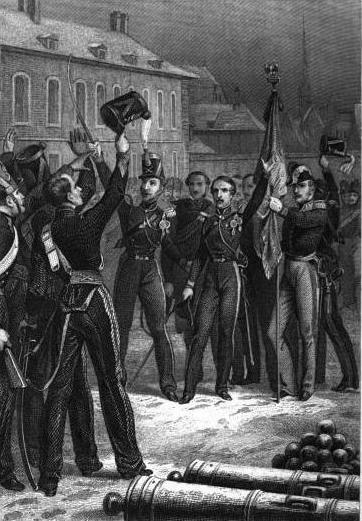
1836年10月30日、ストラスブール一揆を起こすルイ・ナポレオンを描いた絵

1835年末に熱狂的なボナパルティストであるヴィクトール・ド・ペルシニー子爵と知り合った。行動力のあるド・ペルシニーは夢想がちのルイ・ナポレオンにとって手足となる人材だった。ド・ペルシニーはすぐにもフランスの政権を手に入れるための行動を起こすようルイ・ナポレオンに求めた。二人は1836年夏までかけて蜂起計画を練りあげていった。
同年、27歳のルイ・ナポレオンはジェローム・ボナパルトの長女マチルド（当時15歳）と婚約した。疎遠になりがちだったボナパルト家を結び付ける意味のある縁組であり、二人の相性も悪くはなかったが、結局ルイ・ナポレオンは結婚前に最初の反乱を起こすことになる。
ルイ・ナポレオンとド・ペルシニーはボナパルティストが多いアルザスのストラスブールからパリ進撃を企てた。ド・ペルシニーがストラスブール駐屯地のフランス軍砲兵第4連隊の指揮官を引き込むなど手はずを整えたうえで、1836年10月30日に同駐屯地からルイ・フィリップの王政に対して蜂起した。
だがルイ・ナポレオンはもともとの蜂起計画にあった武力による威嚇を嫌がり、途中で計画を変更した。彼は兵士や民衆が自発的に自分の大義に従ってくれると思い込んでいた。しかし賛同する軍人や部隊は少なく、司令官の確保にも失敗し、一揆は二時間ほどで鎮圧された。
逮捕されたルイ・ナポレオンは11月9日までストラスブールの独房で過ごし、11日にはパリへ移送された。予審判事からの尋問に対して彼は軍事独裁政権樹立の意思を否定し、「普通選挙に基づく政権を樹立しようとした」「（政権を取ったら）国民議会を招集しようと思った」「今回の件はすべて私が仕組んだことだ。他の者は従ったに過ぎない。最も重い罪を犯し、厳罰を受けるべきは私だ」と語ったという。
ルイ・フィリップ王は一揆発生当初こそボナパルト家復活を警戒したが、一揆の惨めな失敗と世論の嘲笑を聞いて安堵し、寛大な処置をとった。ルイ・ナポレオンは裁判にかけられることなく、アメリカ合衆国に国外追放されるだけで済んだ。
この一揆の失敗でマチルドとの婚約は破棄された。マチルドの父ジェロームはオルタンスに宛てて「あんなエゴイストの野心家と結婚させるぐらいなら農民と結婚させた方がマシ」と述べて怒りを露わにしている。一方ルイ・ナポレオンは「確かに私の企ては失敗に終わりましたが、それによってフランス皇室はまだ死んでいない、我らには献身的な友がいるのだ、ということを訴えることができたのです。これは私がやったことです。それでも貴方は私を批判できますか」とジェロームに反論している。
- ルイ・ナポレオン腹心の部下ヴィクトール・ド・ペルシニー。第二帝政では内務大臣を務めた
- ジェローム・ボナパルトの長女マチルド。ルイ・ナポレオンは彼女と婚約するもストラスブール一揆によりお流れとなる

#### ニューヨーク・ロンドンでの生活
ルイ・ナポレオンは1836年11月21日に船でフランスを離れ、ブラジルのリオ・デ・ジャネイロ、アメリカ・ヴァージニア州ノーフォークでの一時滞在を経て1837年4月3日にニューヨークに到着した。
ニューヨークでのルイ・ナポレオンはアメリカ社交界から歓迎されたが、放蕩生活を送ったため、まもなくホテル代にも困って娼婦の所に身を寄せることになった。
しかしやがて母が子宮癌で危険な状態と知り、1837年8月初めにはスイス・アレネンベルクへ帰国、10月の母の死まで側に付き添った。
母の死で莫大な財産を相続したルイ・ナポレオンはロンドンの豪邸へ移住した。ド・ペルシニーも執事的存在としてルイ・ナポレオンの側近くで仕えた。ロンドンの社交界にも参加するようになり、メルバーン子爵やディズレーリらの知遇を得た。
しかしロンドンでも女遊びの放蕩生活が目に余り、3年ほどで母の財産を全て使い果たしてしまった。
1839年に『ナポレオン的観念』(Les Idées napoléoniennes)を著した。その中で王党派と共和派の不毛な対立を終わらせ、緊急に民衆の意思を政治に反映させてその生活を向上させる事ができる強力な指導者が必要であるとして「皇帝民主主義」の必要性を訴えた。この本は4版まで刷られ、英語、ドイツ語、イタリア語、ロシア語、スペイン語、ポルトガル語の6か国語に翻訳された。
一方フランス国内でもナポレオンとボナパルティズムが人気を博していた。ナポレオン関連の書籍が次々と出版され、ナポレオンは実像よりもかなり左翼的に美化されていった。7月王政の議会の代議士の中に公式にボナパルティストであることを表明している者はいなかったが、心情的ボナパルティズムは王党派左派を含めて代議士の中にもかなり蔓延していたと見られる。
1840年3月に首相職に返り咲いたアドルフ・ティエールも政権維持のためにナポレオン人気を利用しようとし、イギリスと交渉してナポレオンの遺骸の返還を実現した。ルイ・フィリップ王はナポレオンを英雄化することを危険視していたが、ティエールは民衆に選挙権はないのだからボナパルト家復活につながる心配なしと考えていた。1840年5月12日には内務大臣シャルル・ド・レミュザがナポレオンの遺骸がパリに帰還することを国民に発表し、ナポレオンを「正統なフランスの君主」と認めてその名誉を回復した。
この親ナポレオン・ムードを好機としてルイ・ナポレオンはド・ペルシニーとともに再度の武装蜂起計画を企てた。

#### ブローニュ一揆

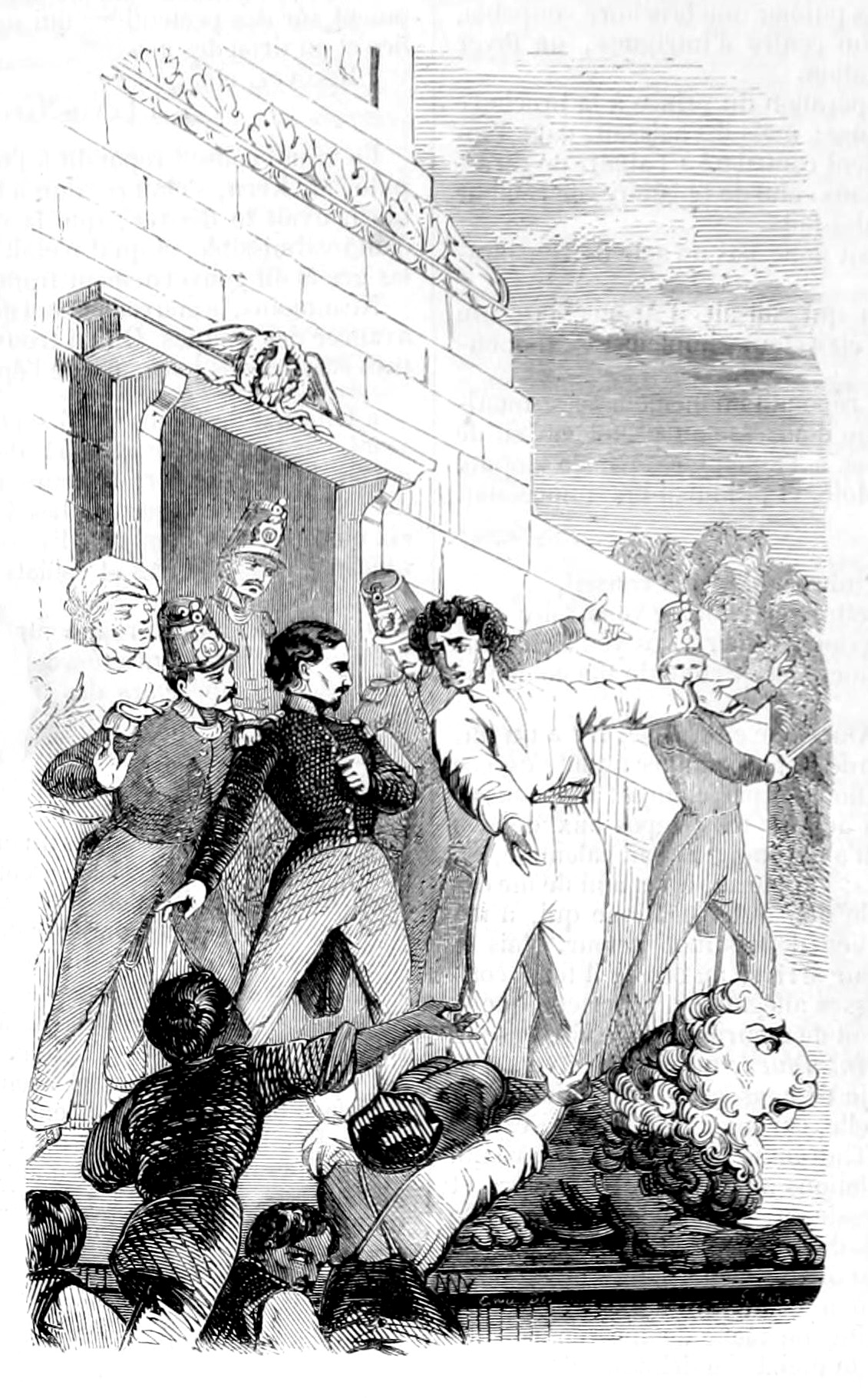
1840年8月4日のブローニュ一揆

1840年8月4日にルイ・ナポレオンはシャルル＝トリスタン・ド・モントロン将軍以下54名の部下を率いて蒸気船で英仏海峡に面した都市ブローニュに上陸した。税関職員に正体を見破られたが、職員たちを捕虜にして市内を案内させ、第42歩兵連隊の兵舎へ向かった。そこでルイ・ナポレオンは蜂起を呼びかける演説を行ったが、前回の一揆同様に応じる将兵はなかった。今回も前回の一揆もそうであるが、ルイ・ナポレオンには知名度はほとんどなく、たとえボナパルティズムが再評価されはじめようとそれが彼と結び付く事はなかったのである。
ルイ・ナポレオンは部下たちから退却を進言されても拒否し、ブローニュのナポレオン記念柱のもとで玉砕すると言い張ったが、部下たちが無理やり彼を引きずって蒸気船に連れ戻そうとした。しかし結局退却することにも失敗してルイ・ナポレオン以下一揆勢は全員憲兵隊によって逮捕された。
この一揆はマスコミ各紙から否定的に捉えられた。『ル・コンスティチュショネル』紙は「このキチガイじみた行動は、もし流血沙汰になっていなければ笑い話になっていたであろう」と評し、イギリスの『タイムズ』紙も「愚かな悪党」と評した。ルイ・フィリップ王もこの一揆を馬鹿げたものと考えていたが、二度目であるから今回は重罰に処すつもりであった。ルイ・ナポレオンは1840年9月28日から10月6日まで上院の裁判にかけられた。この裁判によってルイ・ナポレオンははじめてフランス国民から注目されることとなった。
9月28日の裁判でルイ・ナポレオンは「私は今ようやくフランス国民に語りかけることが許されました。（略）かつてナポレオンは『国民主権なく行われる全ての行為は非合法』と述べました。ですから私は個人的な利害によってフランスの意思に反して帝政を復古させようとしたのではありません。思い出していただきたいのは一つの原理、大義が敗北したということです。原理とは国民主権、大義とは帝国の大義、敗北とはワーテルローです。ワーテルローの敗北、貴方達もこの雪辱を期したいと考えているはずです。貴方達と私には何も不一致点はないのです。」と語りかけた。
裁判官たちも多くがナポレオンに爵位や地位を与えられた者たちであったため、ルイ・ナポレオンの主張に感心した様子だった。ルイ・ナポレオンは死刑を免れ終身刑を言い渡された。

### 獄中

#### アム要塞服役時代

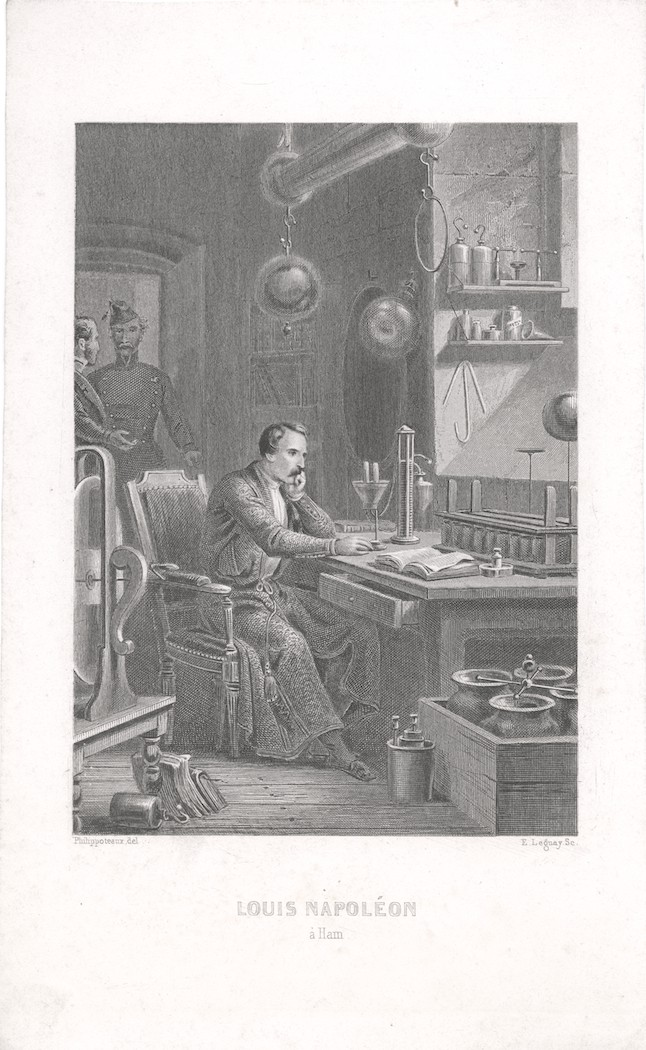
アム要塞で服役するルイ・ナポレオン

1840年10月7日、パリ北方のソンム県アムにあるアム要塞に投獄された。以降5年半にわたってここで暮らすことになる。
要塞内は湿気が酷かったが、それ以外に不便な点はなく、手紙を送る事や書籍を取り寄せることも認められていた。従者を連れていくことも許され、さらに洗濯係という名目でエレオノール・ヴェレジョという村娘を側に置いて性交渉することさえ許されていた。このエレオノールとの間に私生児を二人儲けている（長男ウージェーヌ・ビュールと次男アレクサンドル・ビュール）。
服役中ルイ・ナポレオンは読書と政治研究に明け暮れ、後世彼はこの時期を「アム大学」と称している。アダム・スミス、ジャン＝バティスト・セイ、ルイ・ブランなどの著作に影響を受けた。またいくつかの著作を書き、その一つが『貧困の根絶』（1844年）だった。その中でルイ・ナポレオンは労働者階級の保護の必要性を訴えた。都市に流入した余剰労働者を農村へ帰し、「農民コロニー」（後のソ連のコルホーズに似た制度）で働かせることなどを提言している。ただし私有財産制は否定していないため、社会主義というよりは修正資本主義的な立場だった。本格的な産業化がはじまった時代にあってボナパルティズムの教義に社会主義的な要素を加えることで装いを新たにする物であった。
この本は1848年までに6版も刷られ、ボナパルティストたちによって「労働者階級は何も持たない。彼らを所有者にしよう」「身分制による支配の時代はおわった。これからの政治は大衆とともにあらねばならない」といったワンフレーズで広く流布され、一般大衆がルイ・ボナパルトを理解するきっかけとなった。

#### 脱走
オーストリア領フィレンツェにいる父ルイ・ボナパルトの死期が迫っていることを知ると、ルイ・フィリップ王に仮出獄を求めたが、認められなかった。脱走の大義名分を得たと考えたルイ・ナポレオンはかねてから計画していた脱走計画を実行に移した。
まず居室の自費での改築を申請し、その許可が下りると部下たちに石工職人の服を用意させた。そして1846年5月25日、ルイ・ナポレオンは髭を切り落として、職人の服を着て、また顔を隠すために板を肩に担いでアム要塞から脱走した。この際に歩哨の前でパイプを落としてしまうミスがあったが、彼は慌てず自然な感じで割れたパイプを拾い集め、特に誰何されることなくそこを通過できた。協力した石工の名前にちなみ、ルイ・ナポレオンにはバダンゲというあだなが付いた。
この劇的な脱走劇を新聞が虚飾交じりに報じた結果、ルイ・ナポレオンの知名度は更に上がった。また父親の死に目に会うことも許さないルイ・フィリップ王の「無情」に対する批判が強まった。
要塞を出た後、ベルギーのブリュッセルへ逃れ、そこからロンドンへと渡った。ロンドンのオーストリア大使館にフィレンツェへの渡航許可を求めたが、拒否されたため、結局父の最期を看取ることはできなかった。
ロンドン滞在のまま、父の莫大な財産を一人で相続した。しかしルイ・ナポレオンは同志たちへの資金援助や女との交際費で激しく浪費し、あっという間に使い果たしてしまった。金銭に困るようになったルイ・ナポレオンだったが、裕福な愛人エリザベス＝アン・ハリエット・ハワード（ミス・ハワード）から資金援助を受けて時節到来を待った。

### 転機

#### 1848年革命をめぐって

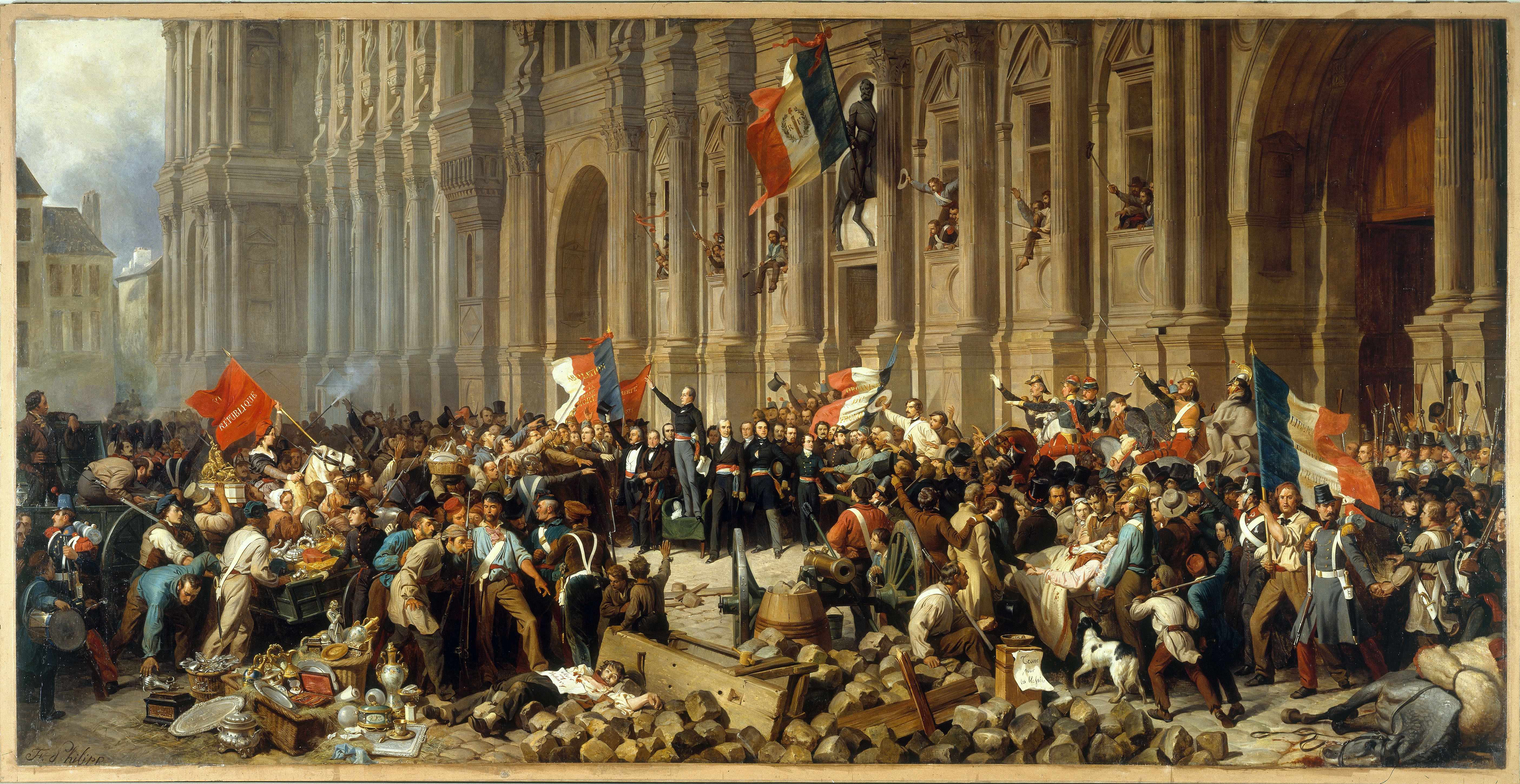
1848年2月25日、パリの市庁舎前で演説するアルフォンス・ド・ラマルティーヌ（アンリ・フェリックス・エマニュエル・フィリッポトー画）

1848年2月にフランス・パリで2月革命（1848年革命）が発生し、18年続いたルイ・フィリップの7月王政が打倒され、穏健な共和主義者らが中心となって臨時政府が樹立された。臨時政府は国立作業場の創設や男子普通選挙制度導入などの改革を実施。
チャンスの臭いをかぎつけたルイ・ナポレオンは2月27日にパリへ入り、臨時政府に対して自分の到着を知らせるとともに共和政に忠誠を誓う宣言を行った。しかし臨時政府外相アルフォンス・ド・ラマルティーヌからクーデターの意図を疑われ、国内が平静を取り戻すまではロンドンにいるよう要請された。
刑務所から釈放されたばかりのド・ペルシニーとパリで再会し、彼から武装蜂起を求められたルイ・ナポレオンだったが、当時革命派によって唱えられた無数のユートピア思想の中にボナパルティズムを埋没させぬためにも2月革命の失敗まで待った方が良いと判断して臨時政府の勧告通りロンドンへ戻った。彼はロンドンからド・ペルシニーに宛てて書いた手紙の中で「目下、武装蜂起は論外だ。一時的にパリの市庁舎を制圧できるかもしれないが、1週間も政権を維持できないだろう。秩序の代表者が登場するのは、あらゆる幻想が消え去った後でなければならない」と分析している。
ついでド・ペルシニーは1848年4月の憲法制定議会議員選挙に出馬するよう進言してきたが、ルイ・ナポレオンは共和派に警戒感を持たれることを嫌がって出馬を見送った。しかし6月4日の補欠選挙には出馬し、当選を果たした。もっとも共和派にルイ・ナポレオンへの警戒感が強まったため、ただちに議員辞職した。
この選挙の結果、総議席880議のうち王党派（正統王朝派およびオルレアン王朝派）が約280議席、ブルジョワ穏健共和派が約500議席、急進的共和派が100議席をそれぞれ獲得した。左翼勢力にとっては面白くない結果であり、左翼暴動が増加した。5月15日にはポーランド支援を訴える左翼たちが議会を占拠する事件が発生した。
さらに6月には国立作業場の廃止決定に反発した労働者が蜂起したが、臨時政府の委任を受けたルイ＝ウジェーヌ・カヴェニャック将軍率いる軍によって容赦なく鎮圧された（六月蜂起）。この事件により労働者は共和国を支配するブルジョワに強い憎しみを持つようになった。
ブルジョワは右翼を頼りにするようになり、そうした流れの中で正統王朝派やオルレアン王朝派、カトリックなどの右翼勢力が合同して「秩序党」が結成された。保守化した議会は12月の大統領選挙までの一時的政権として6月24日にカヴェニャック将軍に全権を委任、一種の軍事独裁政権を樹立した。
労働者から2月革命への幻想が消え、ルイ・ナポレオンが割って入る隙が生まれたのだった。

#### 憲法制定議会の代議士

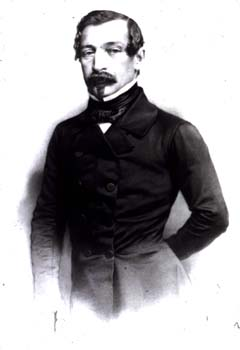
1848年のルイ・ナポレオン

時節到来とみたルイ・ナポレオンはロンドン滞在のまま、1848年9月の憲法制定議会議員補欠選挙に出馬して当選を果たした。9月25日にフランス・パリへ戻り、議会に初登院して演説を行った。しかしドイツ語なまりのぼそぼそと聞き取りにくい声で「私を受け入れてくれた共和国に感謝する」と挨拶しただけだった。ルイ・ナポレオンの鈍重そうな顔と相まって、議場から失笑が起こった。
演説を聞いたティエールは「ただのバカ」と一言で評した。レミュザは「鉛色の長い顔に鈍重な表情、ボアルネ家特有のだらしない口元をしている。顔が身体に比べて長すぎるし、胴も足に比べて長すぎる。動作が鈍く、鼻にかかった声でよく聞こえず、話し方も単調。」と評した。ルイ・ナポレオンの「無能さ」に安心したのか、議会は彼の追放を定めた法律を正式に破棄した。
基本的に彼は討論が苦手で話が詰まることが多かった。そのためか憲法制定の論議にはほとんど発言しなかった。共和国への忠誠心を疑われた時だけ「私は共和政を愛している」と反論するのみだった。
11月4日に憲法が採択され、第二共和政の政体が決められた。アメリカ合衆国の政治システムがモデルとなっており、議会（立法府）と大統領（行政府）は対等の関係であり、大統領は国民議会から独立して首相と閣僚を任免する権限を持つが、代わりに議会解散権は有さなかった（そのため大統領と議会が対立した場合には対立の解消は困難であった）。大統領・国民議会議員ともに男子普通選挙で選出されるが、大統領選挙では有効投票数の過半数かつ最低200万票の得票が必要とされ、条件を満たした候補がいない場合は上位者5名の中から国民議会が決めるという制度になっていた。大統領の任期は4年であり、連続再選はできなかった。

#### 大統領に当選

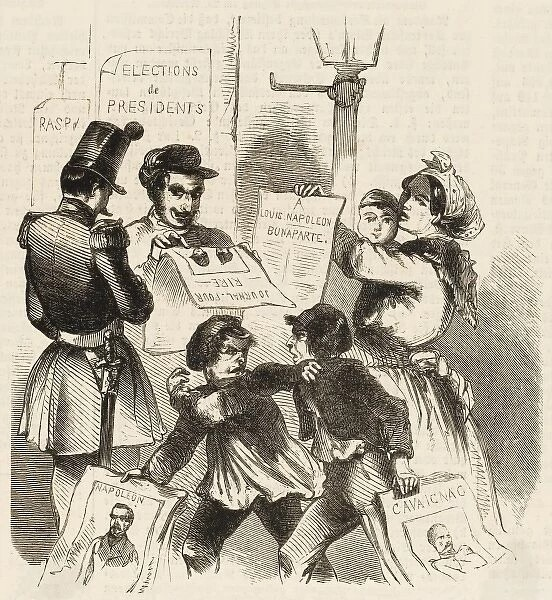
1848年のフランス大統領選挙の様子を描いた絵。ナポレオンのポスターを持った子供とカヴェニャック将軍のポスターを持った子供が喧嘩をしている

1848年12月10日の大統領選挙にはカヴェニャック将軍、ラマルティーヌ、ルドリュ＝ロラン、ラスパーユ、シャンガルニエ将軍、そしてルイ・ナポレオンが出馬した。ルイ・ナポレオンとしては国民投票である第一次選挙で当選する必要があった。共和派が牛耳る議会に持ち込まれた場合、当選の見込みがないからである。
穏健共和派から支持を得るカヴェニャック将軍、急進的共和派から支持を得る臨時政府閣僚の候補二人ラマルティーヌとルドリュ＝ロランは先の6月蜂起鎮圧の悪影響で得票を伸ばせなかった。そこに選挙戦中盤頃からルイ・ナポレオンが有力候補として台頭してきた。
その理由は複数ある。まず右翼の秩序党が「御しやすそうな神輿」としてルイ・ナポレオンを支持していたことである。オルレアン派の重鎮ティエールも「最小の悪」としてルイ・ナポレオンを支持している。またユダヤ金融業者アシーユ・フールやミス・ハワードらの資金援助のおかげで選挙資金が豊富だったこともある。その選挙資金を利用してド・ペルシニーらが中心となって地方に「ボナパルト委員会」が次々と創設され、彼らがルイ・ナポレオンのポスターや新聞を積極的にばら撒いていた。保守派向けの『灰色のコート』、穏健共和派向けの『共和ナポレオン』、社会主義者向けの『労働組織』など個々に新聞を作ってばら撒き、あらゆる党派に対して八方美人的にルイ・ナポレオン支持を訴えた。後にナポレオン3世批判の急先鋒となる文豪ヴィクトル・ユゴーもこの選挙ではルイ・ナポレオンをナポレオンの継承者と看做して支持している（ユーゴーはナポレオンを「革命の子」として崇拝していた）。しかしなんといってもルイ・ナポレオンの最大の武器は「シャルル・ルイ・ナポレオン・ボナパルト」という名前だった。フランスにその名を知らぬ者はいなかった。有権者たちが伯父と彼の区別がついているかどうかも怪しかったという
選挙の結果、ルイ・ナポレオンは553万票（得票率74.2%）を獲得して圧勝した。かくして二年前には脱獄囚だった男がいまやフランス大統領となったのであった。

### 第二共和政大統領

#### 秩序党との連携期

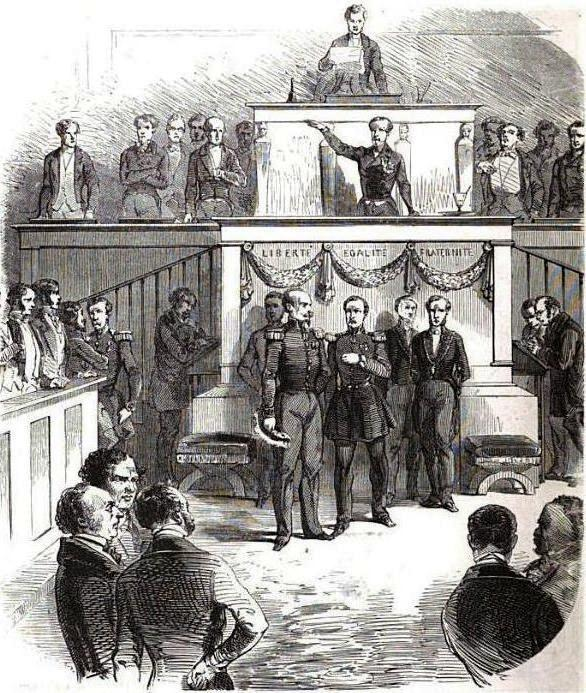
議会で宣誓するルイ・ナポレオン

大統領になったルイ・ナポレオンは「皇子大統領」（Prince-président、プランス・プレジダン）と呼ばれ、また彼の行く先々で兵士や民衆は「皇帝万歳」「ナポレオン万歳」などと叫んで歓迎した。
だが共和主義者が牛耳る国民議会にそんな空気はなかった。ルイ・ナポレオンは1848年12月22日に国民議会で宣誓したが、共和主義者たちはルイ・ナポレオンに帝政復古を企まず、憲法と共和政を遵守することを強く求め、宣誓式でもそれを露骨に示した。議長はルイ・ナポレオンを「市民」という敬称で呼び、ルイ・ナポレオンの演説が終わると議員たちは次々と「共和政万歳」と叫びはじめたのである。
第二共和政の大統領は国民議会を解散できないため、ルイ・ナポレオンとしては国民議会が自ら解散を決議するよう追い込む必要があり、そのためにも当面は秩序党との連携を目指した。最初の首相にオルレアン派のオディロン・バローを任じた。バロー内閣は大統領の統制はほとんど受けず、秩序党に支持されて保守的な政治を行った。またバローは大統領の権力を抑え込もうとも図ったが、ルイ・ナポレオンはそれに反抗しなかった。バローに政治を任せて自らは表に出ないことに努めた。
秩序党の支持のもとに国民衛兵とパリ駐在正規軍の指揮をしているパリ軍事総督シャンガルニエ将軍が1849年1月に軍事力をちらつかせて議会の共和派を脅迫することで議会解散へ誘導した。
議会選挙は5月に行われ、穏健共和派が大きく議席を落とす一方、右翼の秩序党が450議席、左翼勢力（急進的共和主義者と社会主義者の合同勢力）が210議席を獲得し、左右両極化が顕著になった。

#### ローマ侵攻とその影響

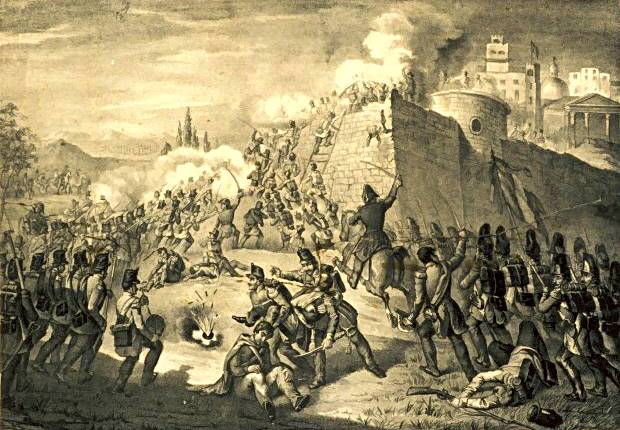
1849年のフランス軍のローマ侵攻を描いた絵

フランス2月革命の影響でローマに共和政が樹立され、11月に教皇ピウス9世がローマを追われた。ルイ・ナポレオンは大統領選挙中からカトリックの票目当てに教皇のローマ帰還を支援すると公約していたため、1849年4月から秩序党の支持のもとにローマ侵攻を開始した。
これにルドリュ＝ロランを中心とする左翼勢力が強く反発し、1849年6月にローマ共和国支援を訴える左翼暴動が発生した。ルイ・ナポレオンはこれを左翼一掃のチャンスと見て武力鎮圧を決意した。自ら出陣してシャンガルニエ将軍とともに指揮を執り、左翼暴動を徹底的に鎮圧した（6月事件）。
6月事件でルドリュ＝ロラン以下左翼議員30名が国を追われ、左翼勢力は壊滅的打撃を受けた。これにより秩序党の権勢が絶頂に達したが、同時に共通の敵がいなくなったことでルイ・ナポレオンと秩序党の対立が表面化した。
1849年7月にフランス軍がローマを陥落させたことで、教皇はローマに帰還できたが、帰還するや反動的な政治を開始した。それを憂慮したルイ・ナポレオンは教皇に対して「フランス共和国はイタリアの自由を圧殺するためにローマに出兵したわけではない。」と諌め、自由主義的な世俗政府の早期樹立を要求した。これに秩序党（特にカトリックの正統王朝派）はルイ・ナポレオンを裏切り者として激しく批判するようになった。
ついで1849年10月にルイ・ナポレオンは今後議会多数派を考慮せずに大臣を任免していくと教書の中で宣言し、その予告通り11月1日にはバロー内閣を総辞職させて首相を置かず、事務官僚のみを集めた内閣を発足させた。行政機関の粛清人事も行っている。

#### 秩序党の支配
一方議会では秩序党の主導のもと次々と保守的な法案が可決されていった。1850年3月にはファルー法が可決され、ナポレオン時代に分離されたカトリックと教育が再び結合された。これにより教師はカトリック聖職者の管理下に置かれ、共和派の教師は続々と教職を追われた。
さらに1850年5月31日には選挙法が改正され、選挙権の資格として3年以上同一住居であることが条件として加えられた。これによって季節ごとの出稼ぎ労働者など300万人が選挙権を奪われて男子普通選挙制度が骨抜きにされた。また有権者数が減ったのに大統領選挙が有効となる最低得票数200万票の規定は変更されなかったので議会が大統領を選出する可能性も増したことになる。
男子普通選挙を通じての民衆との直接的な結びつきにのみ権力基盤があるルイ・ナポレオンはこの選挙法改正には反対の立場だったが、この時点の彼の権力では阻止することは不可能だった。だがルイ・ナポレオンは議会に否決されることを承知の上で選挙法改正廃止を議会に提案し、国民の議会への不信感を煽ることに利用した。
また議会を人民裁判所に告発するという脅迫を行いつつ、議会に対して自分の俸給を60万フランから300万フランに増額するよう求めた。カール・マルクスはこのやり口を著書『ルイ・ボナパルトのブリュメール18日』の中で手厳しく批判している。マルクスによれば「国民一人から選挙権を奪う金額を1フランとして合計300万フランを要求した」のだという。議会はこの要求を拒否しているが、結局今回限りの一時給与として216万フランの支給を認めるという弱腰を見せた。

#### クーデターの準備
前述したように第二共和政の大統領の任期は4年しかなく、大統領連続再選が禁止されているため、このままでは秩序党の傀儡大統領として何もできないまま、終わってしまうことになる。ルイ・ナポレオンはかねてから連続再選禁止条項の改正を国民議会に提起していたが、議会からは否決されていた。また王党派がクーデタを起こしてルイ・ナポレオンを拘束したうえでルイ・フィリップ王の孫パリ伯爵をパリに迎えて王政復古宣言を行うという噂も流れていた。ルイ・ナポレオンは水面下で議会に対するクーデターの準備を開始する。
1850年8月の議会の夏休みを利用して積極的に遊説に出て、国民の人気取りに励みつつ、将校と下士官を次々とエリゼ宮に招いて葉巻やシャンパン、料理などを気前よく振る舞い、軍の取り込みも図った。
また「議会の議長の要請があり次第、いつでも大統領をヴァンセンヌ牢獄に投獄する」と豪語して憚らないパリ軍事総督シャンガルニエ将軍を命令不服従の容疑で1851年1月3日に解任した。解任に反対するティエールに対してルイ・ナポレオンは「君は私をヴァンセンヌにぶち込んでやると公言している男を私の配下に置いておけというのか」と反論したという。
シャンガルニエ将軍の解任で国民議会は丸腰になったが、ルイ・ナポレオンはすぐにはクーデタを起こさなかった。1851年の議会の夏休みも利用して慎重に軍隊と警察の取り込みに励んだ。ド・ペルシニーの主導で植民地駐留軍をはじめとしてシャンガルニエの息の掛かっていない将軍らの取り込みと取り立てを開始した。ド・サン＝タルノー将軍を陸軍総司令官、マニャン将軍をパリ軍事総督に任じた。警察ではド・モーパをパリ警視総監に据えた。かつて二度の一揆の計画立案をド・ペルシニーに任せたルイ・ナポレオンだが、今回は失敗は許されないだけに猪突猛進型のド・ペルシニーではなく、異父弟シャルル・ド・モルニー伯爵に計画立案を任せ、彼を内務大臣に任じた。
クーデターの計画はド・モルニー内務大臣、ド・ペルシニー、陸軍総司令官ド・サン＝タルノー将軍、パリ軍事総督マニャン将軍、ド・モーパ警視総監、そしてルイ・ナポレオンが中心になって練られていった。クーデタのための資金は愛人ミス・ハワード、従兄妹のマチルド、大蔵大臣として入閣していた金融業者アシーユ・フールなどの資金援助を受けて拠出した。
クーデター決行日はナポレオンの戴冠式の日、またアウステルリッツの戦いの日でもある12月2日に定められた。ルイ・ナポレオンとしては「血塗られた皇帝」にならぬため、できれば無血でクーデターを成し遂げたかった。

#### 「ルイ・ボナパルトのブリュメール18日のクーデター」

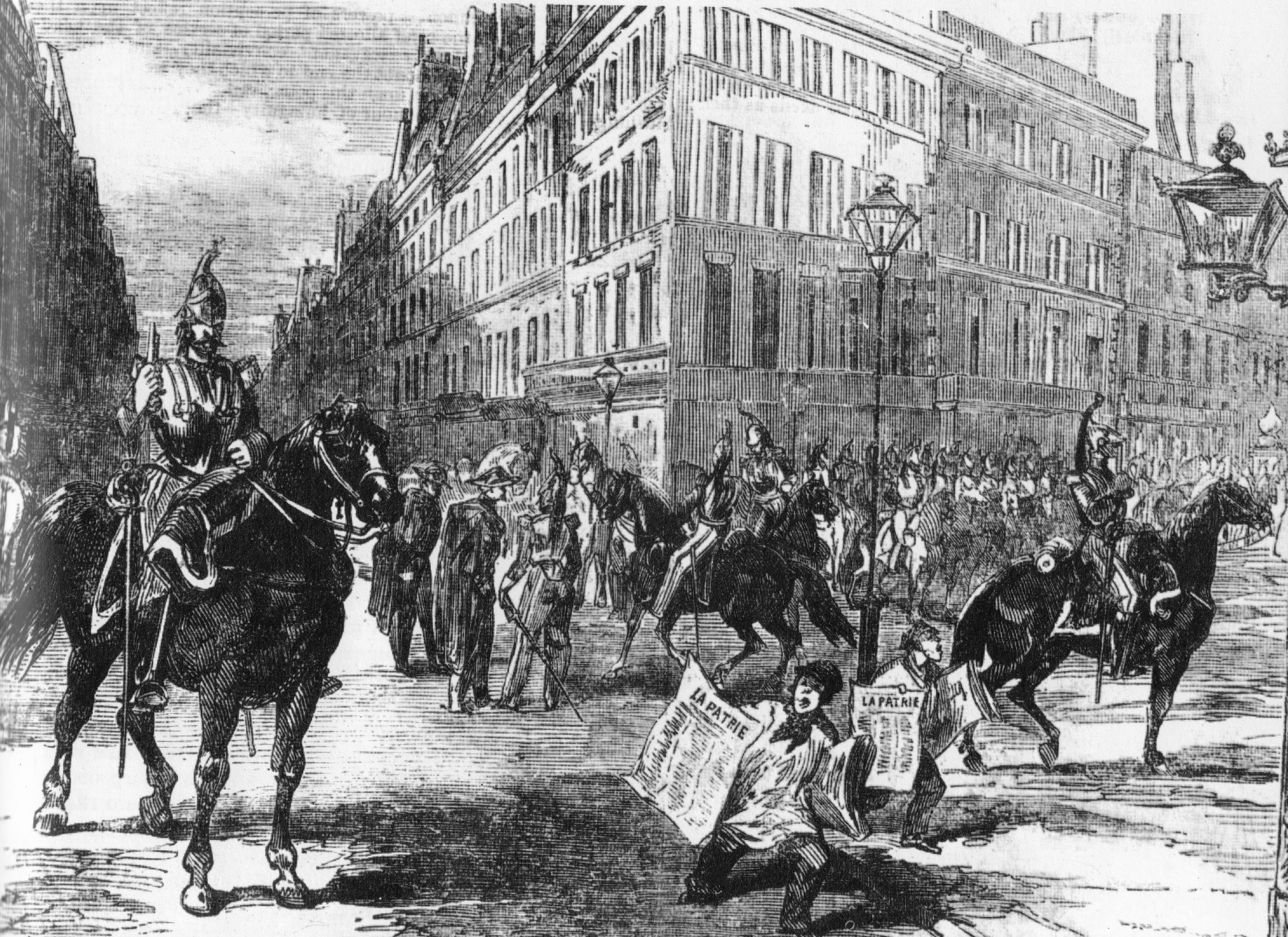
ルイ・ナポレオンのクーデターが決行された1851年12月2日のパリの様子を描いた絵

1851年12月2日早朝、ルイ・ナポレオンと内務大臣ド・モルニーの名において議会の解散と普通選挙の復活が布告されると同時に警察が大物議員たちの寝所を襲い次々と逮捕していった。ティエールやシャンガルニエ将軍、カヴェニャック将軍などが逮捕された。パリ十区の区役所では議員200人以上が立てこもったが、警察によって全員逮捕されている。
議員の中にはパリ市民に決起を促す者もいたが、ほとんどの市民は関心を持たず、12月2日にはそうした決起は発生しなかった。しかし12月3日には左翼議員たちが一部の労働者を取り込むことに成功し、バリケードを築いて蜂起を開始し、その鎮圧のさなかにジャン・バティスト・ボダン議員が銃殺された。さらに12月4日には発砲されたことに動揺した軍隊が民衆に向かって発砲し、数百人の死者が出る事態となった。ルイ・ナポレオンはこの惨劇を聞いて困惑し、秘密投票の復活を告知するビラ貼りを徹底させた。しかし手遅れであった。この時の虐殺は1871年の帝政崩壊までナポレオン3世に血のイメージを付きまとわせることとなった。
だがそれでも1851年12月20日と21日に行われたクーデタの信任投票では743万票の賛成、64万票の反対、170万票の棄権という圧倒的信任を受けた。
さらにド・モルニーは1851年末から1852年初めにかけて共和主義者の弾圧を行った。このクーデタは12月2日に発動された直後には議会内右翼の秩序党をターゲットにした物だったはずだが、いつの間にかターゲットは左翼に転換された。結局「最良の帝政支持者」となるのは右翼しかいないのだから彼らには牽制はしても潰してはならないのであった。実際この激しい左翼弾圧を見て秩序党もルイ・ナポレオンへの警戒を緩め、彼のクーデタを支持するようになった。右翼と左翼の対立を煽ることで反クーデター派を分断したのである。
このクーデタにより多くの者がフランスを追われた。2万5000人が逮捕され、約1万人がフランス植民地アルジェリアに流刑となったという。ヴィクトル・ユゴーもベルギーへ亡命していった。

#### 1852年憲法と独裁体制の樹立

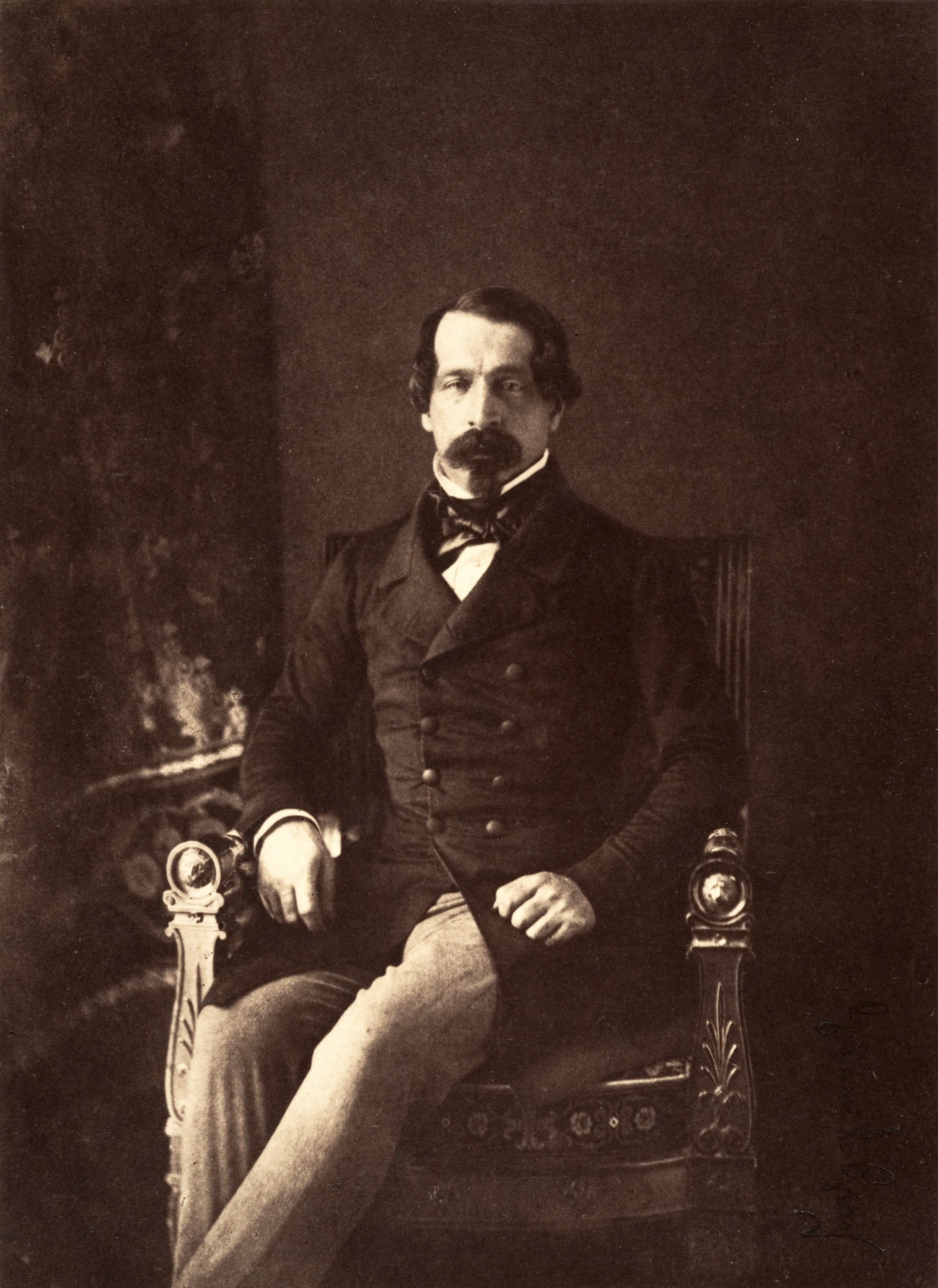
1852年に撮影されたルイ・ナポレオンの肖像写真

クーデタに成功したルイ・ナポレオンは伯父ナポレオンが制定した共和暦8年憲法をモデルにした憲法草案を作らせ、これを1851年12月21日と22日に国民投票にかけて92%の賛成票を得たうえで、1852年1月14日に新憲法として公布した。これにより大統領の任期は10年に延ばされた。大統領には行政権全てと立法権の一部が与えられた。立法機関は法律の起草を行う国務院、国務院で起草された法案を審議する立法院（法案修正には国務院の許可が必要）、立法院を通過した法律が憲法に適合しているかどうかチェックする元老院（違憲と判断した場合には法律を廃止できる。また植民地に対してはここが立法院の役割を果たす）の3つに分けられた。
うち男子普通選挙で選出されるのは立法院のみであり、国務院や元老院は大統領から任命を受けた者によって構成された。すなわち法律の起草と最終チェックを大統領が掌握した。
のみならずこの3機関を通過した法律であっても大統領には拒否権があった。また大統領は何の制約も受けない大統領令を自由に出すことができた。大統領は立法院解散権も有するが、立法院の側には行政を制限する手段は一切なかった。また司法機関である司法高等法院は「大統領と国家に対する陰謀」に対して裁判なしで刑罰を与えることができるとされていた。
この憲法により大統領は絶対君主も同然の独裁権を得た。あとは任期を廃して世襲とし、職名を皇帝に変更すれば悲願が達成されるが、ルイ・ナポレオンはクーデタ後すぐさま帝政復古させることには慎重であり、まず世論を調整しなければならないと考えていた。一方ド・ペルシニーはルイ・ナポレオンのこうした不明瞭な態度にイライラしており、「本人が嫌だと言っても皇帝に即位させる」と公言していた。
新憲法が制定されてまもない1852年1月23日にルイ・ナポレオンは早速大統領令を出し、オルレアン家のフランス国内の財産を没収した。オルレアン派であったド・モルニーがこの大統領令に強く反発し、内務大臣辞職を申し出た。ルイ・ナポレオンはド・モルニーのせいで自分の新体制が血で汚されたと恨んでいたので慰留することなく彼の辞職を認めた。後任にはド・ペルシニーを任じた。なおオルレアン家から没収した財産は相互扶助組合や労働者住宅など労働者階級のために使用された。
一方1852年2月8日の大統領令で7月王政下の官選候補制度を復活させた。これにより知事は立法院の選挙において官選候補に様々な優遇を与える一方、非官選候補には様々な妨害を加えるようになった。非官選候補者の当選は極めて困難であり、また当選したとしても立法院議員は全員大統領に忠誠宣誓することを義務付けられていたため、大統領の政策に反対する事はできなかった。
続いて2月17日には新聞規制の大統領令を発令し、1848年革命で認められた報道の自由を再び制限した。これにより新聞の発刊には政府の事前許可と多額の保証金が必要となった。各紙毎号、政府のコミュニケを無償で掲載することが義務付けられ、政府から不適当な記事であると3度警告された新聞は発行停止された。集会や結社も厳しく制限・監視された。
こうした制度の下で1852年3月に行われた立法院選挙はボナパルティストが議席の3分の1、オルレアン派が2分の1を確保し、ルイ・ナポレオンの明確な反対派は立法院から消滅した。非官選候補者は8人しか当選できず、またその中でも大統領への忠誠宣誓を拒否した者は議員辞職したからである。

### 第二帝政皇帝

#### 皇帝に即位

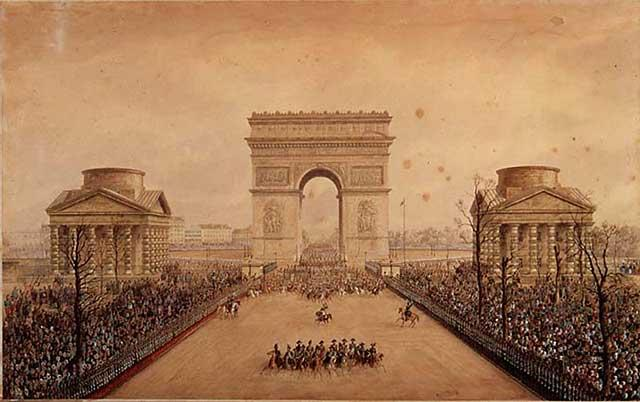
1852年12月2日、サン＝クルー城からパリへ入ったナポレオン3世

はじめルイ・ナポレオンは任期10年で連続再選が可能の大統領制のままで良いかのような発言をしていたが、ド・ペルシニーが訪問先で「皇帝万歳」の声が上がるよう工作し続けたこともあって徐々にルイ・ナポレオンもその気になってきた。
1852年10月9日のボルドーの演説では「『帝国とは戦争だ』という人々がいますが、私はこう言いたいです。『帝国とは平和』であると。」と帝国復活に前向きな発言を行っている。
1852年11月に入るとルイ・ナポレオンは皇帝即位を最終的に決断し、11月5日に元老院に対して帝国復活の検討に入るよう指示した。11月7日の元老院令によって1852年憲法の大統領に関する規定が改正され、任期10年の大統領に代わって世襲制の皇帝制が導入された。またその是非を国民投票にかけることが決議された。国民投票は11月21日と22日に行われ、782万票の賛成、25万票の反対、200万票の棄権により国民から承認された。
ルイ・ナポレオンは12月1日午後8時半にサン＝クルー城において元老院議員、国務院議員、立法院議員が居並ぶ中、元老院議長ビヨーよりこの国民投票の結果報告を受けた。これに対してルイ・ナポレオンは皇帝即位を受諾し、「私の治世は1815年に始まるのではない。諸君が私に国民の意思を伝えた今この瞬間から始まったのだ」と語り、国民の意思によって皇帝に即位することを強調した。
ついで施政方針演説を行い「私は寛容をもって統治に臨む。誰の意見にも耳を傾け、党派には属さない。政治犯は釈放する。フランスの過去に対して連帯責任を取り、どの時代も我が国の歴史の1ページとして否定しない。（略）諸君、どうか私を助けてほしい。たび重なる革命で何度も政府が転覆したこのフランスの大地に安定した政府を樹立することに協力してほしいのだ。新政府の基礎となるのは宗教、所有権、正義、そして貧困する階級への愛である。」といつもの如くよく聞き取れない声で語った。
12月2日にルイ・ナポレオンはサン＝クルー城を出てパリへ入り、正式に帝政宣言を行って「ナポレオン3世」と名乗るようになった。署名する場合には「ナポレオン、神の恩寵と国民的意思によるフランス国民皇帝」と記した。
大統領が世襲の皇帝になったこと以外は1852年憲法のままであった。君主は通常誰に対しても責任を負わないものだが、大統領が改組された存在であるフランス第二帝政の皇帝は国民に対して責任を負っていた（皇帝は「国民の代表」と規定されていた）。ただその責任は皇帝の側からの一方的なものであり、国民の側から責任を問う手段はなかった。立法院選挙も皇帝の政策について問う選挙ではなかった。前述したように官選候補者制度によって選挙は政府に都合のいいようにコントロールされたし、そもそも立法院議員は全員皇帝に忠誠宣誓をしなければならなかった。1858年には元老院令によって立法院議員選挙に立候補するだけでも皇帝に忠誠宣誓することが義務付けられるようになった。国民投票も結局帝政末期の1870年6月まで行われなかった（その国民投票は自由主義的な議会手続き導入の是非を問うもので70%の賛成票を得ている）。
このようなナポレオン3世を歴史家フランソワ・フュレは「ヨーロッパで唯一、民主主義という名の下における専制君主」と定義した。

#### 権威帝政と自由帝政
第二帝政は1850年代を「権威帝政」、1860年代を「自由帝政」として区分する事が多い。
1850年代の「権威帝政」は完全なる専制体制・警察国家であり、反対派は徹底的に抑圧された。「権威帝政」時代の皇帝とその行政組織は議会や国民世論から何らの拘束も受けることなく自由に権力を行使できた。
ナポレオン3世は国民の支持を自らの正統性としていたので男子普通選挙は維持したが、前述した官選候補者制度と恣意的な選挙区割によって帝政に有利になるよう選挙は操作された。出版規制により言論の自由はなく、立法院での討論を報道することも禁止され、立法院が国民に訴えかける道も閉ざされていた。当時集会場になりやすかった酒場の閉鎖権限も知事が握っていた。
しかしながらこのような徹底した専制体制を取ったがゆえに「権威帝政」時代には強力な経済・社会改革を推し進めることが可能となった面もある。成し遂げられた近代化改革は「自由帝政」時代より「権威帝政」時代の方が多かったとする説もある。
第二帝政が絶頂期にあった1860年以降、ナポレオン3世は行政令や元老院令でもって1852年憲法体制に自由主義的な変革を加えるようになった。このナポレオン3世の突然の独裁権力放棄に世界は驚き、タイムズ紙も「全く予想外の措置」と書いている。
1860年代初めに立法院と元老院は皇帝が議会で述べる勅語に対する奉答（）権(droit d'adresse)を認められた。この制度はかつて復古王政時代に導入され、これにより議院内閣制の道が開かれた過去があった。勅語奉答の審議では政府委員が出席したため、問責質問的な審議が行われるようになった。
またそれ以外の際にも1860年から設置されることになった無任所大臣が政府提出法案擁護のために議会に出席するようになったことで問責質問制は強化された。また予算が細目化され、すべての補正予算の承認権が議会に付与されたことにより議会の予算審議権は大きく強化された。
1864年には団結権やストライキ権が合法化し、1868年には出版・集会の事前許可制が廃止された。また立法院と元老院の議事録は新聞に公開されるようになった（議会が国民世論に訴えかけることが可能）。その結果1869年の立法院総選挙は依然として官選候補者制度のもとで行われたにも関わらず、反政府派議員が60人も当選した。また自由主義的な改革を皇帝に促す「第三党」も40人ほど当選した。
さらに第二帝政の最終局面である1869年と1870年には自由主義化の改革が一層推し進められた。これはメキシコ出兵の失敗などで第二帝政の権威が失墜する中、批判をかわすために行われた改革だった。
1869年9月8日の元老院令により立法院は自ら議事規則を制定できるようになり、また法案提出権を皇帝と共有することとなり、国務院の許可がなくとも法案を修正することが可能となった。
さらに第三党の党首エミール・オリヴィエが首相に就任した後の1870年4月から5月にかけての元老院令によって1870年憲法が制定された。これにより元老院は憲法制定権限を失い、立法院と同じ権能を有するようになり、完全に上院化した。立法院は法案提出権に加えて大臣質問権も持つに至り、イギリスや七月王政下の議院内閣制に近づいたと言える。しかし完全な議院内閣制ではなく、引き続き皇帝は国民に対して責任を負い、国民投票を行う権利を有しており、この点は1852年憲法の「大統領制」的な要素であった。議院内閣制と大統領制を組み合わせたような独特な政治体制だったが、長くは続かなかった。同年7月に普仏戦争が勃発し、9月に第二帝政は終焉したためである。

#### ウジェニーを皇后に迎える

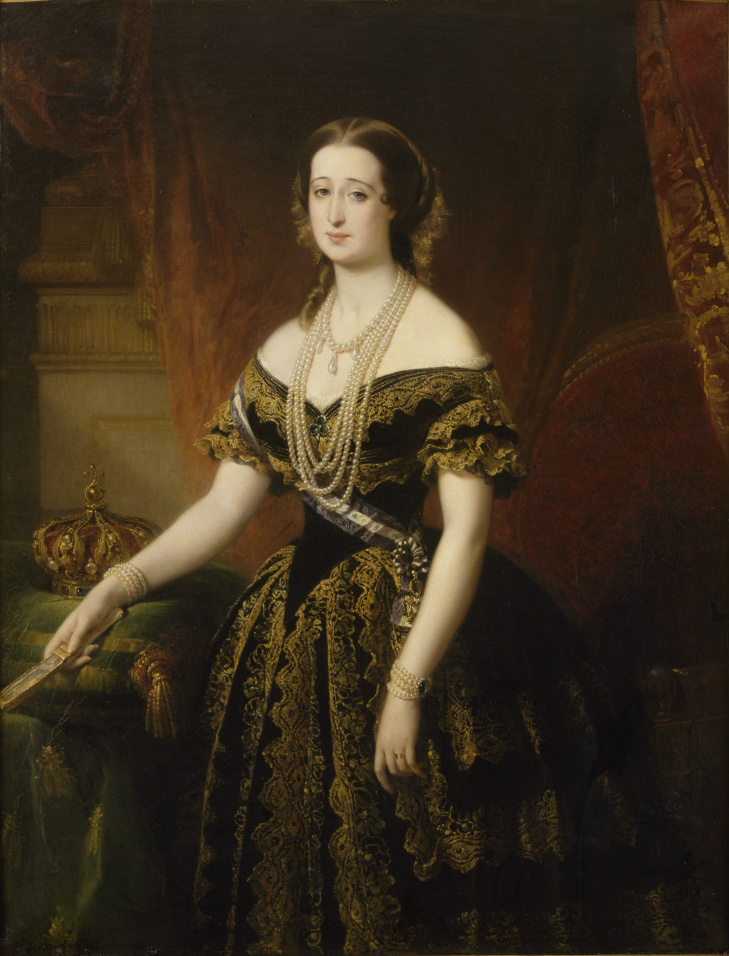
1854年のウジェニー皇后

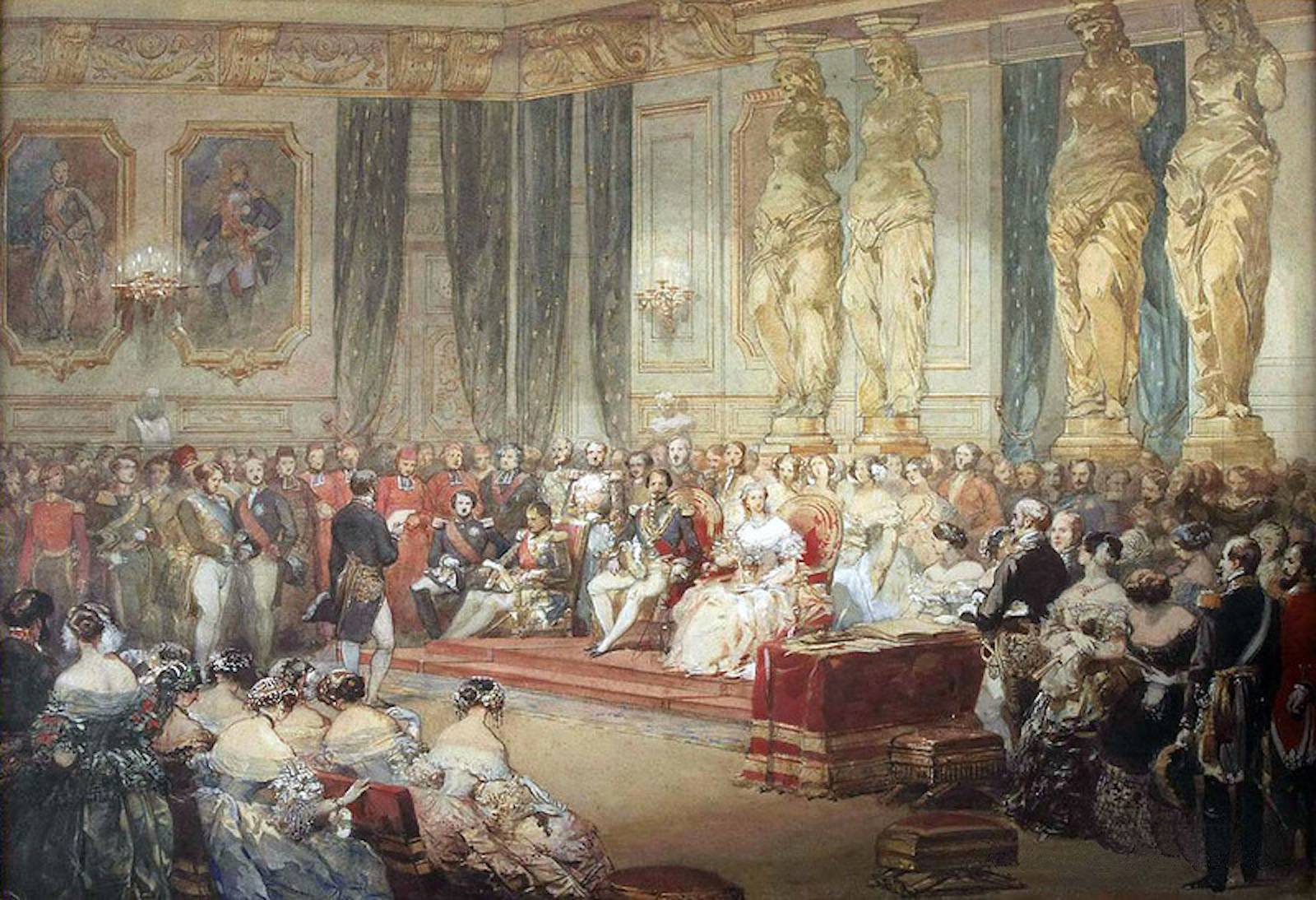
1853年1月29日、テュイルリー宮殿の元帥の間で行われたナポレオン3世とウジェニー皇后の結婚式レセプション。ウジェーヌ・ラミ画

皇帝即位時のナポレオン3世は独身だったが、第二帝政の正統性を確保するためには他のヨーロッパ君主家から皇后を迎える事が望ましかった。ド・ペルシニーに各国への折衝に当たらせたが、クーデターによって皇帝に即位した経歴が災いし、どの君主家からも皇后を出すことを拒否された。
しかし愛人ミス・ハワードと挙式し皇后にするわけにもいかなかった。彼女は元娼婦であり、そのような女性を皇后に迎えたら国内外から笑い物にされるのは必定だった。結局貴族から皇后を見つけるしかなくなり、ナポレオンびいきだったスペイン貴族のモンティホ伯爵モンティホ伯爵シプリアーノ・パラフォクス・イ・ポルトカレッロの娘であるエウヘニア・デ・モンティホ（フランス語読みでウジェニー・ド・モンティジョ）と1853年1月22日に婚約し、30日にノートルダム大聖堂において挙式した。
彼はこれを機にミス・ハワードを追い払おうとイギリスでの任務を与え、更にその留守を狙ってシルク通りにある彼女の家を家宅捜査させ、全てのラブレターを回収している。ミス・ハワードはこの処遇に怒り、ナポレオン3世から預かっていた私生児二人とともに宮廷を立ち去った。
ウジェニーは1853年2月末に懐妊したが、流産した。一方ナポレオン3世は新婚から3カ月とたっていないこの頃から再び漁色家に戻っていた。失意のウジェニーを気にする様子もなく、宮殿やバック通りの私邸に女優、女官、社交界の女性、高級娼婦などを続々と招いて放蕩生活を送った。一度は縁を切ったミス・ハワードともいつの間にかよりを戻していたが、その件についてはウジェニーも激怒し、ナポレオン3世が寝室に入ってくることを拒否するようになったため、ナポレオン3世はやむなくミス・ハワードをイギリスへ帰している。
1856年3月17日にウジェニーが待望の男子（ナポレオン・ウジェーヌ・ルイ・ボナパルト、ナポレオン4世）を産んだ。ナポレオン3世はこれに大いに喜び、クーデターの際に投獄されたり、国外追放になった者たちのうち3000人ほどを対象に恩赦を行った。後述する1858年のナポレオン3世暗殺未遂事件オルシーニ事件を機に皇帝不在ないし皇帝に支障があった時には皇后ウジェニーが摂政に就任することが布告され、これ以降ウジェニーの政治介入が本格化していく。毎週のようにウジェニーがサン＝クルー宮殿で閣議を取り仕切るようになっていった。

#### 経済政策
第二帝政期にフランス経済は急成長した。その原因については、第二帝政期以前の産業革命の結果であり、第二帝政期はその歩みを継続させただけにすぎないとする説もあれば、ナポレオン3世のサン＝シモン主義的な経済問題への取り組みのおかげとする説もある。
サン＝シモン主義は既存の「軍事体制」を批判して「産業者（industriels）」（サン＝シモンの造語。テクノクラートのこと）を中心とする経済社会の実現を目指し、経済発展によって労働者の環境を改善することを目指している。「産業者」は実力主義で選ばれるべきであるとし、そのために教育を重視する。また国家の役割を最小限にすることを求め、レッセフェールや自由貿易を支持する。また西洋と東洋の通商による融合という理念を持ち、通商路建設や植民地政策など東方進出を推進する。
ナポレオン3世はテクノクラート重用、関税大幅引き下げ、道路・鉄道の整備、スエズ運河建設、アジアへの積極的な植民地化政策などサン＝シモン主義的な政策を遂行した。サン＝シモン主義者も熱烈にナポレオン3世の政策を支持していた。ただし、一般のサン＝シモン主義者は政府が経済に介入することに反対するが、ナポレオン3世はその独裁主義から国家の経済介入に積極的だった。サン＝シモン主義は経済の観点に重点を置くが、ナポレオン3世は帝政の秩序の観点に重点を置いていたのである。

##### 金融改革
ロチルド家（英語読みでロスチャイルド家）をはじめとした「オート・バンク」と呼ばれるフランスの既存大手銀行は、これまで為替や手形割引などで儲け、産業金融をあまり手掛けてこなかったため、フランス資本主義の発展は立ち遅れていた。その状況を打破すべくナポレオン3世は金融改革を行って殖産興業を押し進めた。
1852年11月にはペレール兄弟やアシーユ・フールなどユダヤ金融業者の援助でクレディ・モビリエを創設した。これは株式を発行して国民から資金を集め、産業企業に投資する銀行だった。とりわけ鉄道に積極的に投資し、国内鉄道はもとより、オーストリアやイタリア、スペインの鉄道にも積極的に投資してヨーロッパを繋ぐ巨大鉄道網の建設をめざした。クレディ・モビリエは同業者の合併を推し進めて経済の集中化を図り、自身はあらゆる産業の頂点に立つ持株会社になろうとしていた。
クレディ・モビリエの登場でオート・バンクももはや一部の金持ちとだけ取引しているわけにはいかなくなり、ひろく大衆の貯蓄から資金を募り、産業金融を行うようになった。1863年にはクレディ・リヨネ、1864年にはソシエテ・ジェネラルが創設され、これらの銀行も産業金融を手掛けるようになった。クレディ・モビリエ自体は帝政末期の頃にオート・バンクとの競争に敗れて経営破綻しているが、その登場の意義は大きく、フランス金融の近代化は同社の出現による競争の激化で成し遂げられたのであった。
ナポレオン3世の金融改革で近代的な銀行システムが作られたことは、カリフォルニア・ゴールドラッシュに伴う銀行の金準備の増加で兌換が促進されたことと相まって、フランスの経済発展の原動力となったといえる。
また株式会社の創設も推奨した。南海泡沫事件以来ヨーロッパでは株式会社に対する警戒感が強く、フランスでもこれまで株式会社設立には規制がかけられることが多かったが、ナポレオン3世は1863年と1864年に商法を改正して株式会社設立を準則主義にして、株式会社を創設しやすくした。もっとも株主に口出しされることを嫌がる経営者が多かったため、株式会社への転換はなかなか進まなかったという。

##### 自由貿易
これまでフランスをはじめ西ヨーロッパ諸国は保護関税によって自国の脆弱な産業を保護してきたが、ナポレオン3世はそれがかえって自国産業の近代化を遅らせていると痛感し、自国産業を自由貿易の中に投げ込んで鍛える時だと考えていた。
1852年12月に元老院令によって皇帝は関税率を自由に変更できるものと定めた。その権限で1860年に国内製鉄業や綿業の激しい反対運動を押し切って英仏通商条約を締結した。これにより各種輸入禁止措置は撤廃され、また関税は大幅に引き下げられた。この条約の締結は「ナポレオンの経済クーデタ」とも呼ばれる。
さらにベルギー、プロイセン、イタリア、オーストリア、スペイン、ポルトガルなどとも続々と自由貿易の協定を結んでいった。

##### 社会保障の不十分
一方不十分だったのが社会政策であった。ナポレオン3世は青年期に書いた『貧困の根絶』の中で社会問題に関心がある様子だったが、第二帝政はサン＝シモン主義の影響から基本的に自由放任主義であり、国民の生活は「自然」の状態に任されていた。第二帝政の社会保障政策は法律の枠組みを変更するだけのものに留まっている。
フランスの労働運動は1851年のナポレオン3世のクーデタで弾圧されて一度壊滅しており、権威帝政下では徹底的に監視・規制されて沈黙していた。しかし自由帝政へと移行していく中で1862年のロンドン万博で英仏労働者の交流が深まり、イギリス労働運動に影響を受けてフランスでも労働運動が盛り上がっていった。1864年には英仏労働者を中心とする世界初の労働者国際組織第一インターナショナルが結成された。
帝政後期の更なる自由主義改革と第一インターナショナルの拡大で、長時間労働と低賃金の改善を求めるストライキが多発していくようになった。帝政末期にはその鎮圧のために軍隊が投入される騒動も発生している。第二帝政は結局最後まで積極的な社会政策を打ち出すことなく、終焉を迎えることになる。

#### 国土整備

##### 鉄道建設

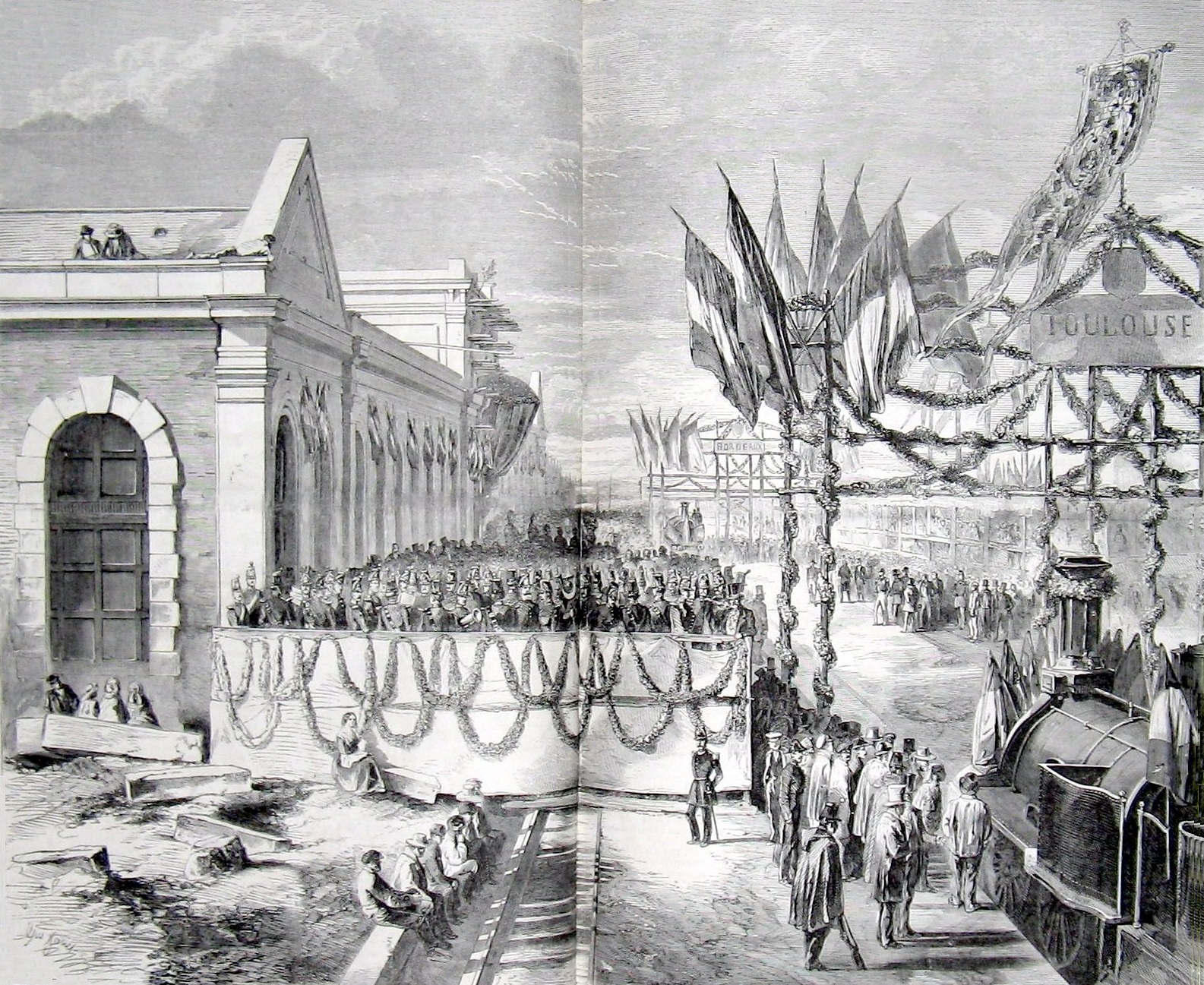
1858年、トゥールーズ・マタビオ駅の線路開通の様子

フランスは馬車交通網が充実していたため、鉄道整備の必要性がなかなか理解されず、1830年代から本格的に鉄道建設に乗り出したイギリスやベルギーに比べて後れを取っていた。オート・バンクもあまり鉄道に関心を持たず、投資に消極的だった。だがサン＝シモン主義者は鉄道を社会改革の先駆と看做しており、その整備を強く主張していた。その影響でナポレオン3世も熱心な鉄道擁護者となった。彼は鉄道の発展は流通を促進し、そのほかの分野の経済発展ももたらすと見ていた。
ナポレオン3世は1852年に鉄道会社の開発利権を99年まで延長することを認める大統領令を発令し、これにより鉄道への投資ブームを煽った。それでもオート・バンクの腰は重かったので、クレディ・モビリエのペレール兄弟に鉄道への投資を主導させた。フランス中の鉄道が続々とペレール兄弟の傘下に入っていく中、ジェームス・ド・ロチルドのロチルド銀行も対抗して鉄道買収に乗り出すようになり、ペレール兄弟とロチルド家の鉄道競争が激化していった。
その結果、鉄道分野は競争で切磋琢磨する状況が生まれ、第二帝政期に鉄道が急速に整備されることとなった。1851年時点でフランスの鉄道は3600キロだったが、1870年には2万3300キロに達しており、現在のフランス鉄道網の半分ほどが完成を見ている。
もっとも第二帝政期にはいまだ一般国民には鉄道の利用料金は高く、一般的な移動手段にはならなかったという。

##### パリ改造計画

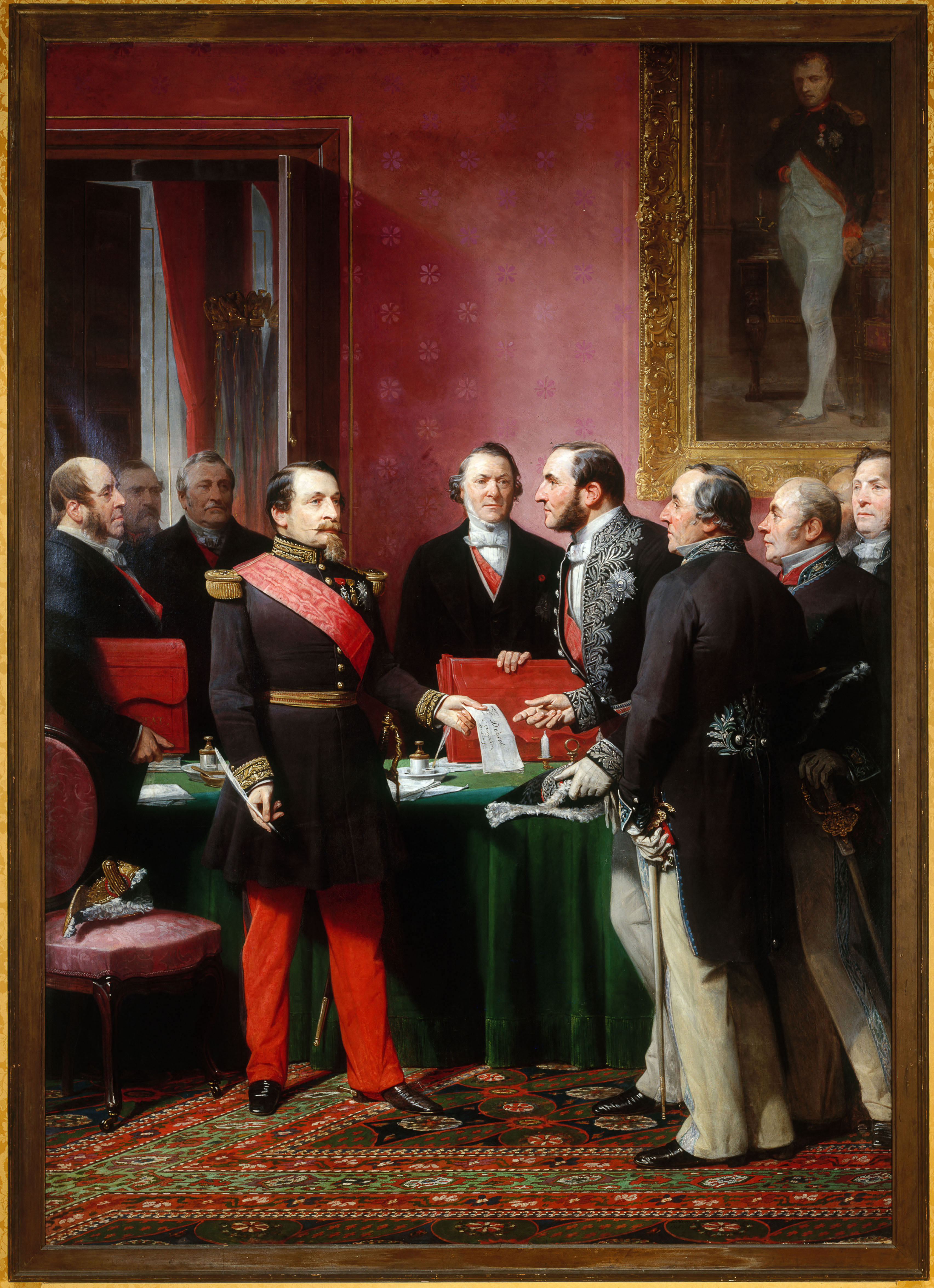
1859年2月16日、パリ行政区域の拡張による勅令をセーヌ県知事ジョルジュ・オスマンに伝えるナポレオン3世。アドルフ・イヴォン画

当時のフランスは急速な産業化の進展に伴って人口が地方から都市に流出する傾向があり、パリの人口も19世紀初頭から半世紀の間に2倍に増加して100万人を超えていた。その結果人口過密で不衛生な状態となり、コレラが流行するようになった。ナポレオン3世は衛生的で都市設備の進んだロンドンに感銘を受けていたのでパリも同じように改造したいと願っていた。パリ改造計画自体はルイ・フィリップ王政下の1840年頃にはすでに立案されていたもので第二帝政のオリジナルではないが、第二帝政によって計画が大幅に拡張されたものである。
第二帝政時代はパリ最大の変革期にあたる。現在のパリは高層ビルなどの現代都市的要素も浸食してきているが、それ以外の地域は第二帝政期によって建設された部分が多い。アメリカの歴史家デヴィッド・H・ピンクニーは1958年時に「現在のパリの中でサクレ・クール寺院とエッフェル塔以外の物は第二帝政期にできあがっていた」と述べている。
ナポレオン3世が行った最初の大規模な都市改造は、パリ1区にあるパリ中央市場の立て直しだった。パリの人口が膨張する中、中央市場の拡張再建は急務になっていた。ナポレオン3世はまだ大統領だった頃の1851年夏、7月王政下で計画されていた中央市場の立て直しを実行に移すことを命じた。設計者のヴィクトール・バルタールははじめ石造りの中央市場を建設したが、「まるで要塞のようだ」とナポレオン3世が反発したため、取り壊された。代わりにロンドン万博のクリスタル・パレスに倣ったガラスに覆われた中央市場が設計され、1857年に完成した。この中央市場は約一世紀以上にわたり「パリの胃袋」（エミール・ゾラ）として象徴的存在であり続けたが、1969年にはパリ市内の渋滞緩和のため、郊外ランジスへ移設されている。
1853年6月にジロンド県知事ジョルジュ・オスマンをセーヌ県知事に任じて、以降彼にパリ改造計画の陣頭指揮をとらせるようになった。オスマンは近代都市に最も大事なことは交通システムと理解していた。オスマン計画の特徴は出来る限り道路の幅を広く取って直線化し、またセーヌ川に平行・垂直になっている既存の街路を二つの環状道路と結合し、さらに都心部から新街区に向けて斜交路を走らせ、斜交路と環状道路が交わる部分はロータリー交差点にして交通の要所とすることだった。

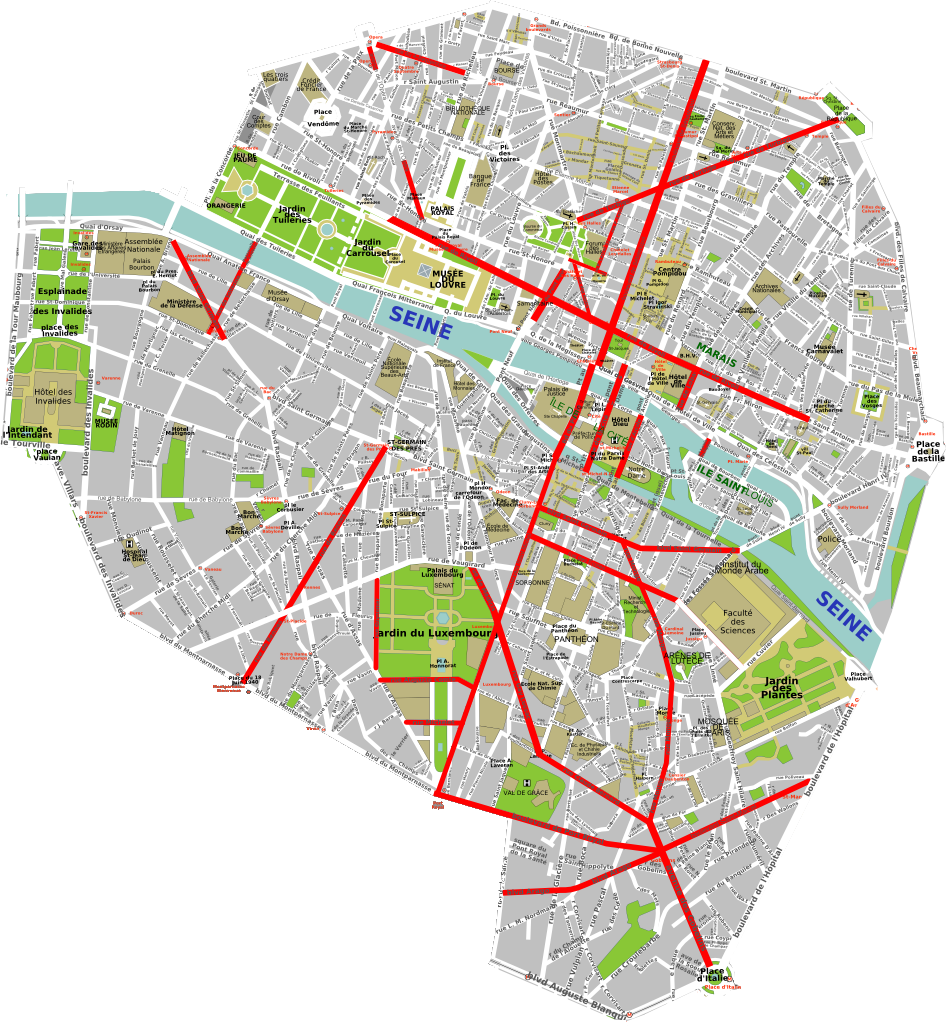
パリ改造計画で新設もしくは拡張された道路（赤い部分）

そうした基本戦略の下、次々と巨大な道路が建設されていった。セーヌ川の中州シテ島を通過するパレ大通り、コンコルド広場とバスティーユ広場を繋ぐリヴォリ通り、セーヌ川右岸でリヴォリ通りと交差するセバストポール大通り、新オペラ座建設に備えたオペラ通り、凱旋門のあるエトワール広場と同心円の円形道路ティルジット通り、ティルジット通りと交差する12本の道路、凱旋門からブローニュの森に通じるフォッシュ大通り(当時皇后通り)、セーヌ川左岸でサン・ミシェル大通りと交差する環状路サンジェルマン大通り、さらにその外側を走る環状路ポール・ロワイヤル大通りなどである。
とりわけパリ東駅から伸びるストラスブール大通りからセーヌ川まで一直線に駆け下りることができる幅30メートルのセバストポール大通りの開通はパリ市民を熱狂させ、パリ改造計画の評価はこの道路建設以降に高まった。
またこうした道路工事の際に不衛生な貧民窟が次々と取り壊されていった。これにより都市中心部の人口は減少し、都市郊外に住宅地が形成されていった（ドーナツ化現象）。その結果パリ中心部と郊外にあたる周辺市町村の結び付きが強くなる中、統一した行政管轄下に置かれることが好ましいと判断され、1859年6月には周辺の市町村がパリ市に合併された。
下水道の整備も第二帝政期に飛躍的に進んだ。1852年にパリの全ての建物を下水道に接続させることを命じる法律が出され、これにより下水道をすべての道路の下に通すための建設工事が開始された。1852年に107キロだったパリの下水道は第二帝政末期には560キロに延びていた。下水道は建設にあたって地上の道路以上に直線化・画一化が徹底された。これによってパリの下水道はすべて大溝渠へ流れ込むようになった。またすでにドブになり下がっていたパリ南部を走るビエーブル川もセーヌ川から切り離して大溝渠へ流れ込むよう工事した。
パリの道路脇は水が流れ、掃除夫はここにゴミを落とし、ゴミは自動的に排水溝まで流れるようになっているが、この街路清掃システムも第二帝政期にオスマンの都市計画によって生みだされたものである。
ガスの設備も進められ、夜のパリはガス灯によって明るく照らされるようになった。しかし一般家庭への普及は限定的で、帝政末期の時点でもガス照明を使っているのは5人に1人ほどの割合であったという。
パリ改造計画は交通の便を良くするとともに都市の衛生化を図るのが第一の目的であったが、同時に暴動を阻止する意図もあった。当時一般に暴動の背景は失業と考えられていたので（実際1848年革命の大きな原因は失業率の高さだった）、パリ改造という巨大公共事業によって失業者対策を企図したのである。また狭い路地を減らして大通りを建設することで反政府勢力が暴動の際にバリケードを作るのを防止する意図もあったと考えられている。交通の便が良くなることで軍隊の市内の移動も迅速になり、1871年にアドルフ・ティエール政府がパリ・コミューン政府を早期に鎮圧できたのもこれによるところが大きいという。
パリにつづいて、リヨン、マルセイユ、ボルドーでも都市改造が行われていった。

#### 外交

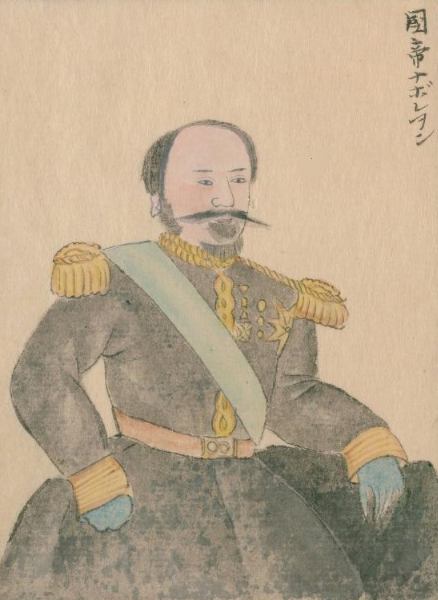
不平等条約である日仏修好通商条約の交渉に派遣された開市開港延期交渉使節（1862）に随行した漢方医高嶋祐啓によるナポレオン3世

ナポレオン3世の外交は、3つの方向性で行われた。まず第一に彼の伯父を否定するウィーン体制を改定すること、第二に国民国家の樹立を目指すナショナリズム運動を支援すること、第三にフランス植民地を拡大することである。
クリミア戦争でイギリスと同盟を結んでロシア帝国を破り、一躍フランスがヨーロッパ国際社会の中心に躍り出たことでウィーン体制の改定には成功したといえる。ナショナリズムへの支援はポーランドの民族運動やイタリア統一運動の支援という形で現れた。これはウィーン体制改定のための手段でもあったが、オーストリア帝国やロシアとの対立を深め、やがてイギリスからの支持も失い、ドイツ・ナショナリズムを高めて最終的に普仏戦争で破滅することとなった。結果的には彼はナポレオン戦争後のフランスの地位回復のための60年にわたる運動をすべて無に帰してしまった。
一方で彼が外交面でフランスに残した最大の物は植民地であった。前任であるルイ・フィリップ王はイギリスとの対立を嫌がってアルジェリア以外の植民地政策にはそれほど関心を持たなかったが、ナポレオン3世はアフリカやアジアの国々を「文明化」する使命感に燃えており、積極的な帝国主義・植民地政策に乗りだした。第二帝政においてフランスはその植民地を3倍にも拡張させている。植民地は普仏戦争の敗北によっても奪われることはなく、フランスからの報復に備えたビスマルク体制においては、欧州内でのフランス孤立化と引き換えにフランスの対外植民地積極主義は放置・黙認されたため、第三共和政下においてフランスの植民地政策は更に加速され、大英帝国に次ぐ植民地大国フランス植民地帝国の繁栄につながっていく。

##### クリミア戦争

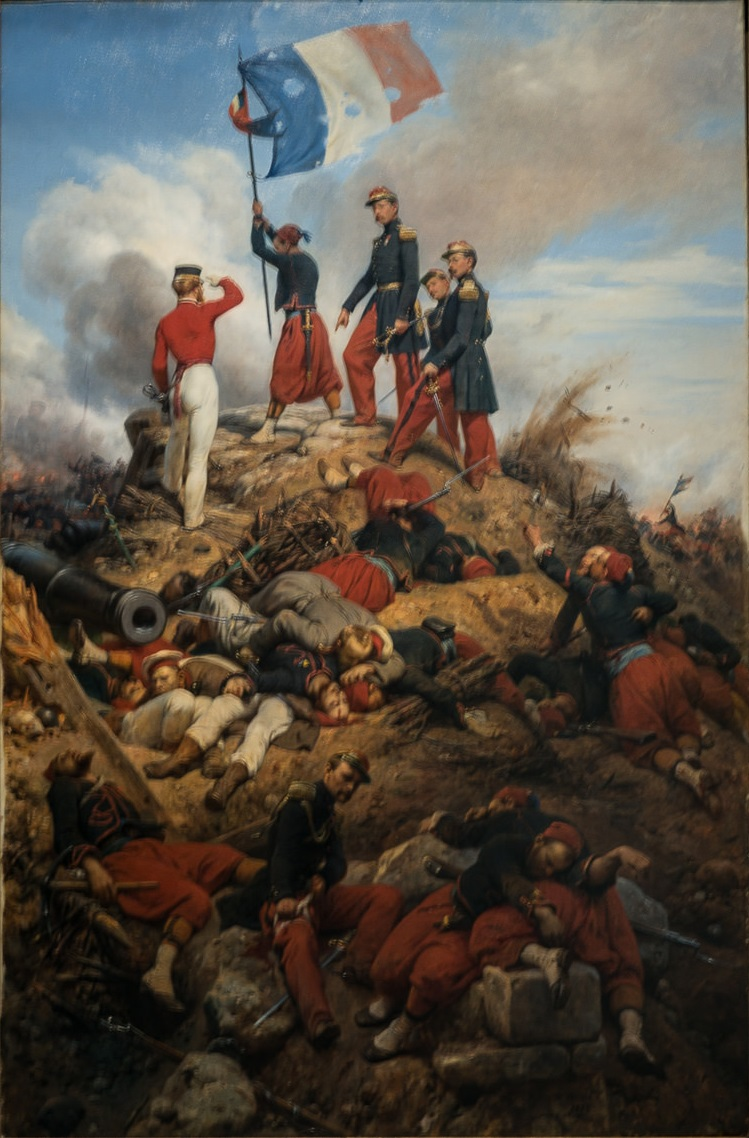
マラコフの戦いのフランス軍の戦勝を描いたオラース・ヴェルネの絵画

1853年、ロシア帝国はダーダネルス海峡とボスフォラス海峡の支配権を狙ってエルサレム（当時オスマン＝トルコ帝国領）のギリシャ正教徒保護を理由にオスマン＝トルコに最後通牒を突きつけた。
海洋の覇者イギリスとしてはロシアが南下することで地中海へ進出してくることを嫌い、トルコを支援した。一方フランスにとってはほとんど利害関係のない地域であったが、ナポレオン3世はウィーン体制に代わる新たなヨーロッパ国際関係の構築を望んでいたため、イギリスと連携を深めてロシアと戦争することを欲した。また東方進出を主張するサン＝シモン主義の影響から地中海へ進出しようという野望もあったのではないかとも言われる。実際にこの戦争後スエズ運河建設などナポレオン3世の東方政策は積極的になっていく。
ナポレオン3世は「フランソワ1世以来フランスに認められている権利である」として東方キリスト教徒、パレスチナ・キリスト教徒の排他的保護権を主張してこの問題に介入し、イギリスと競い合うようにギリシャ周辺海域に艦隊を派遣した。イギリスとフランスを後ろ盾に得たトルコは強気になり、ロシアの最後通牒を拒否。ロシアは1853年7月にプルート川を渡河してトルコ領へ侵攻を開始した。
ナポレオン3世の仲裁提案に対してニコライ1世は「ロシアは現在においても1812年（対ナポレオン戦争）の立場を変えることはない」という喧嘩腰の返事をした。そこで英仏はロシアに対してトルコ領から撤収するよう求める最後通牒を送ったが、ロシアはこれを無視したため、1854年3月27日に英仏はロシアに対して宣戦布告し、クリミア戦争が始まった。
フランス軍の指揮はクーデターで活躍した陸軍大臣ド・サン＝タルノー将軍が執ったが、兵站の確立が困難を極め、フランス軍の士気も低く、トルコ軍の士気はさらに低かった。しかも部隊内でコレラが流行し、司令官ド・サン＝タルノー将軍もコレラで落命した。1854年9月から英仏軍はロシア軍最大の要塞であるセヴァストポリ要塞への攻撃を開始したが、戦闘は泥沼化し、1年にもわたる激戦となった。

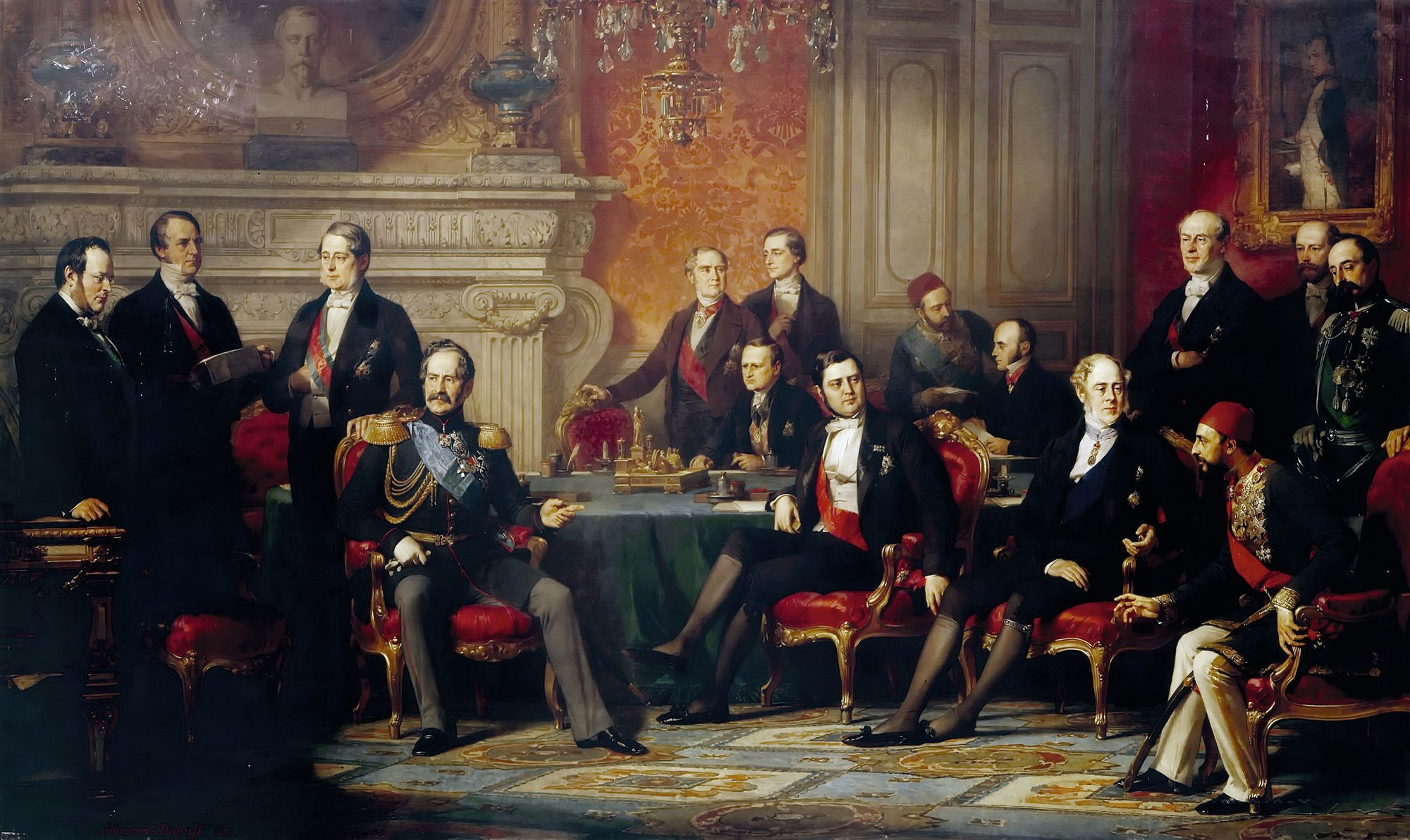
1856年3月30日、パリのフランス外務省における講和会議に臨んだ各国の全権団。エドゥアール・デュビュフ画

1855年4月にナポレオン3世は自ら戦地に出陣すると宣言したが、大臣たちは皇帝に万が一があれば第二帝政は崩壊してしまうと危惧し、これに反対した。4月28日にブローニュの森でイタリア人共和主義者から暗殺未遂を受けたことでナポレオン3世も出陣を断念している。
1855年9月30日にセヴァストポリ要塞が陥落。さらに12月にはバルカン半島に地歩を築こうとしていたオーストリアが英仏側で参戦すると宣言した。崩御したニコライ1世の後を継いでいたロシア皇帝アレクサンドル2世はこれ以上の戦争継続の意思を失い、和平交渉を求めた。
イギリスは休戦協定に応じることに反対したが、ナポレオン3世が押し切り、1856年2月からパリ講和会議が開催された。ナポレオン3世は従弟（ナポレオンの庶子）にあたる外相アレクサンドル・ヴァレフスキに会議を任せ、3月30日に講和条約を締結した。これによりトルコはキリスト教徒の権利を守ることを条件として領土を保全されつつも、ルーマニアなどドナウ川沿岸地域は自治国（事実上トルコから独立）とすることになった。また黒海の中立化が取り決められ、ロシアがここに艦隊を置くことはできなくなった。
この戦争によってロシアの威信は傷つき、逆にフランスの威光は高まった。バルカン半島をめぐってオーストリアとロシアの対立は深まっていき、また英露関係も伝統的な対立が世界レベルの規模に拡大されていく中で、国際社会におけるナポレオン3世の発言力はいやがうえにも高まることとなった。

##### イタリア統一戦争
先のクリミア戦争にはサルデーニャ王国(ピエモンテ王国)も英仏側で参戦していたが、これはイタリア統一の障害であるオーストリアに対抗するためフランスの支援を得ようというサルデーニャ宰相カミッロ・カヴールの戦略であった。
ナポレオン3世は青年時代からイタリア統一運動に共感を持っていた。パリ講和会議ではナポレオン3世がイタリア問題を持ち出し、オーストリアの不興を買う一幕もあった。

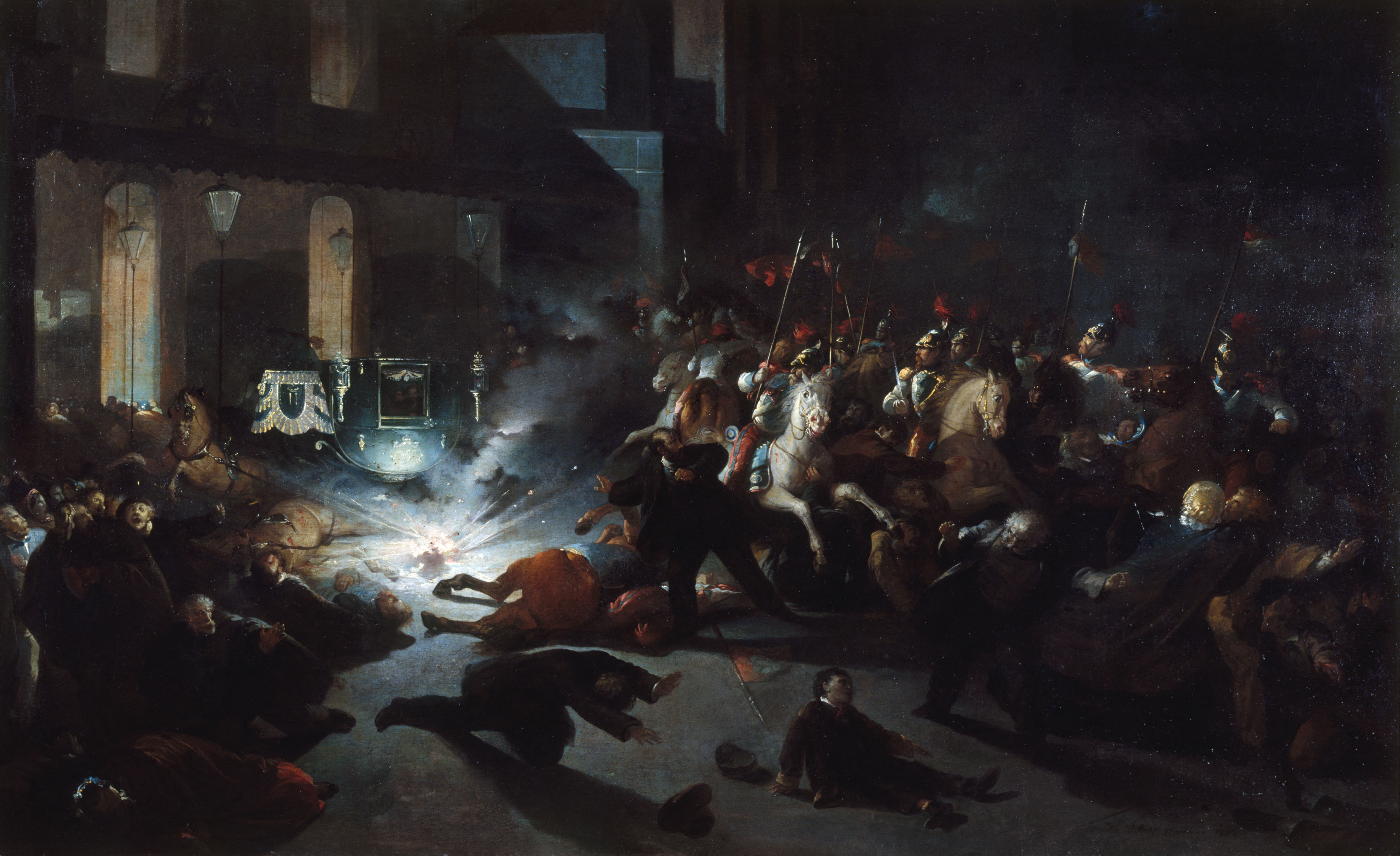
1858年1月14日のナポレオン3世の暗殺未遂事件を描いた絵

とはいえ当初ナポレオン3世はオーストリアと対立することには慎重だった（カブールはナポレオン3世をその気にさせるため、ヴィルジニア・オルドイーニを宛がうハニートラップも仕掛けている）。そのためイタリア統一運動家たちはナポレオン3世に失望し、1858年1月14日にはイタリア民族運動家フェリーチェ・オルシーニ伯爵によるナポレオン3世暗殺未遂事件があった。ナポレオン3世は無事だったが、18名の死者を出す惨事となった（オルシーニ事件）。
このオルシーニ事件がきっかけでナポレオン3世はイタリア統一運動を支援する意思を固めた。ナポレオン3世はその大義名分として「民族国家」を掲げたが、実際にはオーストリアに代わってフランスがイタリアの覇権を握ることが目的だった。そのためサルデーニャやイタリア統一運動をある程度まで支援しつつ、イタリアの完全な統一は望まず、またカトリックや保守派を敵に回さないため、教皇領やイタリア小国を害しすぎないようにすることが彼の基本的なイタリア政策となった。
1858年7月21日にサルデーニャ宰相カブールとプロンビエールの密約を締結。これはサルデーニャとオーストリアが開戦した際にはフランスはサルデーニャのために20万の援軍を送り、またイタリア半島を教皇を盟主とする4つの国（サルデーニャ王ヴィットーリオ・エマヌエーレ2世を王とする北イタリア王国、ナポレオン3世の従弟ナポレオン公を王とする中部イタリア王国、教皇が統治するローマ、そして南イタリアの両シチリア王国）の連邦国家に作り替える一方、ニースとサヴォワはフランスに割譲されるという内容だった。

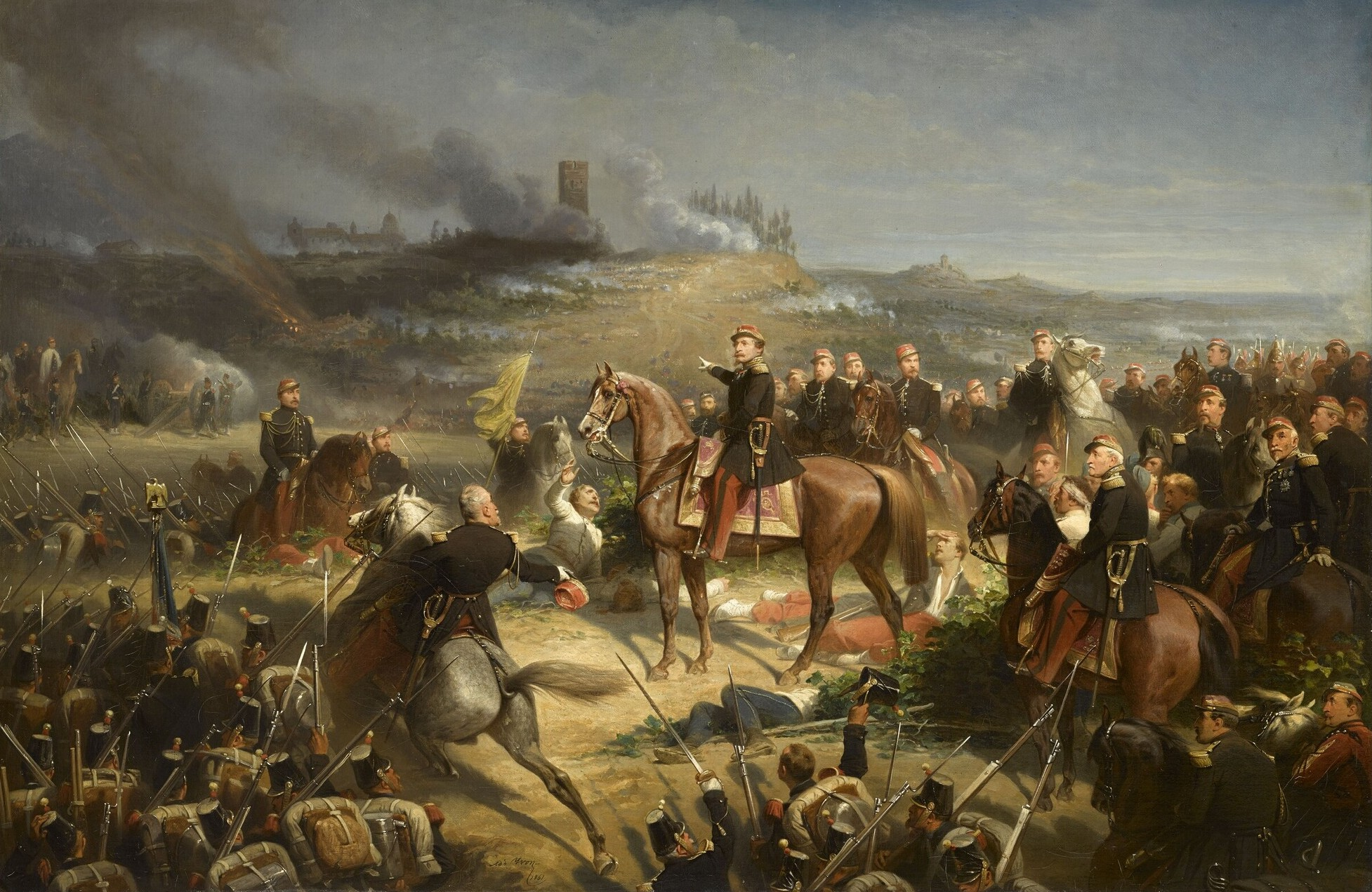
1859年6月24日、ソルフェリーノの戦いの指揮を執るナポレオン3世を描いた絵画。アドルフ・イヴォン画

1859年に入るとサルデーニャとフランスはオーストリアに戦争を仕掛けようとオーストリアを挑発するようになった。たまりかねたオーストリアは最後通牒をサルデーニャに突き付け、4月27日にオーストリア軍とサルデーニャ軍が開戦した。フランスは密約に基づいて5月3日にオーストリアに宣戦を布告してサルデーニャ側で参戦した。ナポレオン3世は今度こそ前線で指揮を執ることを決意し、5月10日に皇后ウジェニーを摂政に任じてイタリアへと出陣した。
ナポレオン3世の直接指揮の下、フランス軍は6月にマジェンタの戦いとソルフェリーノの戦いでオーストリア軍に勝利をおさめた。しかしこの激戦でフランス軍も多くの戦死者を出し、ナポレオン3世は被害の大きさに動揺するようになったという。またイタリア国内で次々と革命政権が誕生し、サルデーニャに併合されていくのも警戒するようになった。加えてプロイセン軍が40万の軍勢をライン川に集結させつつ、ドイツ連邦軍指揮権を要求するようになったことも警戒していた。プロイセンがドイツ連邦内で影響力を増大させることは好ましくないという点はフランス・オーストリアともに共通認識だった。国内的にもこの戦争は「教皇への敵対行動」「共和派を利する革命戦争」であるとしてカトリックや保守派の不満を高めていた。

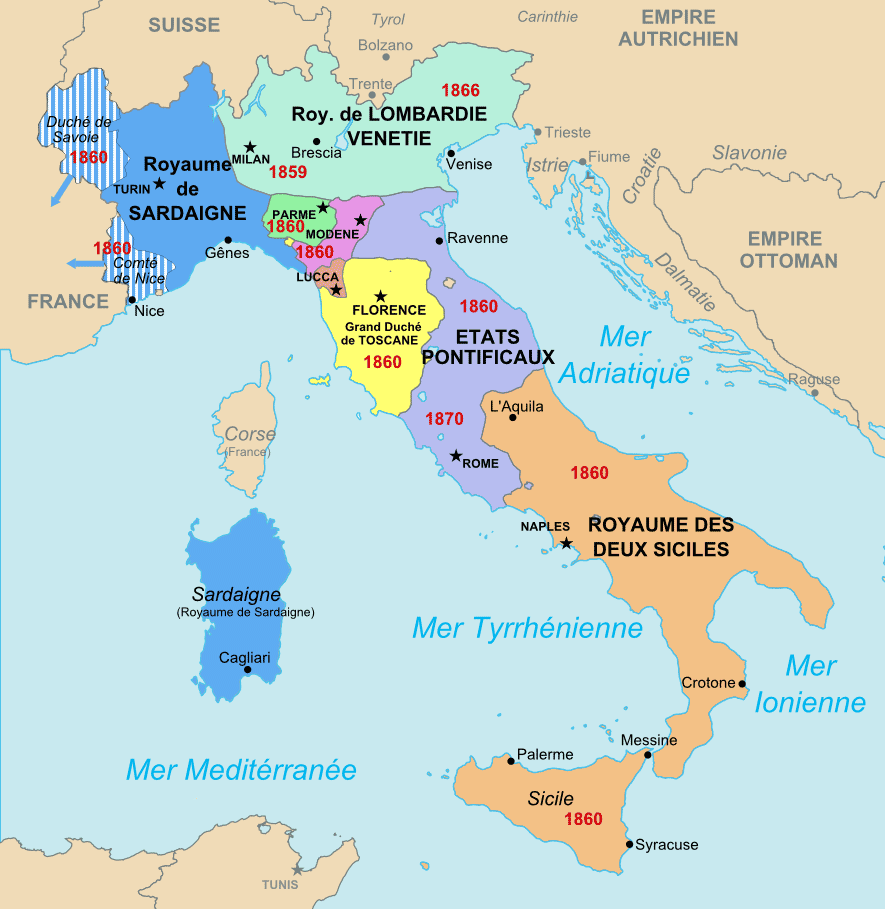
イタリア統一図。水色と白の縞模様がフランス獲得地域、青がサルデーニャ王国、ライトグリーンがロンバルド＝ヴェネト王国、紫が教皇領、オレンジが両シチリア王国。

そのような諸々の事情によりナポレオン3世はサルデーニャに独断で1859年7月11日にオーストリアとの間にヴィッラフランカの休戦協定を締結した。この休戦協定でロンバルディアはオーストリアからフランスへ割譲され、さらにフランスからサルデーニャに割譲することになった。そしてフランスは1860年にサルデーニャにトリノ条約を締結させ、ロンバルディアを引き渡す代わりに住民投票の上でサヴォワとニースを獲得した。
オーストリアに勝利したことでナポレオン3世の威信は絶頂に達した。イギリス首相パーマストン子爵は1860年に「フランス皇帝の意向を伺わなければ、ヨーロッパでは誰も行動を起こそうとしない」と評している。

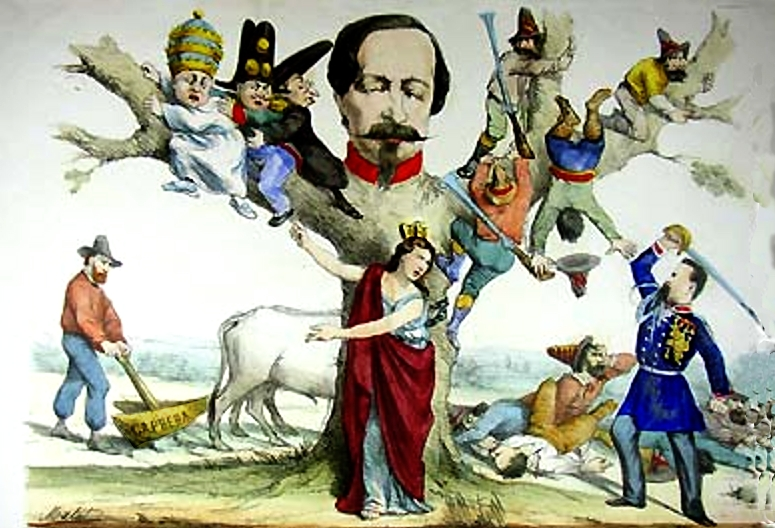
1861年から1870年のイタリア情勢の風刺画。ナポレオン3世が教皇や両シチリア王国、ブリガンテ（山賊）などイタリア統一に反対する勢力の避難場所になっていることを風刺している。

サルデーニャ宰相のカヴールは経済的発展が立ち遅れていた両シチリア王国（南イタリア）を併合する意思や予定はなかったが、ジュゼッペ・ガリバルディの千人隊の遠征によってカヴールはイタリア全土の統一へ方針転換を迫られることになった。両シチリア王国はサルデーニャに併合されイタリア王国が樹立された。
ナポレオン3世はこうしたイタリア統一の動きを黙認し続け、イタリア王国も国家承認しているが、やがて国内カトリック勢力の強い要請に抗いがたくなり、1867年にはガリバルディ軍から教皇領を守るためにローマに再度フランス軍を入城させた。ガリバルディ軍はまもなく壊滅し、イタリア王国はガリバルディの行動は自分たちと無関係であると言いわけしたが、結局1870年の普仏戦争でローマ駐留フランス軍がローマを離れるやいなやイタリア王国軍がローマを占領している。

##### アルジェリア統治

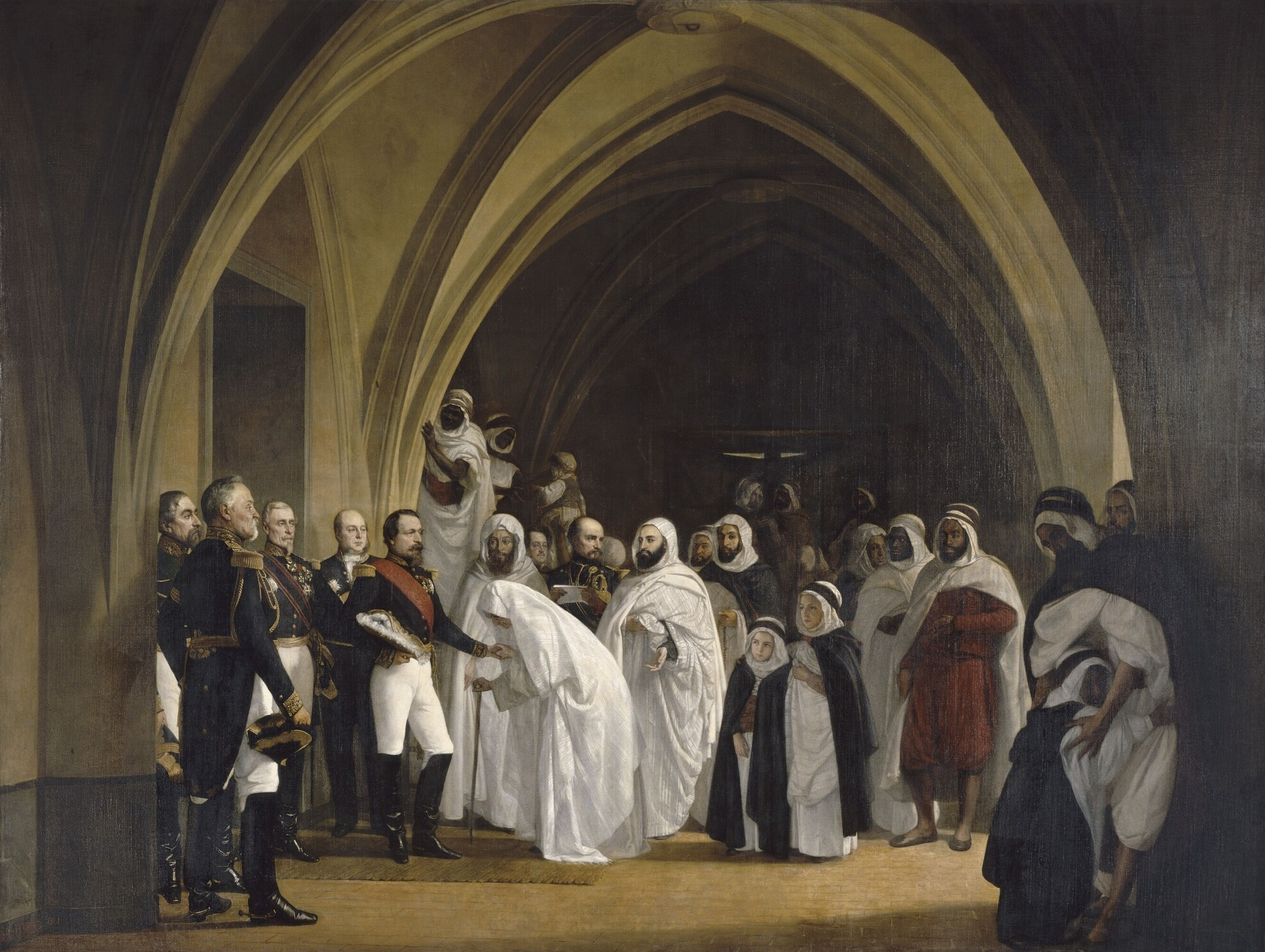
投獄されていたアルジェリア独立運動家アブド・アルカーディルを引見するナポレオン3世。彼はナポレオン3世の「アラブ王国」政策を支持し、第二帝政のスポークスマンとなった。

フランス植民地の中でも最も主要な存在が北アフリカのアルジェリアである。アルジェリアは16世紀にオスマン＝トルコ帝国に征服されたが、1830年にはフランス軍が侵攻してきてトルコ軍を追い払い、以降アルジェリアはフランスの植民地となっていた。
地中海をはさんでフランスの対岸に位置するという地理的な近さもあってアルジェリアへのフランス人入植者の数は最終的には100万人以上に及ぶことになる。そうした特殊性からアルジェリアは法的には植民地に分類されず、本国領土の延長とされていた。
フランス人はアルジェリアに入植した頃から先住民に土地所有を認めず、入植者の土地確保のために先住民から土地を奪ってきた。1848年革命以来植民地住民に認められていたフランス本国の議会への選挙権もアルジェリア先住民には認められなかった。
「権威帝政」時代のナポレオン3世もそうした従来からのアルジェリア政策を踏襲し、ヨーロッパ人入植と先住民の強制退去を推し進めた。しかし「自由帝政」に移行後のナポレオン3世はうちつづくアルジェリア部族民の反乱を抑えるべく、融和政策に転換した。1863年には元老院令によってアルジェリア先住民の土地所有を認め、囲い込み政策を中止させた（もっとも先住民に伝統的な部族所有の形態は認めず、ヨーロッパ型の個人所有の概念を持ち込んだ。これにより結局先住民はフランス人入植者に土地を買い取られていった）。
1865年にはナポレオン3世自らアルジェリアを訪問し、「フランスはアルジェリアの民族を抹殺するために来たわけではない。私は貴方達をトルコの支配から解放し、福祉の向上を図り、文明の恩恵を受けられるようにし、また参政権を与えてやりたいのだ」と先住民に呼びかけた。その宣言通り、議会を有する町村を設置して先住民の地方政治参加を促した（アルジェリア先住民の伝統的な部族制度を解体させるためでもあるが）。1866年には廃止されていたイスラム法廷の復活を許し、併せてイスラム法解釈のための「イスラム法高等評議会」の設置も許可した。1870年6月には先住民の県議会議員選挙への出馬も認めた。1865年には元老院令によってアルジェリア先住民を「市民権のないフランス国籍者」としつつ、申請して審査を通ればフランス市民になることができると定めた。
こうしたナポレオン3世の融和政策は「アラブ王国」政策と呼ばれた。ナポレオン3世は「アラブ王国」政策について「この偉大な事業が完成したなら、フランスの栄光はチュニスからユーフラテス川まで響き渡り、東洋の大半の地域においてフランスの覇権は確固なものとなろう」と語った。
しかしフランス人アルジェリア入植者たちは先住民を徹底的に搾取することを望んでおり、ナポレオン3世の「アラブ王国」政策に強く反発した。そのため入植者たちは帝政に反対する共和主義者・民主主義者となっていき、1870年の第二帝政崩壊を歓喜を持って迎えた。民主主義の時代になったのだから、植民地においても「国民の意思」が最優先で尊重されるべきと考えられるようになっていった。こうして第三共和政のアルジェリア政策は融和政策を放棄して、ひたすら植民地化（フランス人入植者の土地確保、先住民から土地収奪、先住民の民族性抹殺、イスラム教信仰の破壊、徹底的搾取）を推進するというフランス人入植者たちの希望に沿った物になっていくのである。

##### サハラ以南アフリカの統治
サハラ砂漠以南アフリカ（いわゆる「黒アフリカ」）ではナポレオン3世が1854年にセネガル総督に任じたルイ・フェデルブの指揮の下、フランス軍が現地の小王国を次々と征服していき、後のフランス領西アフリカの基礎を固めていた。
サハラ砂漠以南のアフリカ植民地に対しては第二帝政期にも融和政策は取られなかった。そこではフェデルブ総督の主導により、この後フランスが長きにわたってアフリカで行う植民地統治の手法が確立された。それはアフリカ先住民の民族分布を無視して恣意的な行政区分を作り、総督に絶対的権限を与えて中央集権的に支配し、アフリカ先住民を「従属民」に分類して法律の保護対象外とし、「先住民局」が先住民を恣意的に強制労働徴用・投獄するというものであった。フランス政府がこの「先住民局」制度を廃止するのはやっと1946年になってのことであった。

##### マダガスカル侵食

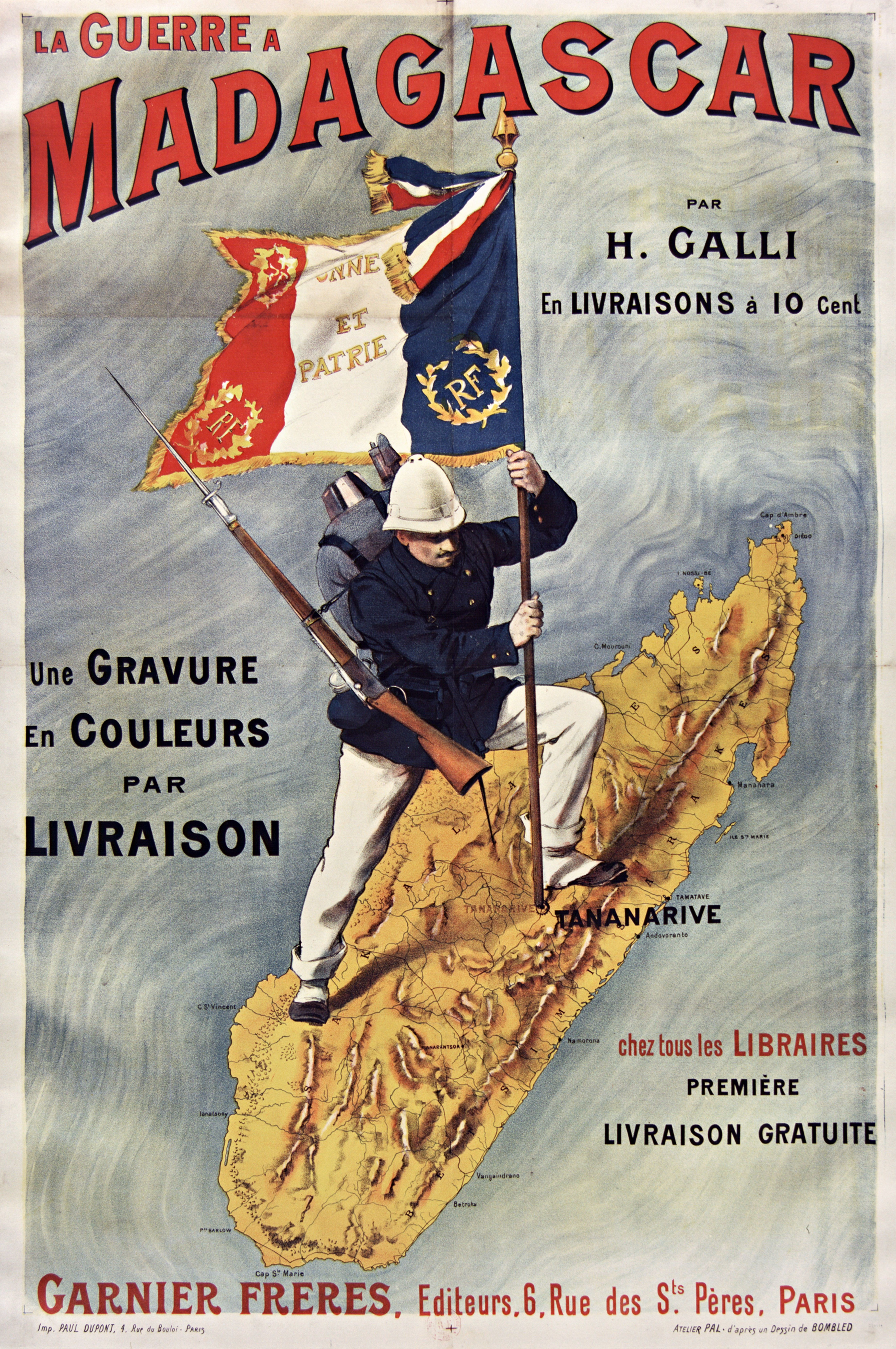
第三共和政時代の1895年のマダガスカル侵攻の際のポスター

当時マダガスカル島はメリナ王国が統治していた。1861年にメリナ王に即位したラダマ2世は英仏との関係悪化を恐れ、鎖国体制を破棄して、英仏と自由貿易を開始させた。また信教・布教の自由も認め、ヨーロッパ人宣教師団を呼び戻した。
この頃のフランスは東アジア植民地化に忙しかったため、マダガスカルに対してはそれほど軍事的野心を露わにしていなかったが、それでもナポレオン3世はジョゼフ・ランベールを通じてラダマ2世をうまく誘導して不平等条約締結とマダガスカル島の資源開発のため国土を自由使用する権利の獲得にこぎつけた。この権利に基づきランベールは「マダガスカル会社」の創設の準備を開始した。
しかし1863年5月にラダマ2世が暗殺され、ライニライアリブニが宰相として実権を握るようになると、メリナ王国は国土自由使用権撤回の外交交渉に乗り出した。マダガスカル島におけるフランスの膨張を恐れたイギリスもメリナ王国を支持した結果、ナポレオン3世も譲歩を余儀なくされ、賠償金120万フラン支払いを条件にマダガスカル会社創設中止を認めた。
フランスを出し抜こうとするイギリスとメリナ王国が接近する中、マダガスカルにおけるイギリスの覇権は強化され、宣教においてもプロテスタント（イギリス）はカトリック（フランス）よりはるかに優勢となった。
結局第二帝政はマダガスカル問題でイギリスに優位に立つことなく終焉した。しかしこの後イギリスがマダガスカルに興味を無くしていく中で第三共和政はジャン・ラボルド遺産事件やトアレ号事件でマダガスカル領有への野望を本格化させた。メリナ王国が最後の希望と頼んだイギリスはイギリスのザンジバル支配権を認めることを条件としてフランスのマダガスカル支配権を認める条約をフランスとの間に締結した。イギリスのお墨付きを得たフランス軍はマダガスカル島へ軍事侵攻を開始し、1895年9月にメリナ王国を滅亡させて同島をフランス保護領としたのであった。

##### アジア太平洋地域植民地化

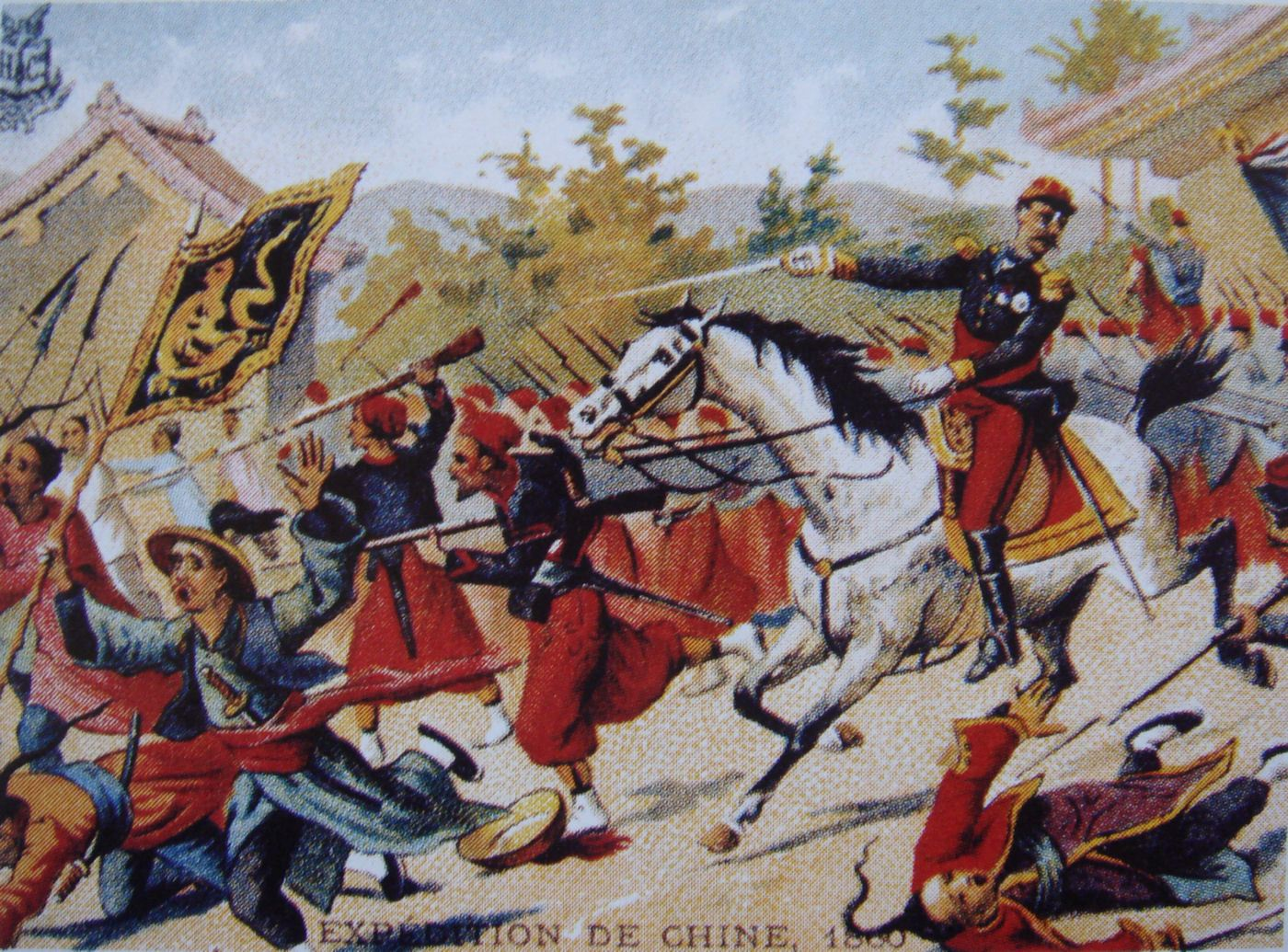
アロー戦争で清軍を蹴散らすシャルル・クーザン＝モントバン将軍率いるフランス軍を描いた絵。彼は八里橋の戦いの勝利でナポレオン3世よりパリカオ(八里橋)伯爵に叙され、後に首相に任じられた。

サン＝シモン主義の影響を受けるナポレオン3世は東方へフランスの勢力を拡大させることに熱心だった。とはいってもナポレオン3世にもその政府にもアジア諸国の知識などなかったので、現地のフランス海軍司令官に大幅な自由裁量権を与えた。結果アジア太平洋地域では強硬な帝国主義政策が遂行されることになった。
1856年10月にイギリスがアロー号事件を口実に清へ出兵を開始すると、ナポレオン3世も清の江西省でフランス人宣教師が殺害された事件を口実として清への出兵を開始し、英仏は協力してアロー戦争を遂行することになった。広東や天津を占領して北進する英仏軍を前に北京陥落を恐れた清政府は、一時しのぎのつもりで1858年に不平等条約である天津条約の締結に応じ、一時終戦したが、英仏軍が撤収するや清政府はこの条約の批准を拒否して発砲したため、1860年に英仏軍が攻撃を再開し、今度こそ北京は陥落した。清は更に不利な内容の北京条約を締結することを余儀なくされた。アロー戦争はアヘン戦争と並んで清の半植民地化を決定づけた戦争となった（得た権益はフランスよりイギリスの方が大きかったが）。
並行して清周辺地域も続々とフランスの支配下・影響下に組み込んでいった。1856年には阮朝（ベトナム）に対して不平等条約締結に応じるよう要求したが、阮朝が拒否したため、スペイン人宣教師死刑を口実として1857年よりベトナム侵攻を開始し、1862年には阮朝に不平等条約サイゴン条約を結ばせてベトナム植民地化に先鞭をつけた。さらに1867年にはコーチシナ（ベトナム南部のこと。ただし語源となった交趾は、もとは中華文明圏に属するベトナム北部を指す呼称であった）へ侵攻し、同地をフランス領に併合した。
胡椒とシナモンが豊富で、かつメコン川確保に重要な位置にあるカンボジア王国の支配権も狙った。当時のカンボジアは阮朝の宗主権下に置かれており、阮朝の強権的な同化政策を受けていた。カンボジア人の阮朝への反発が強まっていた中、フランスは1863年に国王ノロドムに署名させて同国をフランス保護国に組み込むことに成功した。イギリスに先んじて清に通じる通商路を作ろうと1866年から1868年にかけてメコン川遠征を行わせたが、メコン川から清へ入ることはできないことが判明し、以降フランスは戦略を紅河獲得に転換させ、第三共和政がトンキン支配を狙うようになっていく。

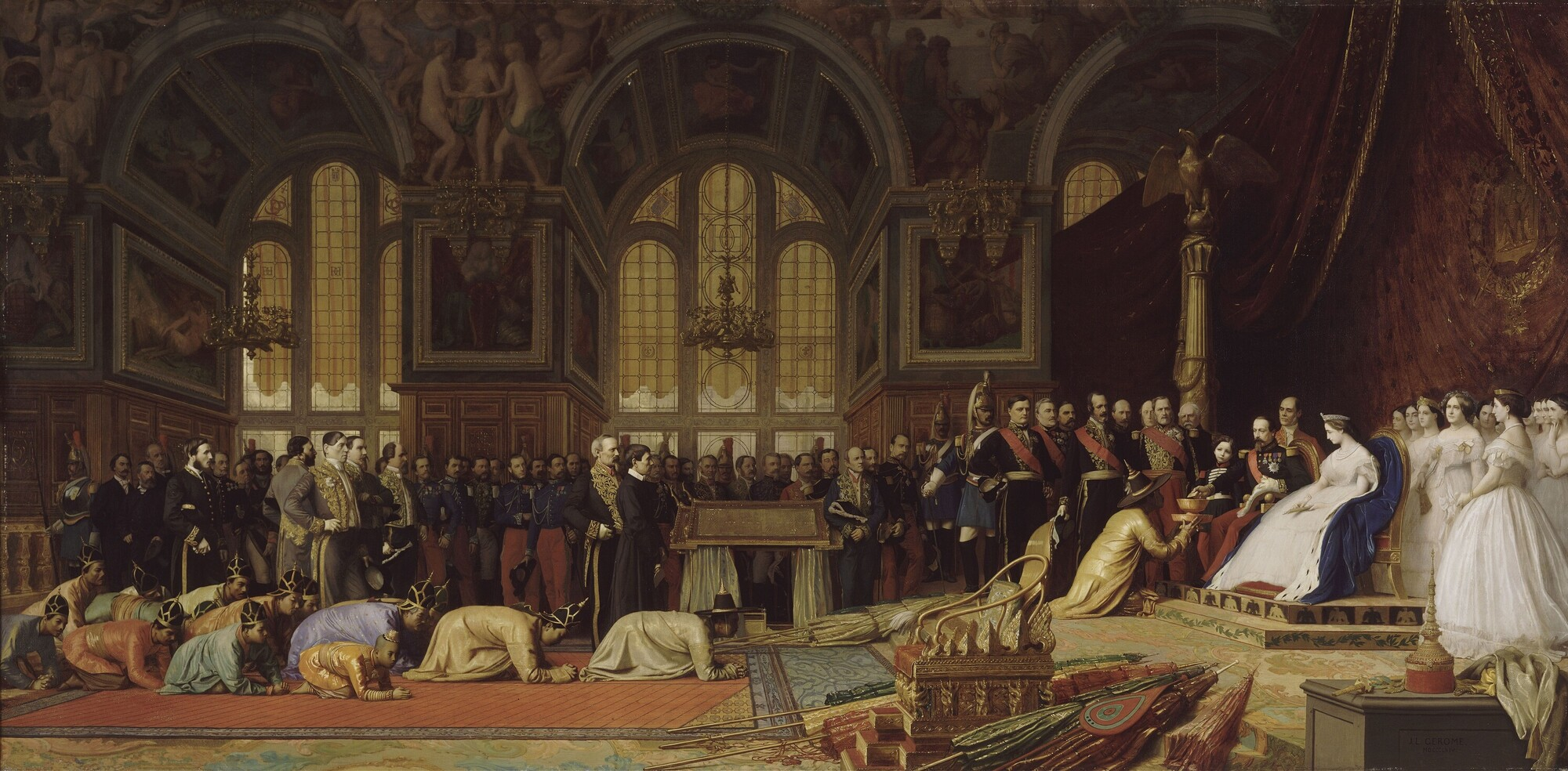
1861年6月27日、フォンテーヌブロー宮殿でシャム（タイ）の使節団を引見するナポレオン3世とウジェニー皇后を描いたジャン＝レオン・ジェロームの絵画。

シャム（タイ）にもイギリス・アメリカに続く形で不平等条約を締結させたが、これはシャムに旧来の政治体制を破棄して西欧型近代国家へ転換する決意を固めさせるきっかけになり、またフランスとの対立激化を恐れたイギリスが同地を緩衝地帯にすることを望み、フランスのタイ分割案を牽制したこともあって、タイは日本と並んで数少ない植民地化をまぬがれた有色人国家となった。
日本を貿易の拠点と看做し、幕末の日本にも進出した。1858年徳川幕府との間に不平等条約日仏修好通商条約を締結したが、ここでは英仏の協調は崩れ、フランスは徳川幕府、イギリスは薩長を支持して対立した。結局幕府は明治維新で倒れ、明治政府は対等外交を志向したため、幕府を通じて日本に影響力を行使しようとした目論見は潰えた。
鎖国体制に固執する李氏朝鮮に対してはフランス人宣教師死刑を口実に1866年に戦争を仕掛けたが（丙寅洋擾）、持久戦に持ち込まれ、撤退を余儀なくされた。しかしこの戦いと続くアメリカとの戦い（辛未洋擾）の勝利に浮かれた李氏朝鮮は一層鎖国に固執して近代化に背を向けたため、1876年以降日本や欧米諸国の本格的な砲艦外交に晒されて半植民地状態と化していき、最終的には日本に呑みこまれて消滅した。
太平洋では、ニュージーランドを併合したイギリスへの対抗、またオーストラリアとの貿易の拠点および犯罪者の流刑地にする目論見で1853年にニューカレドニアを併合している。この際に先住民と戦闘になったが、結局フランス軍が勝利している。ナポレオン3世はこの島を政治犯（とりわけ社会主義者）の流刑地として使用した。現在ニューカレドニアに住む白人はほとんどがその子孫である。

##### メキシコ出兵

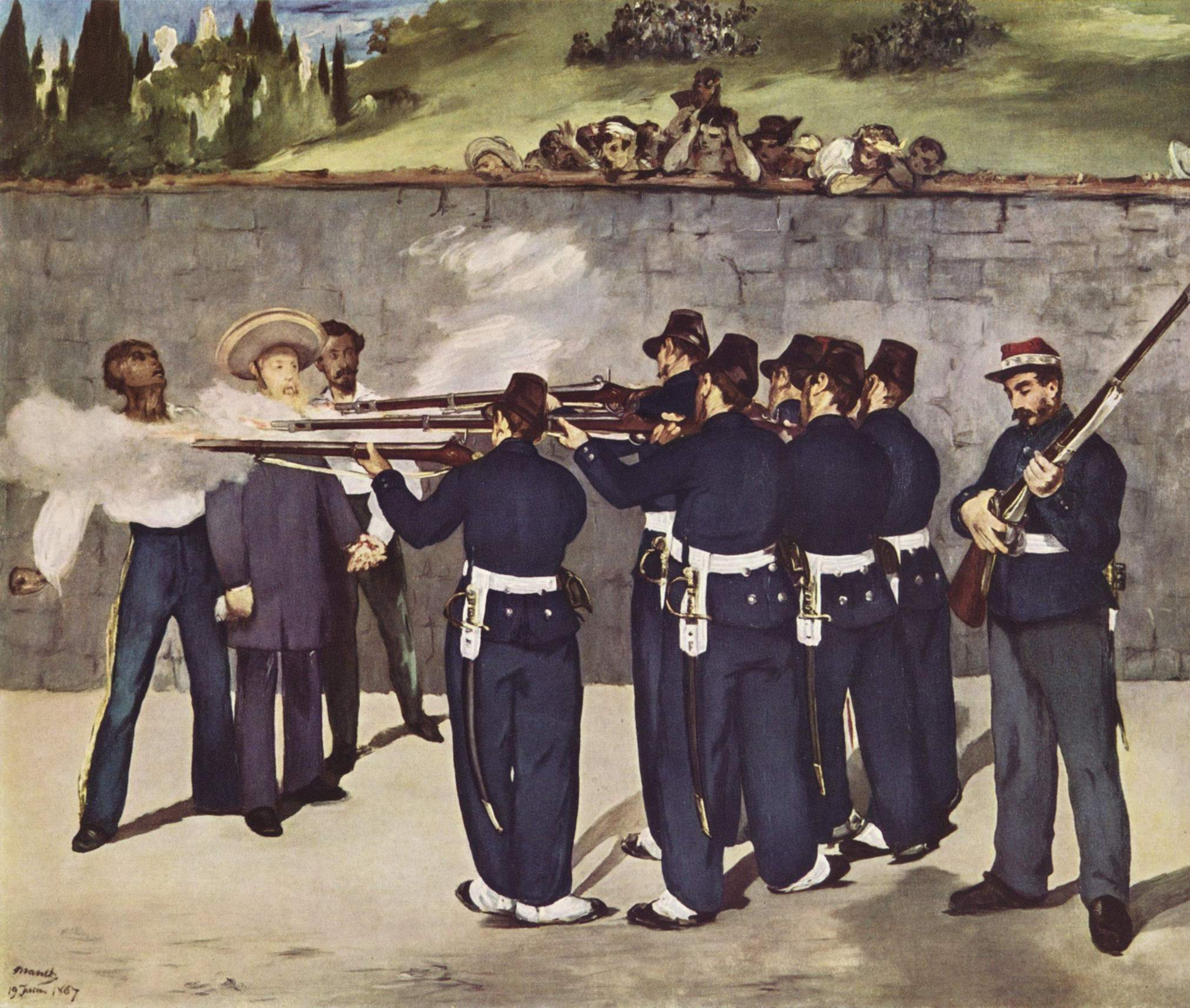
処刑されるメキシコ皇帝マクシミリアンと二人の従者を描いたエドゥアール・マネの絵画

メキシコでは19世紀初頭から保守派・教会派と自由主義派・反教会派の熾烈な政治闘争が続いていたが、1861年にアメリカ合衆国の支援を受ける自由主義者・民族主義者の革命家ベニート・フアレスがメキシコ大統領に就任したことで、反カトリック、反ヨーロッパ政策を打ち出すようになり、フランスをはじめとするヨーロッパ諸国に対する債務の支払いを停止した。これに対抗してナポレオン3世は武力でフアレス政権を転覆させてメキシコにアメリカを牽制するカトリック帝国を建設することを決意し（皇后ウジェニーがこの構想を強硬に推進していた）、共同債権国のイギリスとスペインとともにメキシコ出兵を開始した。
しかし連合軍は不慣れな熱帯やゲリラに悩まされて苦戦を強いられた。イギリス軍とスペイン軍は早期にメキシコ政府と和解して撤兵したが、ナポレオン3世はメキシコ支配に拘り、フランス単独になってもメキシコが完全屈服するまで戦争を継続した。1863年6月にはフランス軍がメキシコシティを占領している。
ナポレオン3世は対プロイセンでオーストリアとの関係を強化するためにも、オーストリア皇帝フランツ・ヨーゼフ1世の弟マクシミリアンをメキシコ皇帝に即位させたいとオーストリアに打診した。マクシミリアン自身ははじめ逡巡していたが、情勢が安定するまでフランス軍がメキシコに駐屯するという条件で引き受けることにし、1864年4月にメキシコシティに入り、皇位に就いた。
しかし大多数のメキシコ国民はこのようなフランス傀儡帝政は認めず、反仏ゲリラ闘争が激化した。さらに1865年になるとアメリカで南北戦争が終結し、アメリカが本格的にメキシコ問題に介入するようになった。アメリカは安全保障上メキシコがヨーロッパ列強に支配されるのを避けたがっていたため、フアレス軍に武器を提供して支援した。
アメリカと事を構えるのは危険と判断したナポレオン3世はマクシミリアンを見捨ててメキシコから撤兵することを決意した。フランス軍撤退後の1867年2月、マクシミリアンはフアレス軍に捕らえられて銃殺された。これによりオーストリア帝室はフランスに強い反感を持つようになり、1867年のパリ万博の際、フランツ・ヨーゼフ1世は皇后エリーザベトを伴わずに訪仏し、「妻はマクシミリアンを売り渡したフランス人のところへ行きたがりません」と嫌味を述べている。
メキシコ出兵の失敗で第二帝政の権威は地に落ちた。

##### 普墺戦争をめぐって

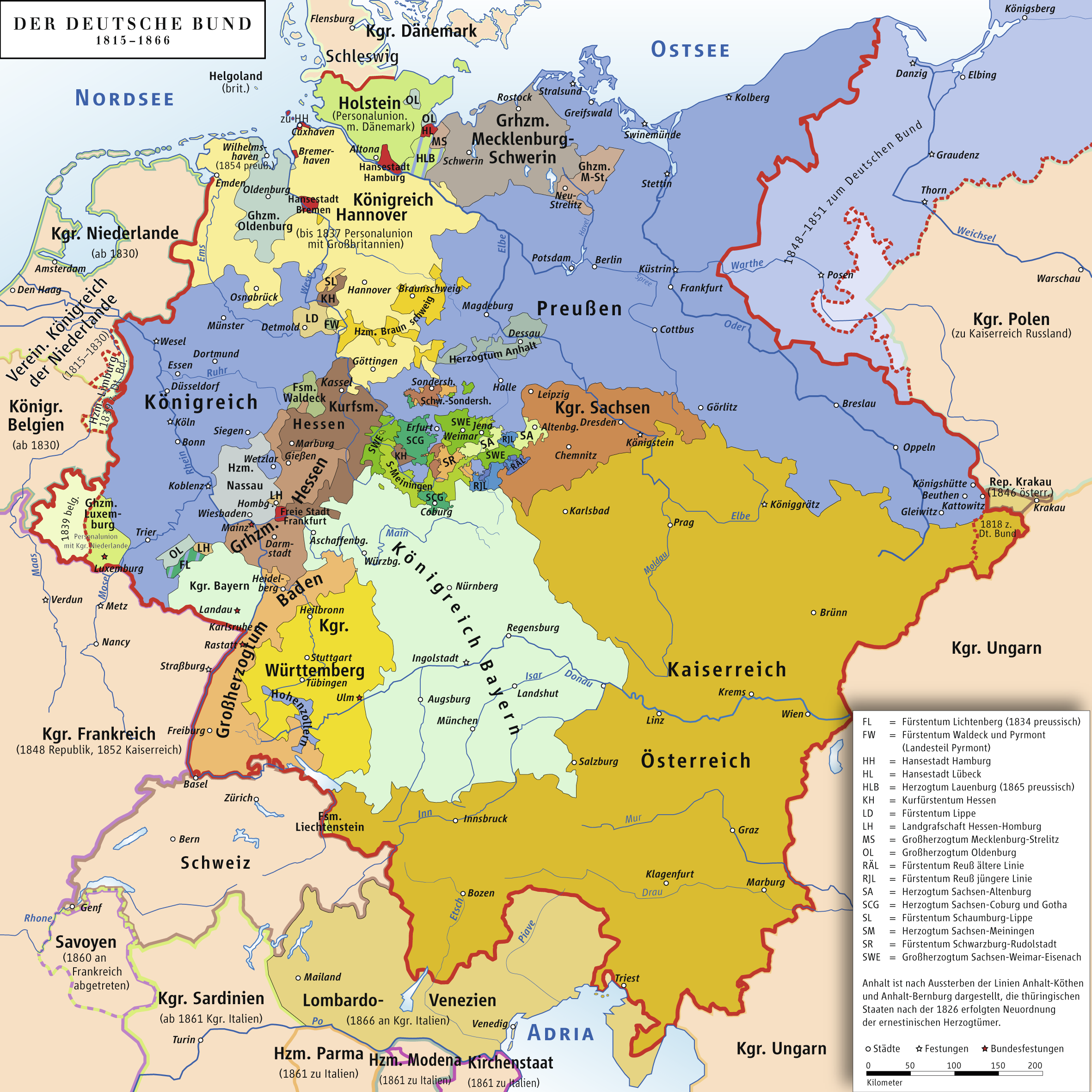
ウィーン体制の構築(1815年)から普墺戦争前(1866年)までのドイツ連邦の状況

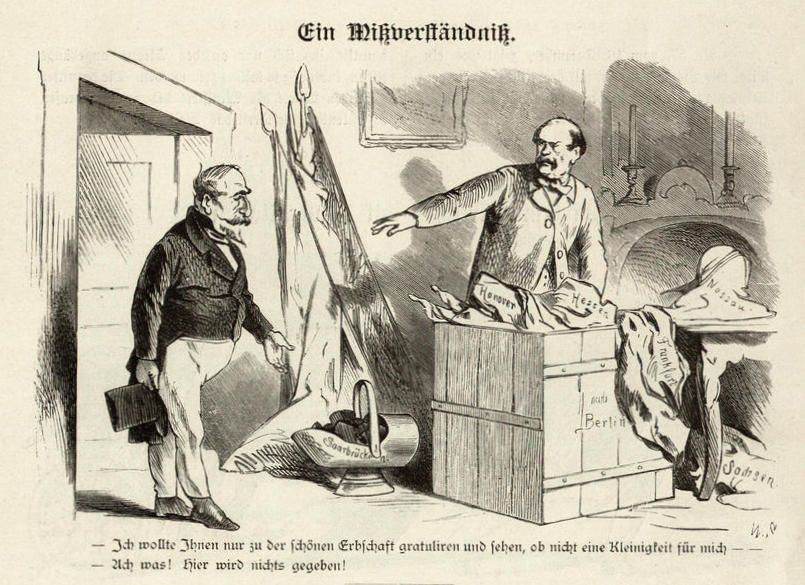
中立の代償をもらいに来たナポレオン3世を追い返すビスマルクの風刺画（1866年の『クラッデラダーチュ』誌）

ドイツ連邦内で覇権争いをするプロイセンとオーストリアは、1864年の第二次シュレースヴィヒ＝ホルシュタイン戦争以降、デンマークから奪取したシュレースヴィヒ公国・ホルシュタイン公国の処理をめぐって対立を深めた。
熱心なカトリックで教皇党の領袖である皇后ウジェニーと外相エドゥアール・ドルアン・ド・リュイスは同じカトリック教国のオーストリアを強く支持したが、ナポレオン3世はこの頃プロイセン寄りの立場を取っていた。1863年11月にシュレースヴィヒ＝ホルシュタイン問題でヨーロッパ情勢が一触即発になった時、ナポレオン3世は欧州大会議を提案したのだが、英墺がこれに反対して彼の面目を潰したのに対し、プロイセン宰相オットー・フォン・ビスマルクは会議開催に反対しなかったので、以降プロイセンに好意を寄せていた。プロイセンを支援することで普墺対立を激化させてフランスが漁夫の利を得ることを考えるようになったのである
普墺戦争を決意していたビスマルクは、フランスの中立を確保したがっており、1865年8月には駐ベルリン・フランス公使代理エドゥアール・ルフェーヴル・ド・ベエーンに対して「プロイセンが北ドイツの覇権を握れたらフランスがベルギーやルクセンブルクなどのフランス語圏に領土を拡大することを支持する用意がある」と表明した。さら1865年10月にはナポレオン3世が滞在中の保養地ビアリッツにビスマルクがやってきて二人の会談が行われた。ここでライン川左岸のドイツ諸侯領をフランスに割譲するという「密約」が交わされたともいわれる。ただしこの「密約」は文書としては存在しておらず、実否は不明である。あったとしても口約だと思われる。内容も定かではないのだが、ライン川左岸の割譲と推測されているのはフランス国内のライン川左岸への領土欲が1863年頃から本格的に高まっており、ナポレオン3世がプロイセンから一番引き出したがっているのは、それと考えられるからである。
オーストリアとは普墺開戦直前の1866年6月12日に文書で密約を結んだ。フランスが中立を守る条件としてオーストリアはヴェネト州をフランスへ割譲し、フランスがそれをイタリアへ割譲することになった。これによりフランスはヴェネト州をイタリアに割譲する際に教皇領保全を条件に付けることが可能となり、イタリア統一への干渉力を確保した。一方プロイセンからは文書での密約をとろうとしなかった。ナポレオン3世は両国の戦争は長引いてプロイセンが負けるか苦境に陥ると見ており、プロイセンからはその時にオーストリア以上の見返りを頂戴できると考えていた。
オーストリアから普仏国境地域にフランス軍を配置してプロイセンを牽制してほしいと要請されたが、ナポレオン3世は拒否した。ビスマルクはナポレオン3世に参戦の意思はないと判断し、1866年6月に普墺戦争を開始した。ウジェニーはオーストリア側で参戦したがっていたが、ナポレオン3世は開戦にあたって「私は注意深い観察者として以上にこの戦争に関わるつもりはない。自国のためには何も要求しないが、ヨーロッパの力の均衡とイタリアにおいて私が創造した物は断固として守る」と中立を宣言した。
普墺戦争はケーニヒグレーツの戦いでのプロイセンの勝利により、ナポレオン3世の予想に反してわずか3週間足らずで大勢が決した。勝ち誇るプロイセンを危険視したリュイス外相は普仏国境に兵力を配置し、フランスなしでは何の交渉もできないことをビスマルクに思い知らせるべきであるとナポレオン3世に進言したが、反オーストリア派の従弟ナポレオン公や国務大臣ウジェーヌ・ルエールが武力による威嚇は止めるべきと提言したため、最終的に中止された。ナポレオン3世は両国の仲裁をするだけで多くの物を得ることができると思い込んでいたし、武力による威嚇を仕掛けてドイツ・ナショナリズムを台頭させる危険だけは避けたかった。この頃ビスマルクは「フランスが干渉してくるならドイツ民族精神が完全に燃え上がってバイエルンとバーデンはこちら側に移るだろう。」と語っていたが、当時のドイツ自由主義者たちの世論を見てもこれはかなり現実味のある話だった。
ケーニヒグレーツの戦いから2日後の7月5日、オーストリアの打診を受けてナポレオン3世が仲裁に乗り出した。オーストリアがナポレオン3世を介してプロイセンに提示した条件は自国の独立保全とオーストリアの最も忠実な同盟国ザクセン王国の領土保全だけであった。ビスマルクは早々にこれを飲んでオーストリアとの間にニコルスブルク仮条約を締結して普墺戦争を終戦させ、フランスにそれ以上付け入る隙を与えなかった。
交渉の中でナポレオン3世はライン川左岸の割譲とドイツ統一は北ドイツに限定することの保証をビスマルクに求めていたが、ビスマルクは南ドイツ諸国をプロイセンを中心とする新ドイツ連邦に組み込まないことを約束しつつ、ライン川左岸割譲の件は拒否した。ナポレオン3世はドイツ・ナショナリズムの台頭を恐れてライン川割譲要求については「勘違いだった」として取り下げている。
ナポレオン3世が全体的に弱気・消極的であったのは、持病を悪化させていたためだった。皇后ウジェニーはこの頃のナポレオン3世の状態をパリ駐在オーストリア大使リヒャルト・フォン・メッテルニヒに「陛下は歩行も睡眠も食事もできなくなっています」と語っている。

普墺戦争のプロイセンの勝利によりドイツ連邦は解体され、オーストリアはドイツから追放された。代わってプロイセン王ヴィルヘルム1世を盟主とする北ドイツ連邦が樹立されたが、南ドイツのバイエルン王国、ヴュルテンベルク王国、バーデン大公国、およびヘッセン大公国（オーバーヘッセンのみ参加）の4か国はこれに参加しなかった。

##### ルクセンブルク問題
外交的成功を求めていたナポレオン3世はルクセンブルク獲得を狙うようになった。当時のルクセンブルクはオランダと同君連合下にあったが、旧ドイツ連邦加盟国という沿革によりプロイセン軍が駐屯していた。ナポレオン3世はこのルクセンブルク駐留プロイセン軍の撤退を要求するとともにオランダ王ウィレム3世からルクセンブルクを購入しようとしていた。
オランダ王ウィレム3世は売却に乗り気だったが、ドイツ人の多くはルクセンブルクをドイツの一員と看做しており、この売買計画はドイツ・ナショナリズムの強い反発を買った。ビスマルクは普墺戦争の講和交渉中に普仏間で作成した秘密協定の草案でフランスのルクセンブルク併合を認めていたが、ドイツ・ナショナリズムに配慮する必要があり、この問題に曖昧な態度をとった。そして1867年4月には北ドイツ連邦帝国議会で国民自由党のルドルフ・フォン・ベニヒゼンにフランス批判、ルクセンブルク放棄反対演説を行わせてドイツ・ナショナリズムを煽った。
これに慌てたウィレム3世は、売却を中止するとナポレオン3世に通達した。ナポレオン3世はビスマルクに騙されたと感じて激怒し、一度はプロイセンとの開戦さえ決意したが、フランス軍はメキシコ出兵の失敗で疲労していたため、最終的には断念した。一方ビスマルクも北ドイツ連邦憲法制定前の現状においてフランスと戦争をする意思はなかった。
結局ルクセンブルク問題はイギリスが介入し、1867年5月のロンドン条約の結果ルクセンブルクは永世中立国とされてプロイセン軍は同地から撤退することとなった。しかしこの問題により普仏関係は決定的に悪化した。

##### スペイン王位継承問題

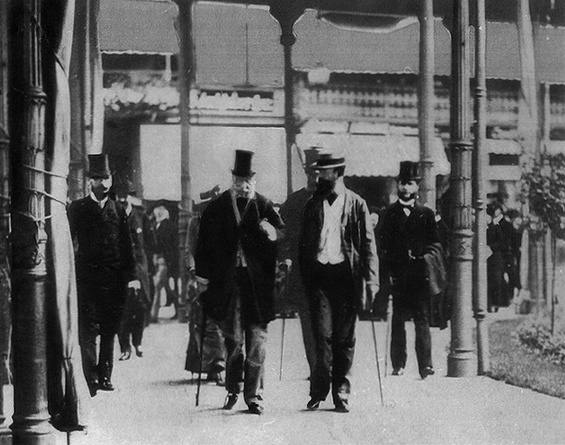
1870年7月13日、バート・エムスの散歩道。ヴィルヘルム1世（左）と駐独フランス大使ヴァンサン・ベネデッティ（右）。普仏戦争の原因となるエムス電報事件のきっかけとなった会談の様子

1868年9月、スペイン首都マドリードでフアン・プリム将軍のクーデタが発生し、スペイン女王イザベル2世が王位を追われた。プリム将軍は立憲君主制を宣言し、新国王の選定を開始した。前フランス王ルイ・フィリップの息子モンパンシエ公やプロイセン王室ホーエンツォレルン家の分家であるジグマリンゲン家のレオポルトらが候補者として浮上した。
モンパンシエ公は旧フランス王族であり、一方レオポルトもステファニー・ド・ボアルネ（ナポレオン皇后ジョセフィーヌの姪）の孫にあたるため、ナポレオン3世にとっては親戚にあたる。しかしプロイセン王族のスペイン王即位はフランス世論の反発が強かったため、ナポレオン3世は駐ベルリン大使と駐マドリード大使に対して「モンパンシエ公の王位継承は反（ボナパルト）王朝的であるが、それは私だけに関わることなので私は切り抜けることができる。だが、ホーエンツォレルン家の王子が王位継承することは反仏的であり、フランスとしてはこれを認めるわけにはいかない。」と語った。
ナポレオン3世は駐ベルリン大使ヴァンサン・ベネデッティにフランスが紛争を起こそうとしている印象を与えないように注意しつつ、ビスマルクからレオポルトをスペイン王に立候補させない旨の言質を取るよう指示した。だがビスマルクは曖昧な返答しかしなかったので、ベネデッティはこれ以上問い詰めれば紛争になる恐れがあると考え、パリの指示を仰いだ。その間スペインの様子を見守っていたナポレオン3世はホーエンツォレルンの王子はスペインではほとんど支持されていないと判断し、それ以上ビスマルクを追求しなくて良いと返答した。
この件はその後しばらくたち消えたが、やがて他のスペイン王候補者が駄目になり、1870年2月にスペイン枢密顧問官エウセビオ・デ・サラザール(Eusebio de Salazar)がプロイセンを訪問し、レオポルトのスペイン王立候補を要請するプリムの書簡を秘密裏に届けたことでいよいよ本格化した。プロイセン・スペイン両国はフランスに既成事実だけ突き付けようと秘密裏に計画を進めていたが、1870年7月2日にはパリの新聞に漏れ、「ビスマルクの反仏策動」として報道されるに至った。
反プロイセン世論が激昂し、宮廷内でも皇后ウジェニー、外務大臣アジェノール・ド・グラモン公爵らが好戦的姿勢を示した。こうした権威主義的ボナパルティストたちは戦争という動乱が起これば権威主義の帝政を取り戻すチャンスが生まれると考えていたため、戦争を恐れなかった。ウジェニーが強硬だったのも、息子ルイ皇太子への皇位継承は強力な政治体制のもとでしか為し得ないと考えていたためだった。
一方、ナポレオン3世は戦争を望んでいなかった。彼は不十分な再編成を受けたばかりの今のフランス軍ではプロイセン軍に太刀打ちできないと思っていたし、また病が悪化していたため積極的な行動には出たがらなかった。ウジェニーによれば彼は1874年を目途に皇太子ルイに譲位することを考えていたという。だが同時に病のために皇后・側近・世論に抗う気力もなく、結局彼らに引きずられて戦争への道を突き進むこととなった。
7月6日にはグラモン公爵が立法院の演説で「いかなる手段を用いても阻止する」と宣言した。フランスの強硬姿勢を危惧したヴィルヘルム1世はレオポルトに立候補を辞退させて危機を回避しようとしたが、フランス国内の右派政治家やジャーナリストたちはそれだけでは気が収まらなかった。ナポレオン3世もウジェニー皇后の影響で強硬路線をとり、レオポルトのスペイン王立候補を将来にわたっても承諾しない旨の言質をヴィルヘルム1世から得る必要があると考えるようになった。
ナポレオン3世はオリヴィエ首相に相談することなく、ベネデッティにその旨の指示を出した。ベネデッティはバート・エムスでヴィルヘルム1世の引見を受けたが、ヴィルヘルム1世はレオポルトは立候補を断念したのだからこの問題は片付いたはずだと述べ、ベネデッティの要求を拒否し、現時点の情報で話すことはないとして再度の謁見も断った。その経緯を電報で知らされたビスマルクは「フランス大使が傲慢な要求を行い、それに対して陛下はこれ以上話すことはないとして謁見を拒否した」という意図的な省略で内容をねつ造した電報を各紙に送った。またフランスにいかなる平和的な逃げ道も与えないため、諸外国政府にもその電報を送りつけ、とことんフランスの体面を傷つけた（エムス電報事件）。
この電報により南北問わず全ドイツでドイツ・ナショナリズムと反仏感情が爆発し、普段反プロイセン的な南ドイツ諸国もプロイセンを支持する世論で埋め尽くされた。一方フランスでも反プロイセン感情が爆発した。もとより自由帝政の移行と外交的失態でグラついていた第二帝政には、もはや宣戦布告以外に政治的に延命できる可能性はなかった。避けがたい戦争を前にしてナポレオン3世は閣議で涙を流したという。
ナポレオン3世は1870年7月14日の閣議でフランス軍の動員を決定し、ついで7月19日にはプロイセンに対して宣戦布告した。一方で7月23日には「我々に開戦を命じたのは国民全体である」と宣言して予防線も張っておいた。

##### 普仏戦争と破滅

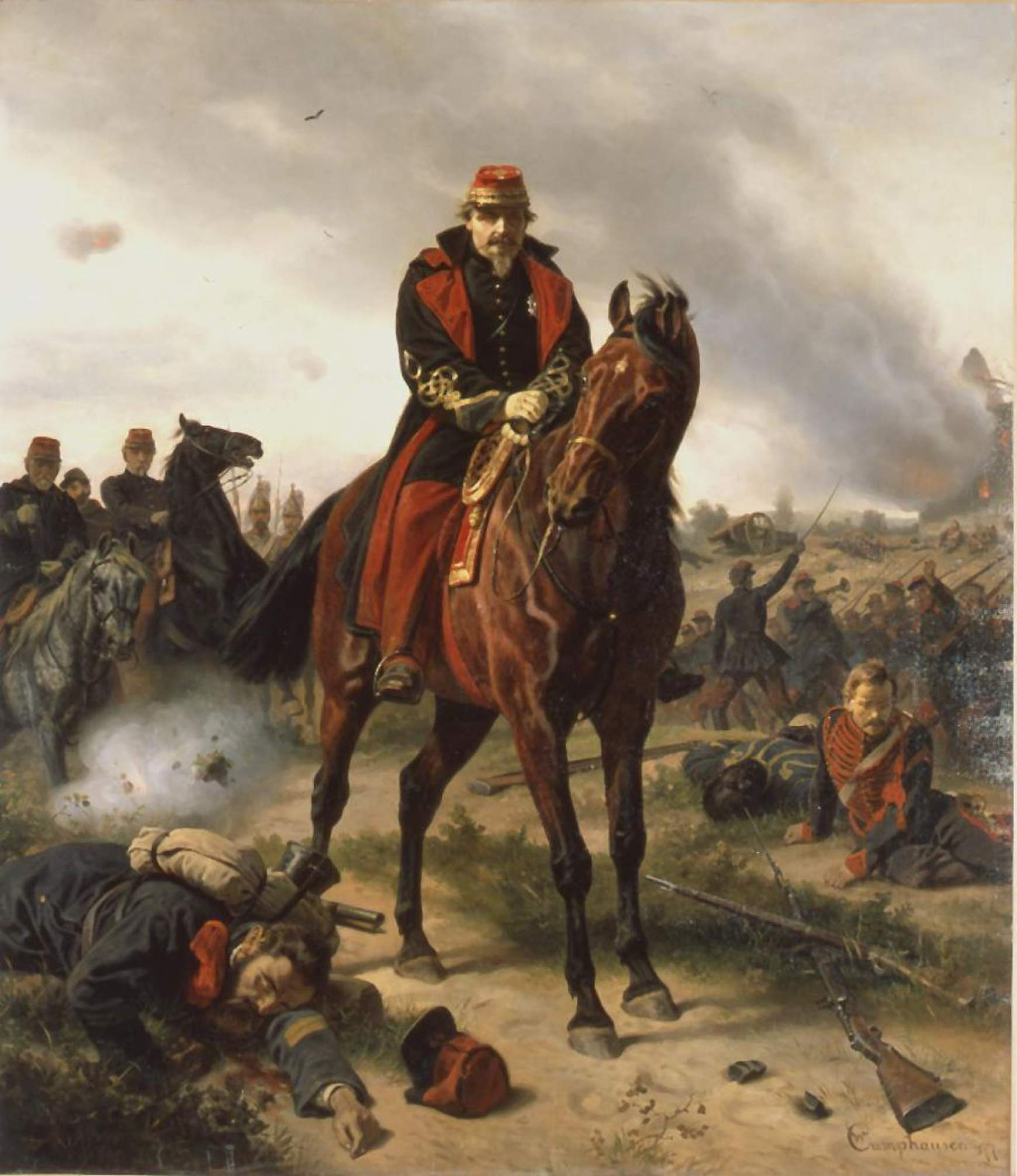
セダンの戦いの際のナポレオン3世を描いた絵画(ヴィルヘルム・カンプハウゼン画)

フランス軍はほとんど戦争準備をしていなかった。急遽ローマ派遣軍を呼び戻し、アルジェリア兵も動員して強化したが、それでも総兵力は35万人程度だった。一方プロイセン軍を中心とするドイツ連合軍は50万の兵力を擁していた。フランス軍のシャスポー銃はプロイセン軍のドライゼ銃より射程が長かったが、フランス軍は弾薬が圧倒的に不足していた。大砲もフランス軍の先込式のブロンズ砲よりプロイセン軍の元込式のクルップ砲の方が強力だった。
ナポレオン3世の病状は深刻化していたが、皇后ウジェニーの薦めで軍の士気をあげるため前線に出陣することにした。ウジェニーを摂政に任じて、内政を彼女に任せつつ、7月28日にルイ皇太子とともにメスへ出陣した。
8月2日にフランス軍はプロイセン領ザールブリュッケンで初めてプロイセン軍と戦闘を交え、プロイセン軍を追って同市を占領することに成功した。しかし8月4日にヴィッセンベルク、ついで6日にロレーヌ地方フォルバックとアルザス地方ヴールトでプロイセン軍に敗北を喫した。
この大敗に衝撃を受けたナポレオン3世はアルザス地方とロレーヌ地方を放棄してシャロン＝アン＝シャンパーニュまで後退し、そこで予備軍と合流した。一方、アルザス＝ロレーヌ地方が占領されたとの知らせを受けたパリでは第二帝政への不満が高まり、8月9日にはオリヴィエ内閣が退陣し、パリカオ伯爵クーザン・モントバン将軍が後任の首相に就任した。パリカオ伯爵は戒厳令でもってパリ市民の不満を抑え込もうとした。
プロイセン軍にモーゼル川を突破された後、ナポレオン3世はパリに退却することを決意した。そのことをパリにいる皇后に伝えたところ、彼女は「敗戦のままパリへ戻れば帝政は崩壊する」として強硬に反対した。憔悴していたナポレオン3世に彼女と言い争う気力はなく、パリ撤退は中止となり、メスのフランス軍主力と合流することになった。しかしプロイセン軍に進路を阻まれ、セダン要塞に籠城することになり、同要塞は9月1日からプロイセン軍の激しい砲撃に晒された。
パリのウジェニー皇后はナポレオン3世が先頭に立って突撃を行うことを希望した。そうすればナポレオン3世は死ぬだろうが帝政の名誉は守られるのでルイ皇太子が「ナポレオン4世」として安定して皇位を受け継ぐことができると考えたためだった。だがナポレオン3世は「私に兵士を殺す権利はない」としてこれを拒否し、セダン要塞に白旗を掲げさせ、プロイセン王ヴィルヘルム1世のもとへ使者を送って降伏する旨の手紙を届けさせた。

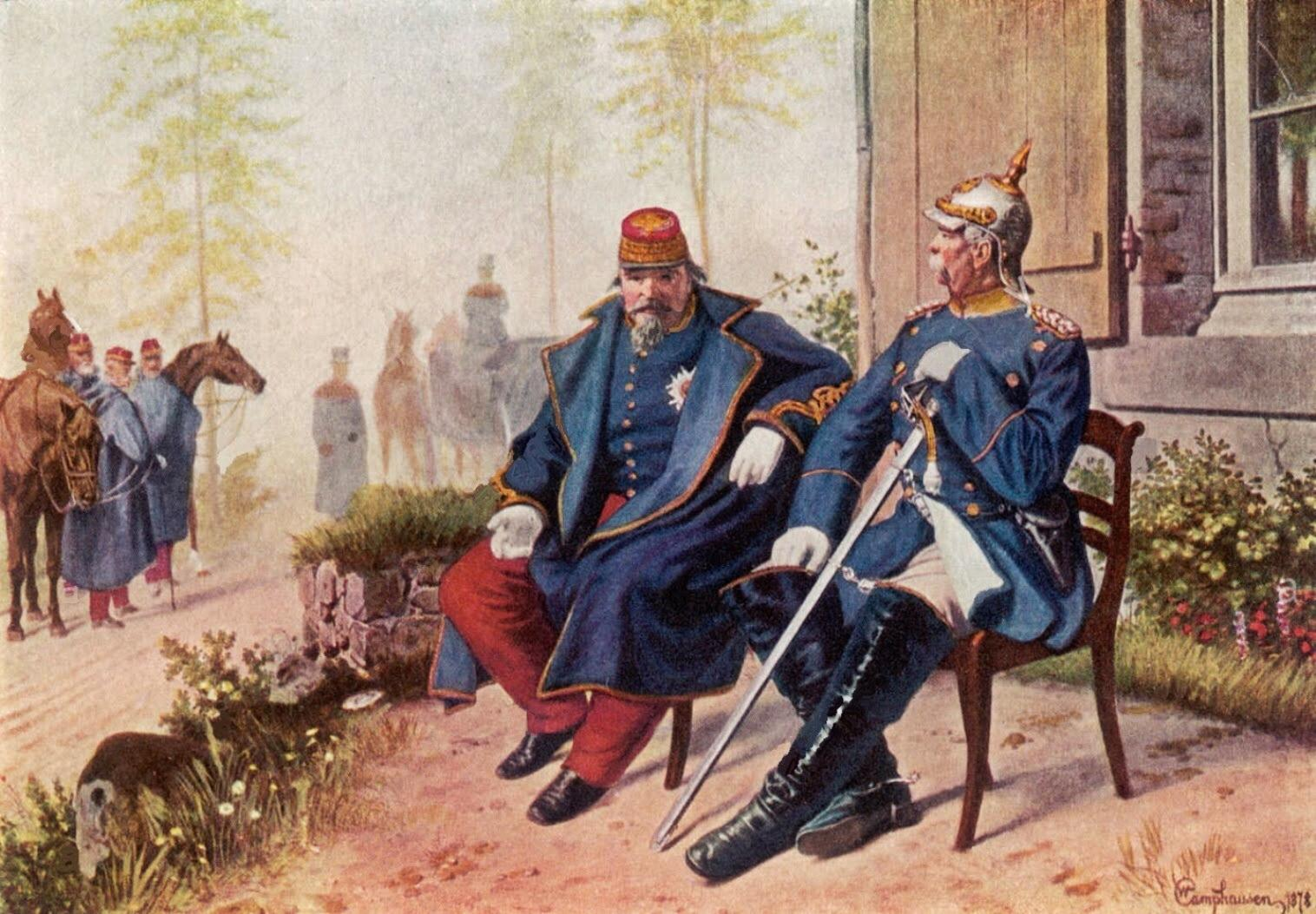
投降したナポレオン3世とビスマルクの会見を描いた絵（ヴィルヘルム・カンプハウゼン画）

9月2日早朝にナポレオン3世はビスマルクとの会見に及び、降伏条件について話し合おうとしたが、ビスマルクは「それはモルトケの管轄」として条件交渉に応じなかった。またナポレオン3世はヴィルヘルム1世との会見を申し入れたが、ビスマルクは降伏条約締結の後でなければ無理であるとして拒否した。結局ナポレオン3世は同日午前11時頃、プロイセン軍将軍が一方的に条件を通知した降伏文書に署名する事を余儀なくされた。
その後ベルヴュ城でヴィルヘルム1世と会見したが、ヴィルヘルム1世はナポレオン3世の憔悴した姿に同情し、彼をカッセル近くのヴィルヘルムスヘーエ城へ送り、比較的自由な生活を送ることを許した。

#### 第二帝政崩壊
一方パリでは9月3日に皇帝が捕虜になったとのニュースが届いた。ウジェニー皇后はわが耳を疑い、「ナポレオンは降伏などしないわ。死んだのよ。私に隠そうとしているのね」と叫んだという。
共和制への移行を求める運動がパリ中に広がり、9月4日にはレオン・ガンベタやジュール・ファーヴルらがパリ市民を扇動して市庁舎を占拠し、パリ軍事総督ルイ・ジュール・トロシュ将軍を首班とする共和政の臨時政府を樹立した。
ウジェニー皇后は摂政退任を拒否していたが、彼女のいるテュイルリー宮殿の庭園にも「スペイン女を倒せ」と叫ぶ民衆が乱入してきたため、ついに彼女もイギリス亡命を余儀なくされた。

### 廃位後

#### プロイセン軍の捕虜

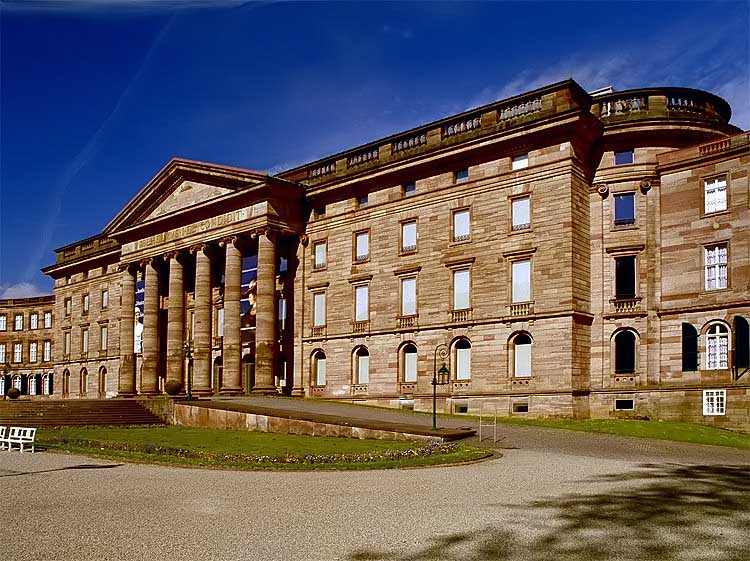
プロイセン軍の捕虜だった時期にナポレオン3世が過ごしたヴィルヘルムスヘーエ城

一方ナポレオン3世はヴィルヘルムスヘーエ城に幽閉されていたが、世話係の侍従たちをそのまま連れて行くことを許され、快適な生活を送り、体調も回復していた。この時点のナポレオン3世は戦争が終わればフランス国民は再び自分を皇帝として迎え入れてくれるだろうと楽観視していた。それよりも心配だったのは、ウジェニー皇后とルイ皇太子の安否が知れないことだったが、やがて二人が無事イギリスに亡命したと知って安堵した。10月にはウジェニーがヴィルヘルムスヘーエを訪問し、二人は再会を喜び合った。
第二帝政が終焉してもフランス政府はビスマルクが提示した休戦協定の条件（アルザス・ロレーヌ地方の割譲、賠償金50億フラン）を認めようとしなかったため、戦争は継続されていた。ビスマルクは戦争を終わらせる方法として捕虜にしたナポレオン3世とフランス軍を釈放してパリに戻して政権を取り戻させて、彼らと休戦協定を締結することも検討したが、結局実現しなかった。そもそもナポレオン3世自身もフランス領土割譲を条件とした休戦協定の締結に応じる意思はなかった。
プロイセン軍の包囲が続く中、パリ市民の生活は困窮した。ビスマルクの承諾を得て行われた1871年2月のフランス総選挙に平和を主張していた王党派が圧勝したことで、オルレアン派のアドルフ・ティエールがフランス政府首班となった。ティエール政府は同月26日にプロイセン側の要求を全て受け入れた休戦協定に署名し、戦争を終わらせる道を選んだ。これを知ったナポレオン3世はウジェニーへの手紙の中で「このような平和は一時的なものであり、やがてヨーロッパに大きな不幸をもたらすだろう」と語った。一方ティエール政府は3月1日にこのような屈辱的な休戦協定を締結する羽目になったのはすべて第二帝政のせいであるとし、ナポレオン3世の廃位を正式に宣言した。これに対してナポレオン3世は3月6日にフランス国民に向けて声明を出し、国民投票によって政治体制を決めるべきであると訴えた。
ともかく戦争は終結し、ナポレオン3世も3月19日にはプロイセン軍から釈放された。妻や息子と合流するため、イギリスへ亡命した。

#### イギリスでの晩年

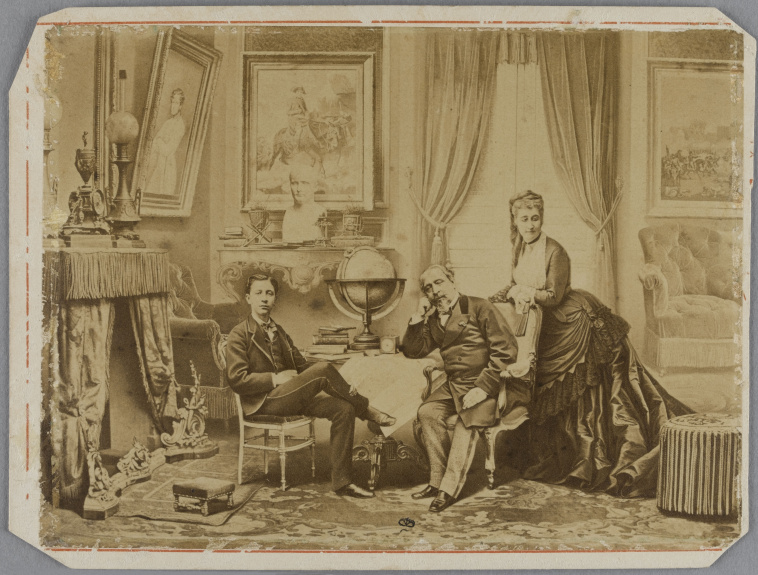
1872年のナポレオン3世一家

イギリス亡命後のナポレオン3世はウジェニー元皇后、ルイ元皇太子、使用人数十名とともにロンドン郊外チズルハーストにある邸宅で暮らすようになった。この邸宅はミス・ハワードとその友人たちが用意してくれたものだった。イギリスに亡命してきた第二帝政の皇族や貴族たちも続々とこの町に集まってきたため、この近辺はちょっとした宮廷になった。ウジェニーと親しかったヴィクトリア女王もナポレオン3世を気にかけていたので、しばしば彼の邸宅を訪問した。
ウジェニーは亡命直前に巨額の皇室財産をスペインに移しておいたため、一家が金銭面で困窮することはなかった。ナポレオン3世は15歳になった息子ルイの教育に力を入れ、ルイをウーリッジにある王立陸軍士官学校に入学させた。
ナポレオン3世は復位を諦めておらず、1872年末頃には従弟ナポレオン公らとともにクーデタの計画を立てている。

#### 死去

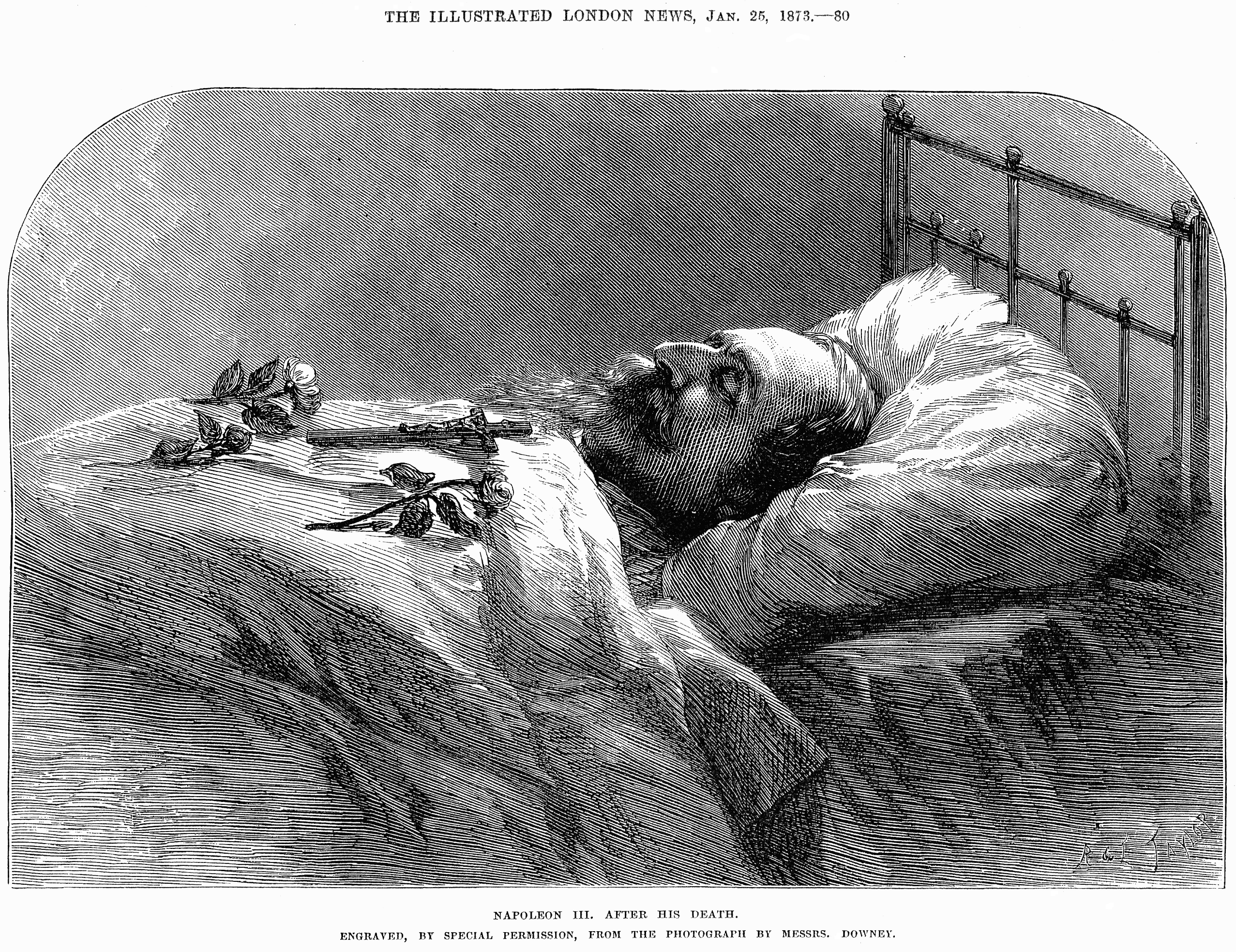
『イラストレイテド・ロンドン・ニュース』に掲載されたナポレオン3世臨終のイラスト

しかしクーデタ計画を実行に移す前に膀胱に大きな結石が出来ていることが判明し、1873年1月2日と1月7日に手術を受け、結石を摘出した。しかしナポレオン3世の容態は悪化を続け、3度目の手術を前にした1月9日には危篤状態に陥った。
一時的に意識を取り戻した際、ナポレオン3世は侍医に「私たちはセダンで卑怯者ではなかっただろう？」と尋ねたという。これが彼の最後の言葉となった。
同日午前11時頃に死去した。64歳だった。ウジェニーは、王立陸軍士官学校から急遽かけつけてきたルイ元皇太子に抱きついて「もうお前しかいない」と叫んだという。
1月15日にチズルハーストのカトリック教会でナポレオン3世の葬儀が行われ、フランスから多くの来賓が訪れた。出席者の中には「皇帝陛下万歳」を叫ぶ者もいたが、第三共和政政府の反発を恐れてか、ルイ元皇太子は出席者たちに「フランス万歳」と叫ぶよう要請した。
1878年に南アフリカでイギリス軍とズールー族の戦争が勃発すると、ルイ元皇太子はイギリス軍に従軍したが、23歳にして戦死した。彼には子がなかったためナポレオン3世の直系は絶えた。これによりフランス皇位請求者の地位はナポレオン3世の従弟ナポレオン公の子孫に移っている。
一人残されたウジェニーの悲しみは深かった。チズルハーストの教会は手狭であったので、1887年にウジェニーはヴィクトリア女王の協力も得てファーンバラに聖マイケル修道院を創設し、ここに夫と息子の墓を移した。1920年にウジェニーが死去すると彼女もそこに葬られている。
- ナポレオン3世のデスマスク
- ナポレオン3世の遺児ルイの最期を描いた絵画
- ナポレオン3世が眠る聖マイケル修道院

## 人物

### 容姿

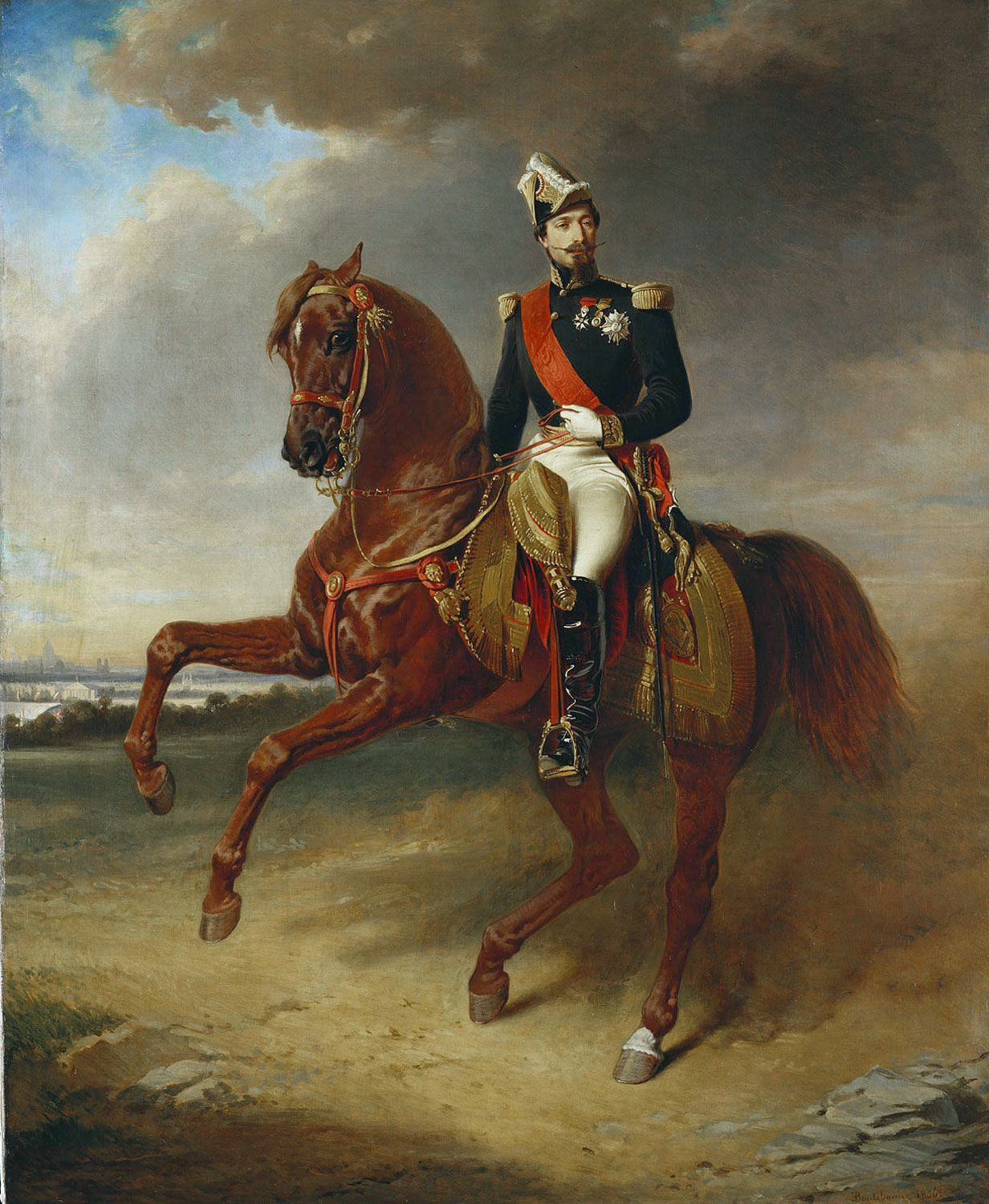
馬上のナポレオン3世を描いたシャルル＝エドゥアール・ブーティボンヌの絵画

背が低く、肩幅が狭く、胴長、まぶたの深い垂れ下がり、X脚、身体を左に傾ける癖など、容姿にはあまり恵まれていなかった。ただ、胴長短脚で身長のわりに座高が高かったゆえに馬上の姿は立派であったといい、彼が強い影響を受けていたサン＝シモンにちなんで「馬上のサン＝シモン」と呼ばれたという。

### 漁色家
ナポレオン3世は根っからの漁色家だった。初体験は13歳の時で、女中を部屋の中に無理やり引きずり込んで犯したという。1830年のフィレンツェ滞在中には、バラリーニ伯爵夫人に惚れてその家に忍び込んだが、主人に見つかり家から叩き出されたという。
ウジェニーを皇后に迎えた後も、病気で身体が衰えた後も、漁色家の本性は抜けなかった。社交界の貴婦人から庶民の娘まで、高級娼婦から貧乏娼婦まで、女優から踊り子まであらゆる女性に手を伸ばした。首相エミール・オリヴィエはナポレオン3世について「肉欲に苦しめられた男」と評した。
ナポレオン3世と寝ることになった女性は、侍従から「陛下のいかなる箇所にキスしても良い。だが顔だけはだめだ。」という指示を受けたという。
1853年には従妹のマチルドに「3人の女性に追い回されて困っている」という話を打ち明け、マチルドが「皇后はそれについてどう思っているのか」と聞くと、ナポレオン3世は「私だって最初の半年は忠実な夫だったさ。だがね、今は色々と気晴らしが必要なんだよ。いつも同じ調子では退屈でやりきれないだろう」と答えたという。ウジェニーは姉への手紙の中で「私の心は屈辱にあふれています。彼のような地位にある人間が低級娼婦 彼女たちのある者は小間使いにすら値しません― で満足できるといった考えはどうしても是認できません！でも彼に止めさせることはできますまい！彼にとっては何だって構わないのですからね。あの尻軽女どもへの彼のぞっとするような、飽くことを知らない好みを前には私の激昂も効き目がありません」と愚痴を述べている。
ナポレオン3世はこのことでウジェニーに後ろめたい思いがあり、彼女の機嫌を取るために政治を含む他の様々な問題で譲歩することが多かった。ウジェニーの政治面での影響力が大きかったのは2人のこうした関係のためでもあった。

### 無口
伯父ナポレオンと違って、無口・無表情であった。そのため「スフィンクス」とあだ名されていた。長い沈黙の後にようやく口を開いても、話下手なので慣れていないと意味を理解しにくかったという。気の利いたことを言うのも苦手だった。
閣議でもほとんど発言せず、政敵には「偉大なる無能」と呼ばれていた。政治的決断を下すのも慎重だったが、目標を達成することには異常に執着し、彼の「延期」は決して中止を意味しなかった。

### 正統性の欠落
ナポレオン3世の悩みの一つは、伯父と同じく君主としての正統性がないために、他のヨーロッパ君主との間に溝があることだった。彼は革命家を自認し、ヨーロッパ各地のナショナリズム運動を擁護するなどウィーン体制の破壊を目指したが、同時にウィーン体制的なヨーロッパ君主間の連帯の中に入りたがるという矛盾した願望を持っていた。
当時、ヨーロッパ君主たちは互いを「兄弟」と呼び合っており、ナポレオン3世もそう呼ばれたがっていたが、ロシア皇帝は頑なにこれを拒否し続け、正統性のない彼に対しては「兄弟」より格下の表現「友」以上は使わなかった。一方、プロイセン国王とオーストリア皇帝は彼を「兄弟」と呼んだが、それでもなお正統性のない彼と正統性を有する他のヨーロッパ君主たちの間には深い溝があったようである。これについて、パリ駐在オーストリア大使ヒュブナー男爵は「長い歴史を持つ宮廷に鼻であしらわれたと思うに違いない。これがまさにナポレオン皇帝の心を蝕む虫であった」と述べている。

### その他
フリーメイソンの『アカシア』誌によれば、青年時代のスイス亡命中にフリーメイソンに加入している。一方、カトリック強硬派イエズス会とも接触があった。皇帝即位後も伯父と同様に、メイソンとイエズス会の間を行ったり来たりする無節操な政策が多かったという。

## 評価

### マルクスとユーゴーの批判

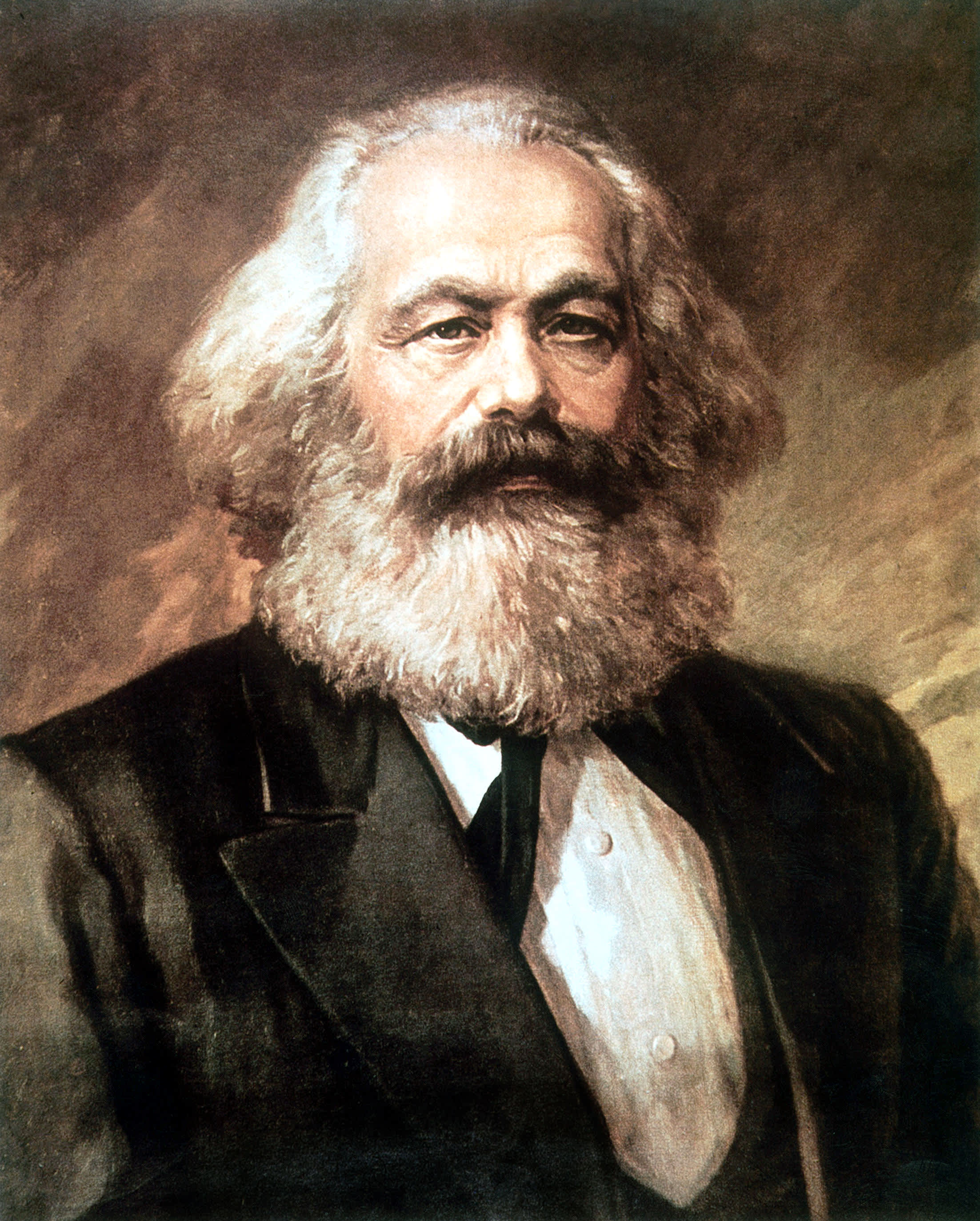
ナポレオン3世の体制をルンペンプロレタリアート体制と分析したカール・マルクス

ナポレオン3世には著名な批判者が2人いる。カール・マルクスとヴィクトル・ユーゴーである。
カール・マルクスはナポレオン3世の支持者をルンペン・プロレタリアートと看做していた。またナポレオン3世自体も「冒険家（Abenteurer）」呼ばわりし、ルンペン・プロレタリアートと看做していたようである。マルクスは彼の階級闘争理論に当てはめることができない不都合な存在としてルンペン・プロレタリアートを忌み嫌っていた。しかしマルクスのルンペン・プロレタリアートの定義は一定していない（マルクスの定義については当該項目を参照）。
マルクスは『ルイ・ボナパルトのブリュメール18日』においてブルジョワの分裂（議会内の党派争い、「代表する者」と「代表される者」の乖離）がナポレオン3世の進出を招き、最終的にフランスは議会政治という一階級（ブルジョワ）の支配からのがれるために全ての階級が等しく無力となり、何の階級も代表していない一個人（「ルンペン・プロレタリアートの首領」ナポレオン3世）の専制下におかれてしまったと考察した。
この「ナポレオン3世の体制＝ルンペン・プロレタリアート体制」というマルクスの考察はクーデター前後についてだけでなく、第二帝政期全期を通じてそうだと考えていたようである。第二帝政が崩壊した後の1871年に書かれた『フランスにおける内乱』でも第二帝政をプロレタリアート政府パリ・コミューンの対極に位置する存在と定義し、「第二帝政は超国境的な金融詐欺師の祭典であり、様々な国の放蕩者が第二帝政の無礼講とフランス人民への略奪に加わろうと、その呼びかけに応じて殺到した」、「帝政は公共の財産を浪費することにより、また金融詐欺を助けることにより、資本集中の人為的促進を助けて大多数の中産階級を収奪し、彼らを経済的に破滅させた。帝政は彼らを政治的に抑圧し、また宴会騒ぎで彼らを道徳的に怒らせた。彼らの子供を無知な教団に引き渡して、彼らのヴォルテール主義を侮辱した。そして彼らを戦争へ導くことでフランス人としての民族感情を激昂させた」と総括している。

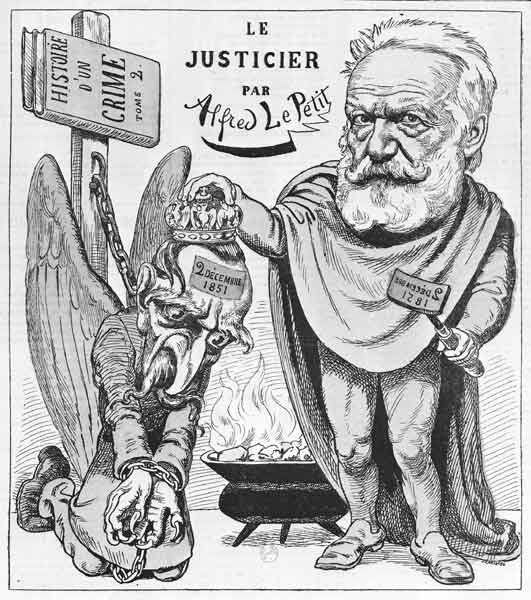
ヴィクトル・ユーゴーによって「犯罪者」と断罪されるナポレオン3世の風刺画（アルフレッド・ル・プティ画）

ヴィクトル・ユーゴーも亡命先から『小ナポレオン』や『懲罰詩集』などの著作によってナポレオン3世批判を行った。ユーゴーは国民議会の議員であったため、ナポレオン3世の「犯罪」を告発することが自分の使命であるという強い自負心を持っていた。彼は古代共和政ローマとフランス革命の立場に立ってナポレオン3世を批判した。
ユーゴーは『懲罰詩集』において「わたしは辛い亡命を受け入れる。たとえ果てしなく続いても。…(略)…もう千人しか残らなくなっても、私は踏みとどまる。100人しか残らなくなってもスッラに立ち向かう。10人しか残らなくなったら、私は10番目の者となる。一人しか残らなくなったら、それは私だ」と書いた。実際彼はナポレオン3世の恩赦の誘いには決して乗らず、「自由がフランスに戻った時、私も戻るだろう」と返答していた。そうした態度から彼は「民主主義の父」と呼ばれ、やがて同時代の人々から正邪を区別する裁判官のような存在として見られるようになっていった。
ユーゴーはその著作においてナポレオン3世を徹底的に「小物」扱いしてこき下ろした。それは分析というより罵倒に近いものだったが、国民には大きな影響を与え、第二帝政批判から出発したフランス第三共和政の基本的イデオロギーとなったといって過言ではない。現在のフランスの歴史教科書も基本的にそうした立場に立っており、たとえばリジェル社の教科書は「いずれにしてもナポレオン3世は、カヴールやビスマルクのような政治的天才に対抗できる器ではなかった」と結論している。
こうしたマルクスとユーゴーの批判が、第二帝政の始まりであるクーデタという暴力的行為、第二帝政の最後である普仏戦争での不手際と符合した結果、ナポレオン3世は極端に戯画化されたイメージを後世に残すことになった。
- ナポレオン3世のカリカチュア
- ナポレオン3世のカリカチュア
- ナポレオン3世のカリカチュア

### ビスマルクによる評価
1850年代にはナポレオン3世はウィーン体制を破壊し、クリミア戦争によって神聖同盟も破壊することでフランスの孤立状態から脱出させた恐るべき知恵者のように評価されるのが一般的だった。だが、ビスマルクはこの頃からナポレオン3世をたいして評価しておらず、「彼の感傷的性格が過小評価されている分だけ、彼の知性は過大評価されている」、「彼を良く知る人から聞いた話から判断すると、彼は誰一人として予想もしないことをやりたがるという病的衝動があるようだ。そして、それを皇后が日々養い育てている」といった評価をしていた。
さらに普仏戦争直前の1870年3月には「ナポレオンは国内では次第に確信を失い、内政でありとあらゆる失策を犯した。その結果国民の不満が高まり、彼らの不満の矛先を逸らすためにますます戦争をせざるを得なくなっていった」と評している。

### キッシンジャーの評価
アメリカ合衆国の政治家ヘンリー・キッシンジャーはナポレオン3世について次のように論じた。「ナポレオン3世は伯父のような誇大な野心は抱いていなかった。しかしこの謎めいた指導者はフランスは機会があれば領土拡張が許されていると感じており、そのためにその目前に統一されたヨーロッパが立ちはだかることを望まなかった。さらに彼は世界はナショナリズムと自由主義をフランスと同一視していると考え、したがってこれを抑圧しようというウィーン体制は彼自身の野望を束縛する物であると考えた」「自らをウィーン体制の破壊者であり、ヨーロッパ・ナショナリズムの鼓舞者であるとの幻想を抱いたナポレオン3世は、ヨーロッパの外交を混乱に陥れたが、フランスはそこから長期的に何も得ることができず、他の国を利しただけだった。ナポレオン3世はイタリア統一を可能にし、結果的にドイツ統一を促したが、この二つの事実はフランスを地政学的に弱めた」。
「彼はフランスを侮辱するものとしてウィーン体制に反対したが、遅きに失するまで彼が理解しなかったことは、ウィーン体制による世界秩序こそが、実はフランスにとって考えられる最良の安全保障であるということだった。なぜならドイツ連邦は外部からの圧倒的な脅威に対してのみ一丸となって行動するように構想されていたからだ。連邦構成国は攻撃の目的で同盟することを禁じられ、攻撃を意図する戦略の合意さえできなかった。」「ウィーン体制が無傷である限りは不可侵だったライン国境は、ナポレオン3世の政策が道を開いたドイツ連邦崩壊の後の一世紀の間、安全である保障がなくなった」「ドイツ連邦に取って代わったのはフランスを上回る人口を持ち、すぐにもフランスを抜きうる工業力を備えた統一ドイツだった。ウィーン体制に挑戦することによりナポレオン3世は防衛的性格の邪魔者を攻撃的性格に変え、フランスの安全に対する潜在的な脅威にしてしまったのである」。
「ナポレオンはその結果がどの方向に向きそうであるかを理解しないまま、革命を支持した。」「名声を常に追い求めていたナポレオン3世は自己が進むべき一貫した政策を持たなかった。その代わりにナポレオン3世は入り組んだ多くの目的に追い立てられ、その目的はまた時に相矛盾するものだった。そこで重大な危機に直面した時、様々な衝動がお互いを潰し合う作用をした。」「クリミア戦争においてロシアとオーストリアにくさびを打ち込み、神聖同盟を崩壊させたことは確かに成功だった。しかしナポレオン3世はこの成功をいかに生かすか知らなかった。1853年〜1871年にかけてのヨーロッパは新秩序への移行期であり、小さな混乱が絶えなかった。その時代を経て大陸最強国ドイツが出現することになる。」「そうした中でメッテルニヒ時代に保守勢力が共通して援用した原則である正統性はむなしい主張にすぎなくなってしまった。このような展開にはナポレオン3世が常に関与していた。フランスの実力を過信していたナポレオン3世は何か変動があるたびにこれをフランスの利益に結び付けることができると信じて、この変動を助長したのである」。
「革命的指導者であるナポレオン3世は政策を世論に連動させる潮流を代表していた。対して保守的な革命家だったビスマルクは政策を力関係の分析と同一と看做す傾向を反映していた。」「自己の目的及び自己の正統性に確信を持てなかったナポレオン3世は世論に頼った。」「今日の政治家とまったく同様に、ナポレオン3世は単に戦術的なことにすぎないものの虜となって、短気的な目標や早く成果のでる物に的を絞り、彼がきっかけを作った外交的な圧力を大きく見せることで国民に印象付けようとしたのである。政策遂行の課程においてナポレオン3世は外交政策を手品師の手さばきと混同していた。」「長期的に見れば自己の不安感を表に出したり、長期的な流れよりもその場その場の危機の兆候にしか注目しない指導者には国民は敬意を抱かないものである」「ナポレオン3世は現代の不思議な現象、すなわち国民が何を欲しているかを必死になって追い求め、結局最後は国民に見捨てられ、時には軽蔑される政治家の先駆者になってしまったのである」。

### その他の評価
- 駐パリ・オーストリア公使ヒュブナー男爵は、1857年にオーストリア皇帝に送った報告書の中でナポレオン3世について「彼（ナポレオン3世）の目から見れば外交政策はフランスにおける彼の支配を安定させ、彼の帝位を正統化し、彼の王朝を開くための道具に過ぎない。彼は国内で人気を高めるためであれば、いかなる手段をとることも、またいかなる勢力と結びつくことも辞さないであろう」と論じた[577]

### 再評価論

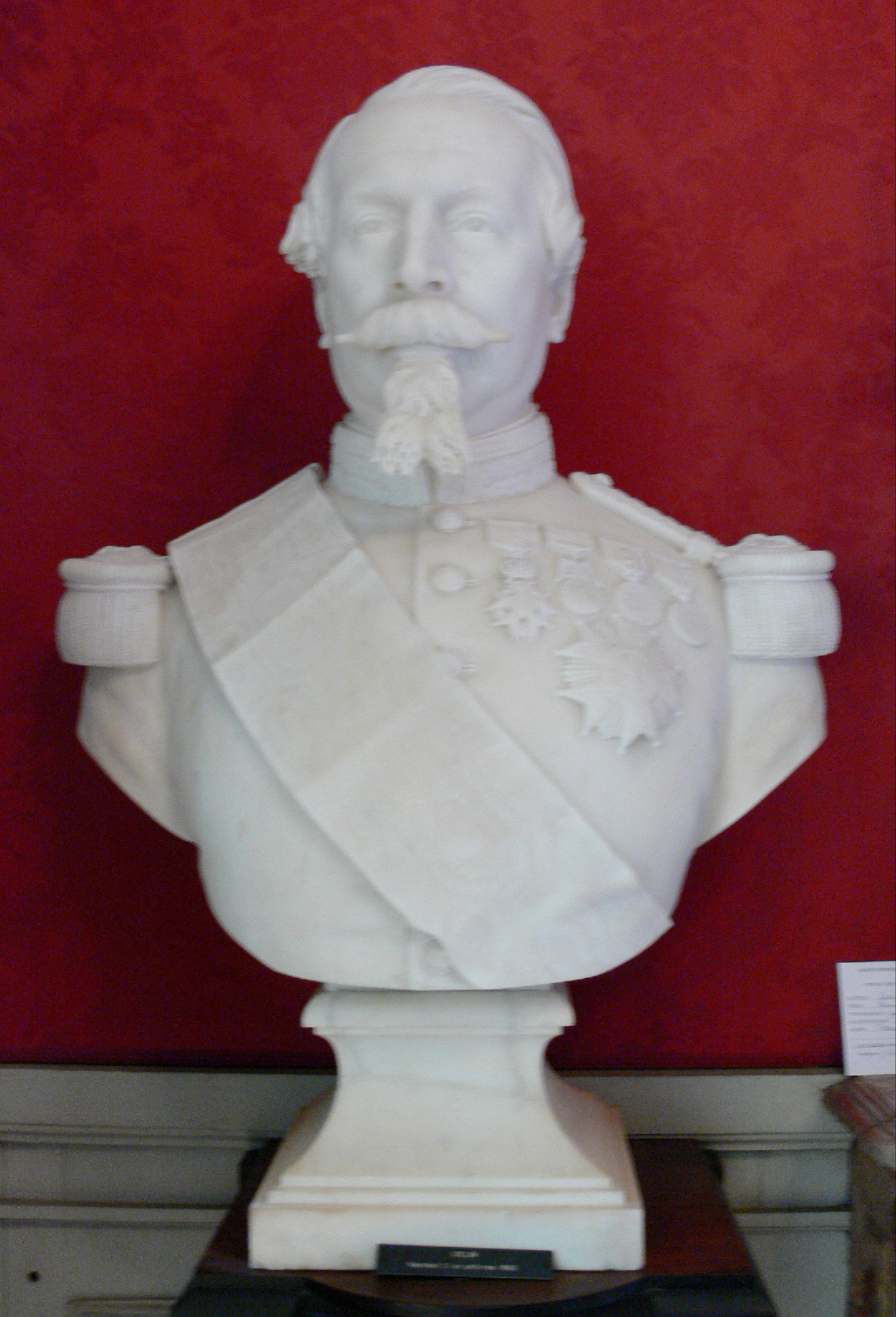
ナポレオン3世の胸像

左翼の凋落が始まった1980年代以降のフランスでは、マルクス主義史観や共和主義史観からの脱却が図られつつあり、ナポレオン3世や第二帝政にも再評価の動きがみられるようになった。とりわけナポレオン3世のサン＝シモン主義的な経済政策によりフランスに消費資本主義社会が実現した点、およびナポレオン3世の都市計画によって現在のパリの基礎が築かれたという点に再評価が多い。
伯父ナポレオン1世の仇敵であったイギリスとは協調し、第一帝政時代から続く英露対立を反映したクリミア戦争では連合国中で最大兵力を派遣したことをはじめ、アジアではアロー戦争でも英仏連合軍を結成するなど、対外積極主義を掲げながらも当時のヘゲモニー国家である大英帝国と共同歩調を取り、メキシコ遠征や普仏戦争で破滅的な失敗を犯すまでは一時的にフランスの国際的地位を高めた。
またナポレオン3世の積極的な植民地政策が第三共和政下で最盛期を迎えるフランス植民地帝国の繁栄の礎を築いたとされ、フランス植民地史においても再評価がはじまっている（ちなみにフランスでは現在でも自国の植民地支配の歴史を肯定的に見る立場が根強い）。

## 子女
エレオノール・ヴェルジョとの間の私生児
- アレクサンドル＝ルイ・ウージェーヌ・ビュール（フランス語版）（1843年 - 1910年） オルクス伯爵。
- アレクサンドル・ルイ＝エルネスト・ビュール（フランス語版）（1845年 - 1882年） ラボンヌ伯爵。

皇后ウジェニー・ド・モンティジョとの間の嫡出子
- ナポレオン・ウジェーヌ・ルイ・ボナパルト（1856年 - 1879年） 皇太子。「ナポレオン4世」